# Arhitectura neoromânească
Arhitectura neoromânească (cunoscută și ca neobrâncovenească sau baroc brâncoveneasc) este un stil  arhitectonic apărut la sfârșitul secolului al XIX-lea în cadrul Art Nouveau-ului din România, inițial rezultatul încercărilor de a găsi un stil arhitectural specific românesc.
Încercările se datorează în principal arhitecților Ion Mincu (1852-1912), și Ion N. Socolescu (1856-1924). Apogeul stilului a fost perioada interbelică. Stilul a fost o reacție națională după dominația eclectismului. În afara influențelor străine, se manifestă din ce în ce mai pregnant contribuția arhitecților români, care au reinventat tradiția, realizând, în același timp, un stil original.

Ion Mincu și urmașii săi, Grigore Cerchez, Cristofi Cerchez, Petre Antonescu sau Nicolae Ghica-Budești s-au declarat pentru o arhitectură modernă, specific națională, întemeindu-se pe teze de felul celor formulate de Alexandru Odobescu pe la 1870: 
„Studiați rămășițele - oricât ar fi de mărunte - ale producțiunii artistice din trecut și faceți dintr-însele sorgintea unei arte mărețe (...) nu pierdeți nici o ocazie de-a vă folosi de elementele artistice ce vă prezintă monumentele românești rămase din vechime; dar prefaceți-le, schimbați-le, dezvoltați-le...”
Bineînțeles că un astfel de program nu era ușor de îndeplinit. Cu atât mai mult cu cât noile tipuri arhitecturale urbane, mai ales cele cu multe etaje, cereau soluții simple, ce suportau cu greu lumea formelor și a ornamentelor medievale sau cea a folclorului, principalele surse de inspirație ale curentului.
Naționalismului secolului al XIX-lea se îmbina fără probleme cu europenismul și cu admirația pentru Occident, România vrând să demonstreze că e o țară europeană. După 1900, fără să fie abandonată tendința europeană, accentul e pus mai mult pe valorile specific românești. Ca rezultat, clădirilor de tip parizian și vienez ale sfârșitului secolului XIX li se contrapune un „stil românesc”. Popularitatea stilului neoromânesc continuă și se intensifică în perioada interbelică. Deceniul de apogeu al stilului au fost anii 1920, când multe case, biserici și sedii de instituții neoromânești au fost construite, atât în București cât și în restul României Mari. Moda se extinsese de la început și în artele decorative, apărând exemple de design neoromânesc de mobilă și alte obiecte, dar și ilustrații și design grafic (inclusiv timbre și coperți de reviste).

## Origini

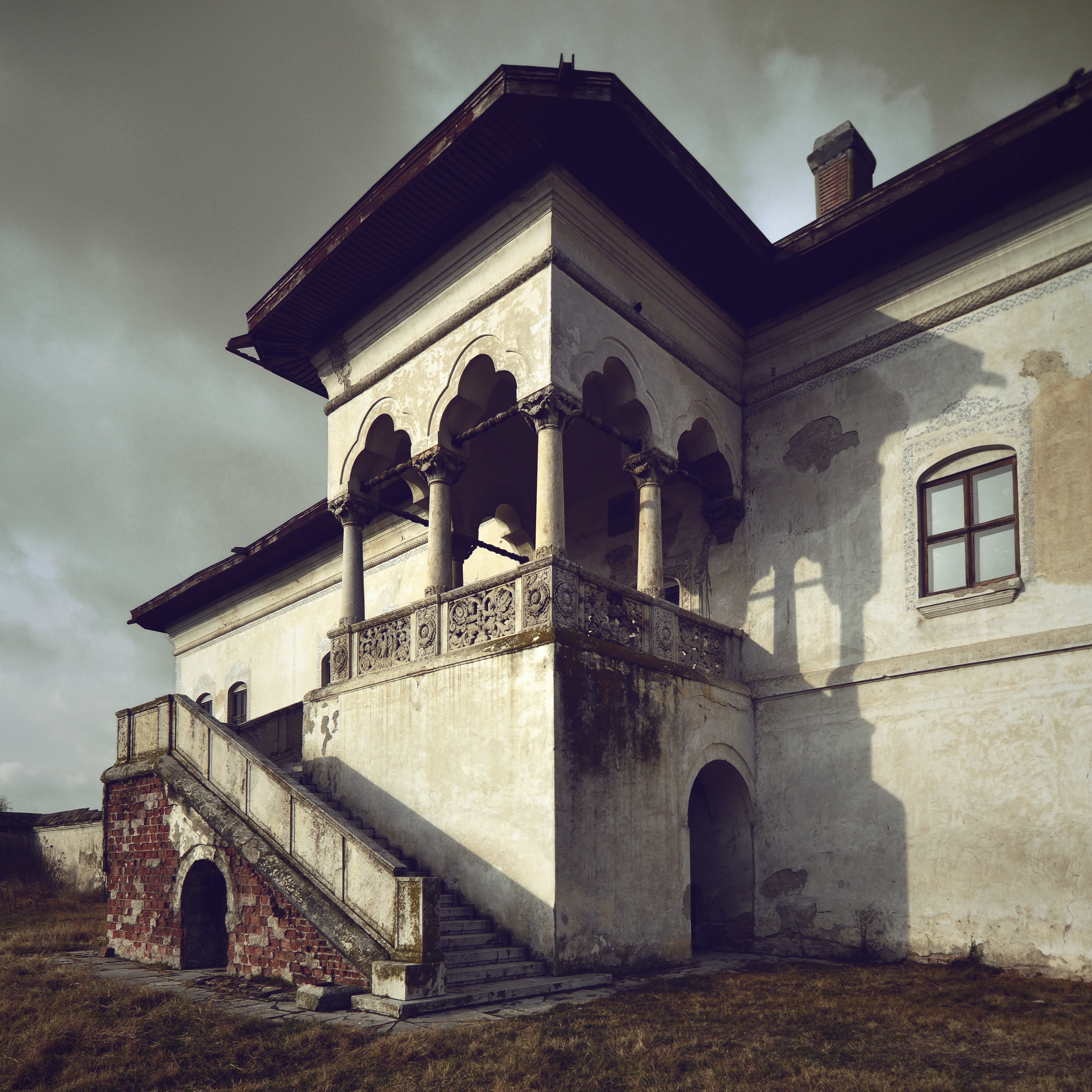
Ansamblul Palatului Brâncovenesc din Potlogi, Județul Dâmbovița, România, secolul 17
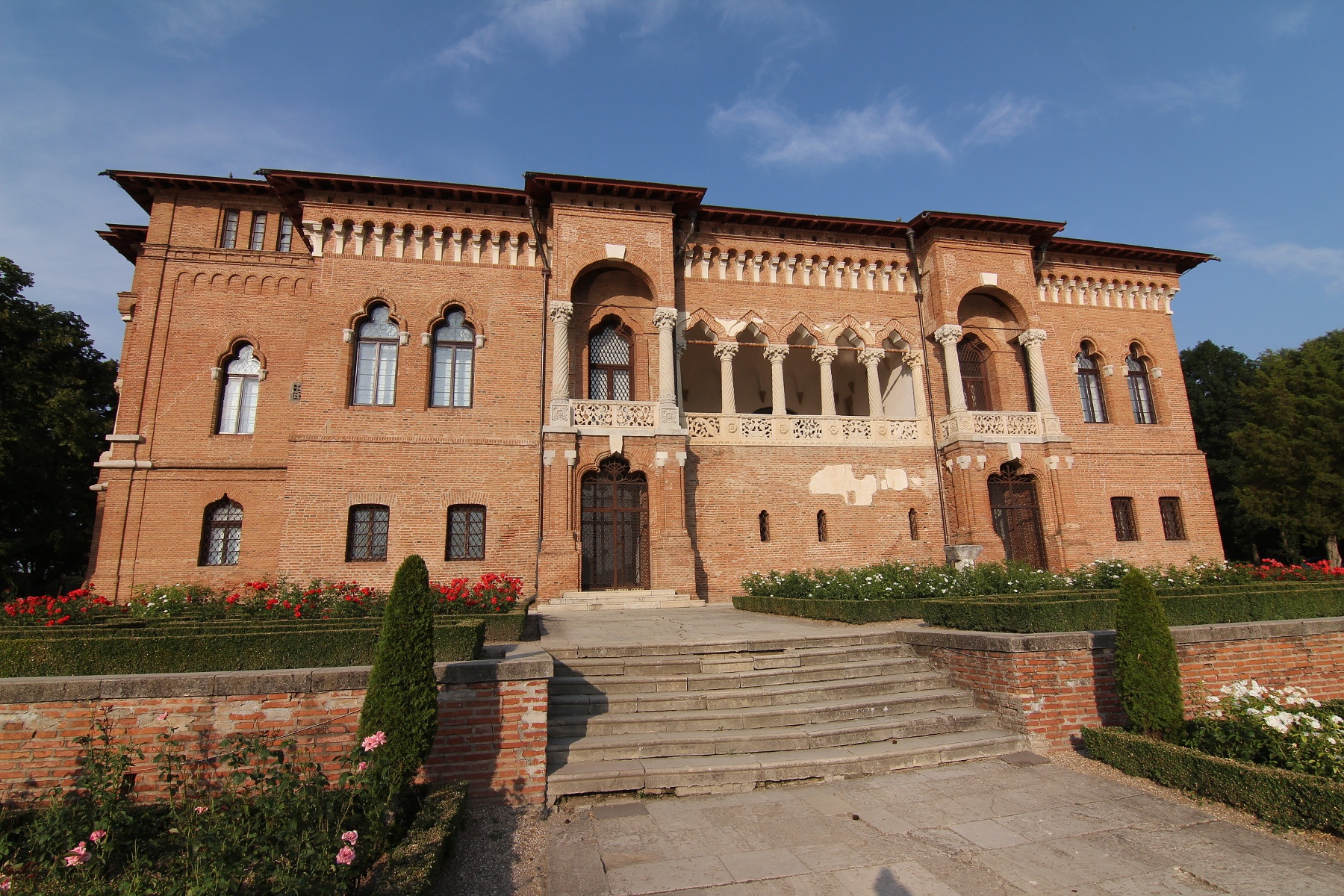
Clădirea principală a Palatului Mogoșoaia, Mogoșoaia, România, începutul secolului 18
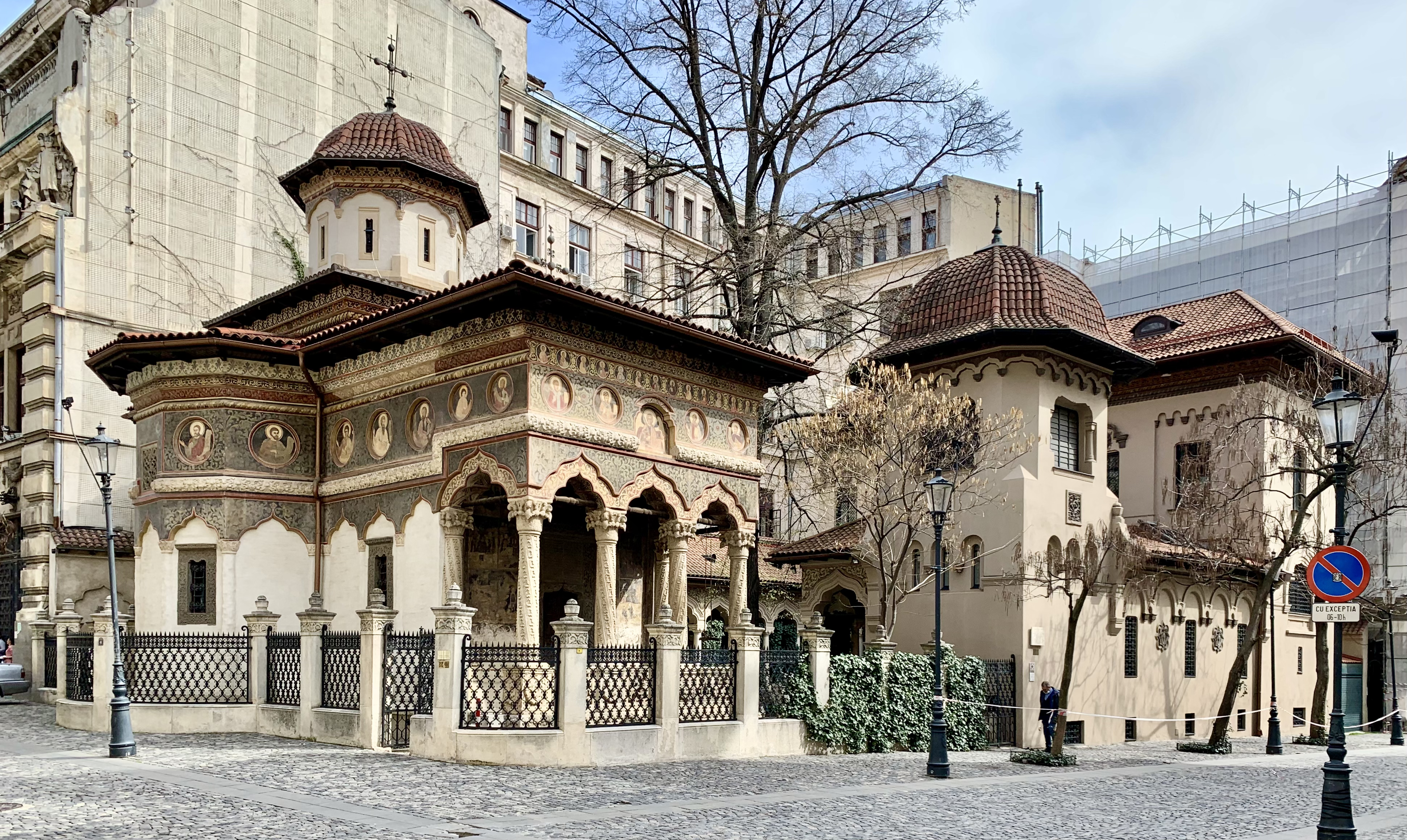
Biserica Stavropoleos, centrul vechi al Bucureștiului, cu picturi elaborate pe fațade, 1724
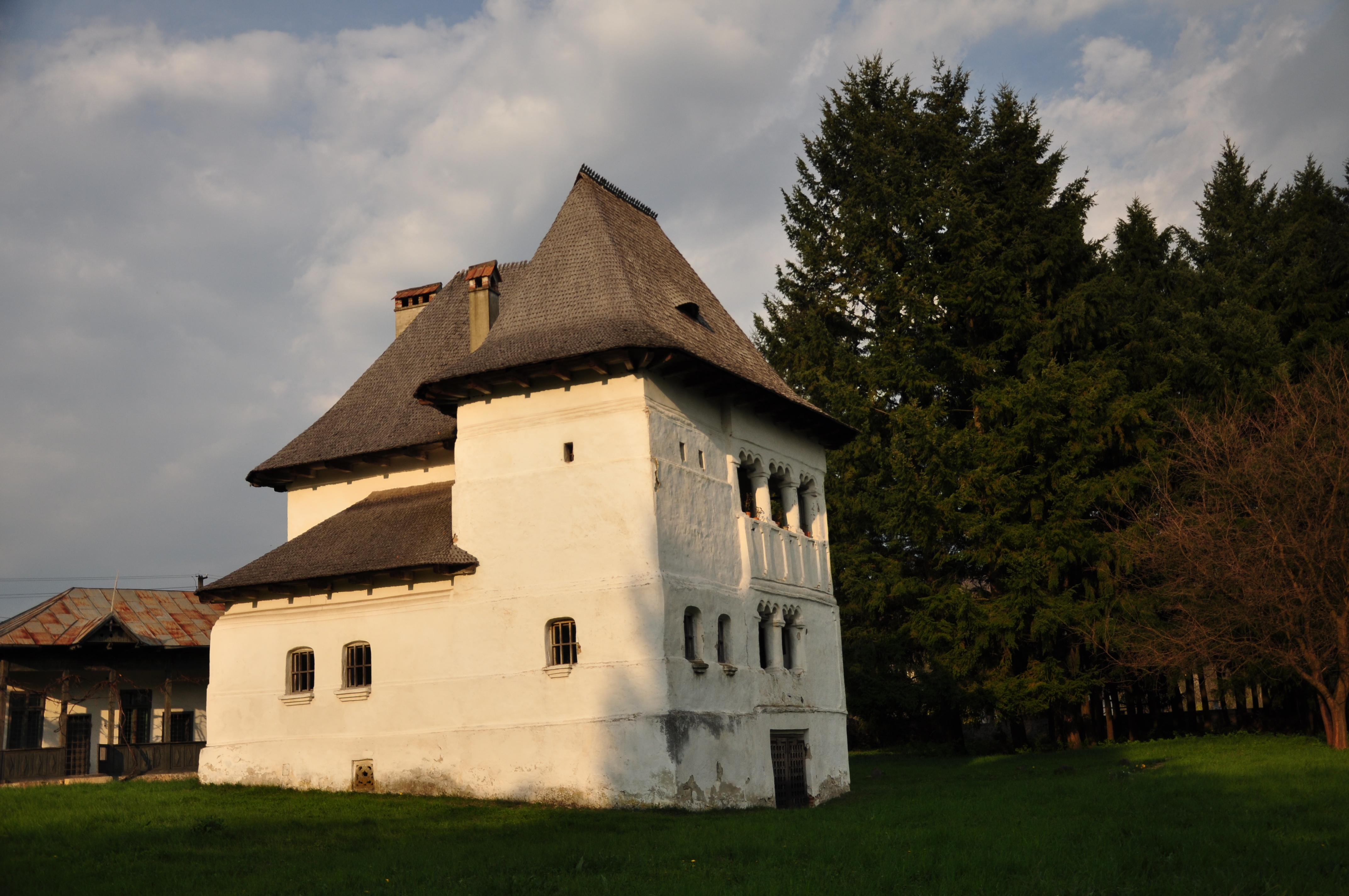
Cula Greceanu, comuna Măldărești, Județul Vâlcea, România, secolul 18

Arhitectura neoromânească se inspiră în principal din stilul brâncovenesc, un curent în arta și arhitectura românească din secolele 17 și 19, mai precis în Țara Românească în timpul domniei lui Constantin Brâncoveanu (1688-1714). Lucrul se datorează faptului că stilul era văzut ca fiind specific României, ceea ce e adevărat. Clădirile brâncovenești se caracterizează prin folosirea de porticuri (în principal la intrările bisericilor), arce trilobate sau în formă de cocoșnic, coloane (de obicei corintice), uneori cu caneluri răsucite, și acoperișuri din țiglă ceramică sau metalică. Principalele ornamente folosite pentru decorare sunt frânghia (aka antrelac) și spirala vegetală complexă (rinceaul). Unele dintre caracteristicile arhitecturii brâncovenești derivă din arhitectura bizantină și din cea otomană, iar unele pot fi găsite și în arhitectura rusească medievală.
Bisericile au fațadele decorate cu reliefuri, majoritatea bisericilor fiind albe, în timp ce unele au picturi elaborate pe fațade (cum e Biserica Stavropoleos din București). Pereții interioarelor lor sunt pline de fresce în stil bizantin. Deasupra ușii lor principale se află o pisanie, care e o placă de piatră inscripționată. Inscripția include de obicei o invocație religioasă, numele ctitorului sau a ctitorilor, data construirii, motivarea zidirii, împrejurările timpului și alte date.

## Caracteristici

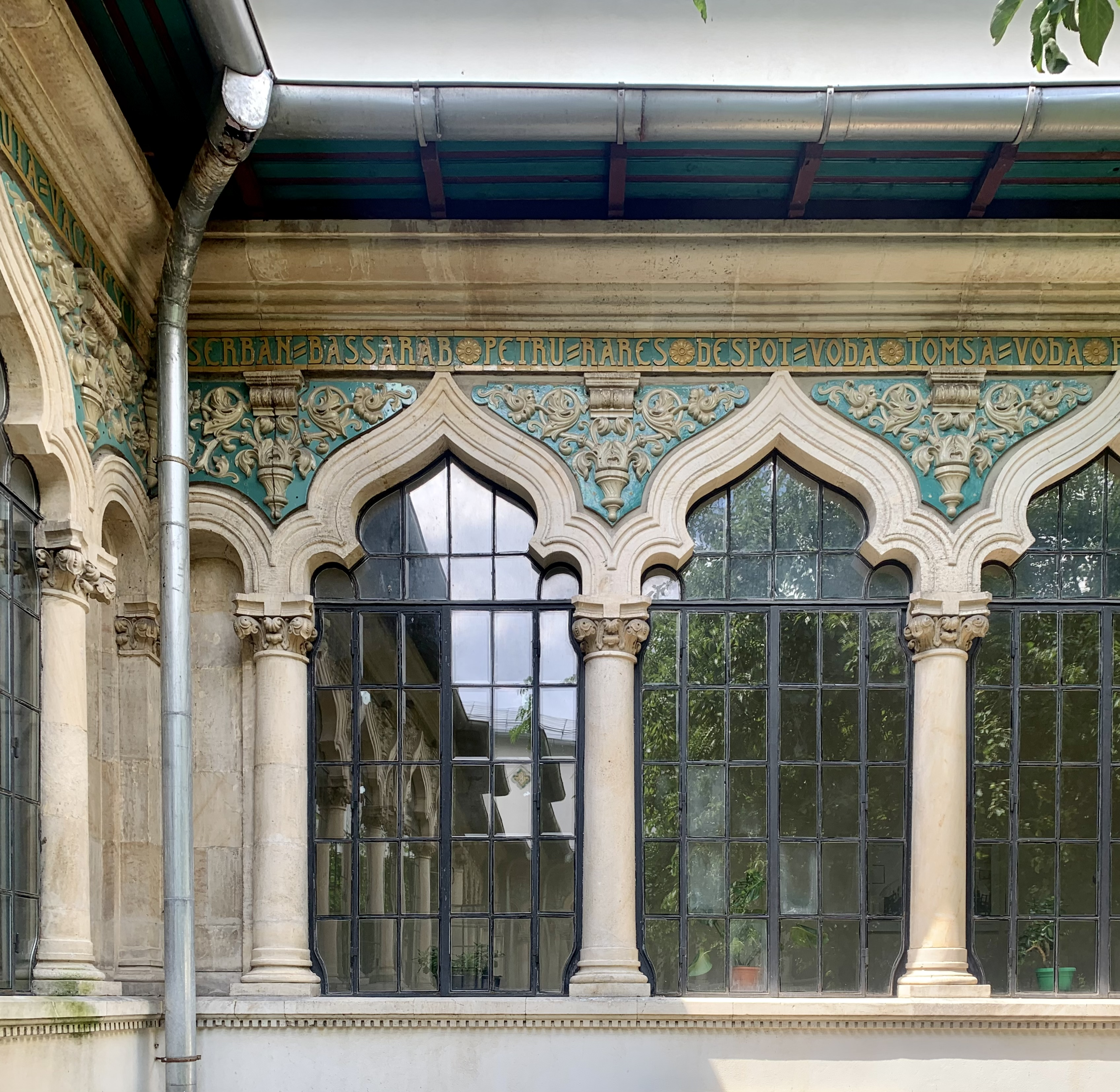
Ornamente de ceramică policromă glazurată - Școala Centrală, București
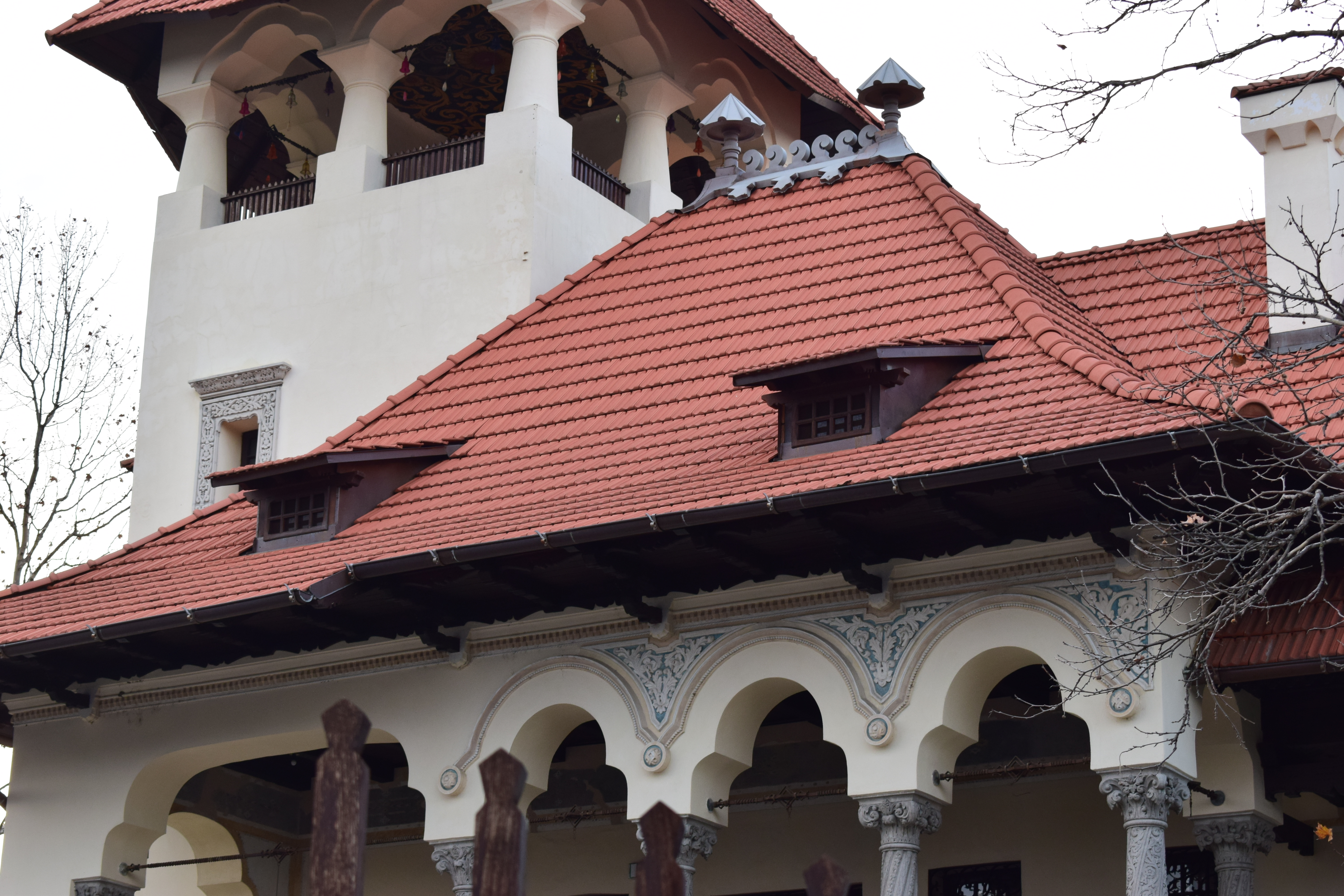
Acoperișuri cu țiglă ceramică - Casa Nicolae Minovici, București
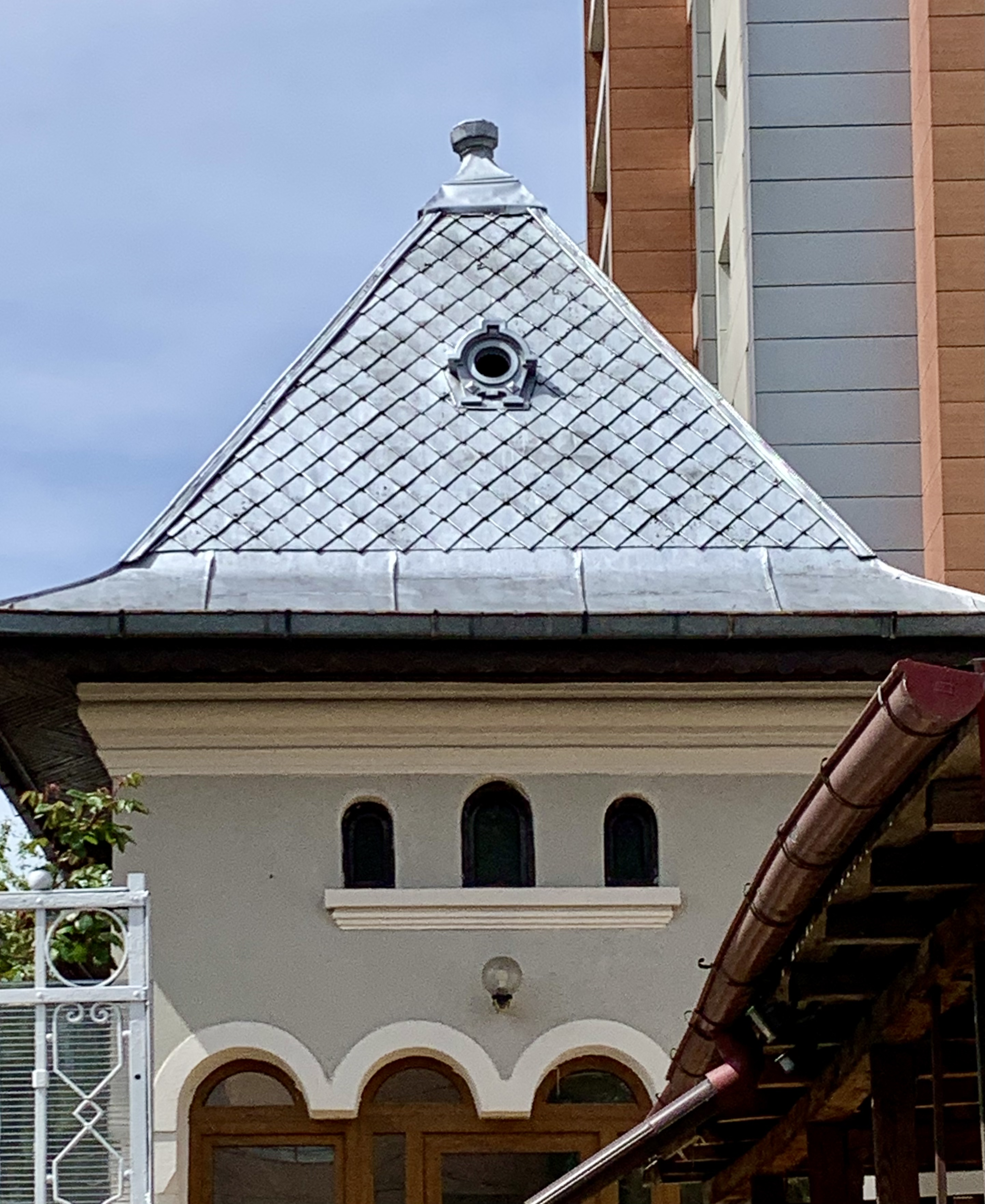
Acoperișuri cu țiglă metalică în formă de romburi - Strada Constantin C. Nottara nr. 6, București
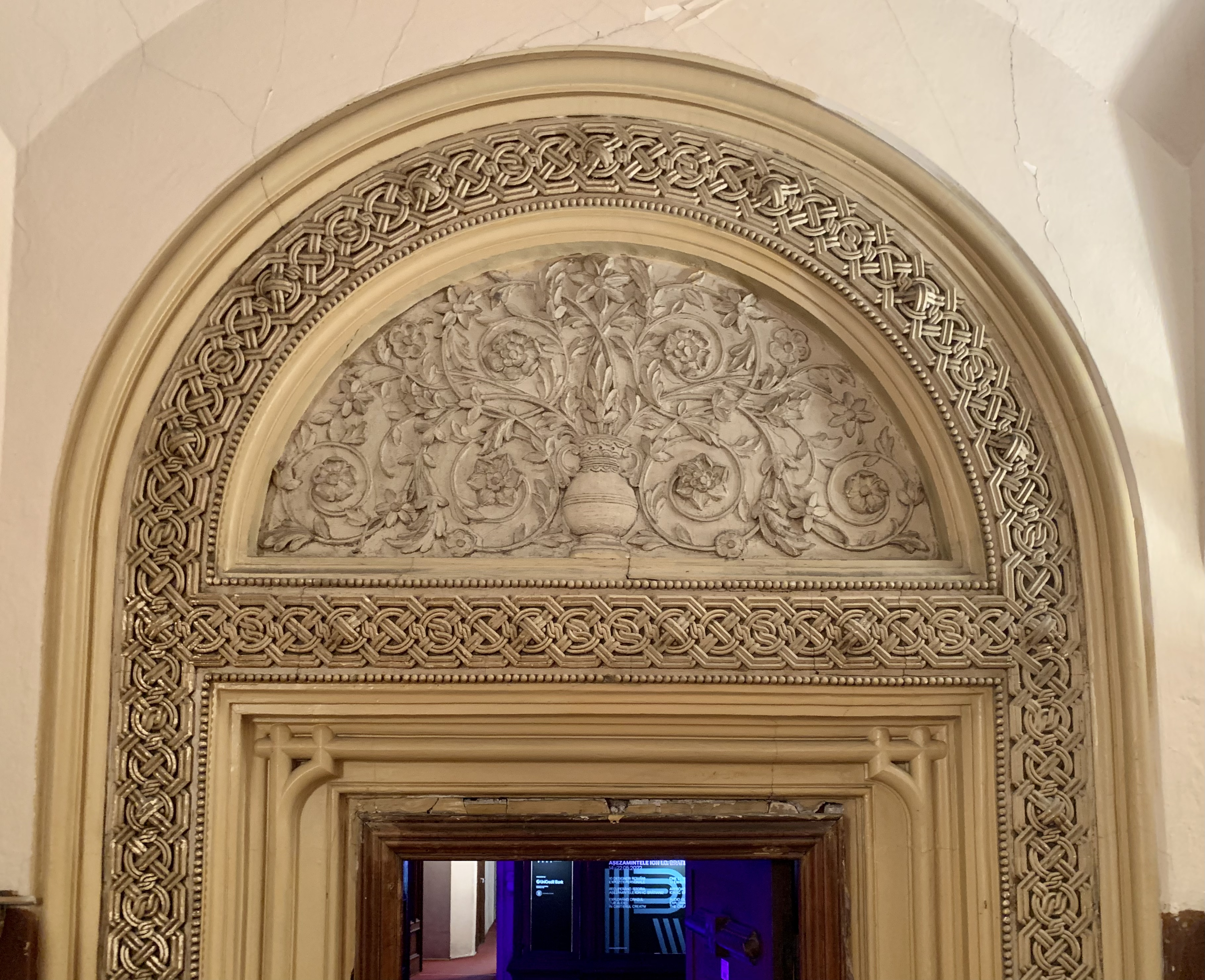
Ornamentație complexă cu noduri și frânghi - Așezămintele Brătianu, București
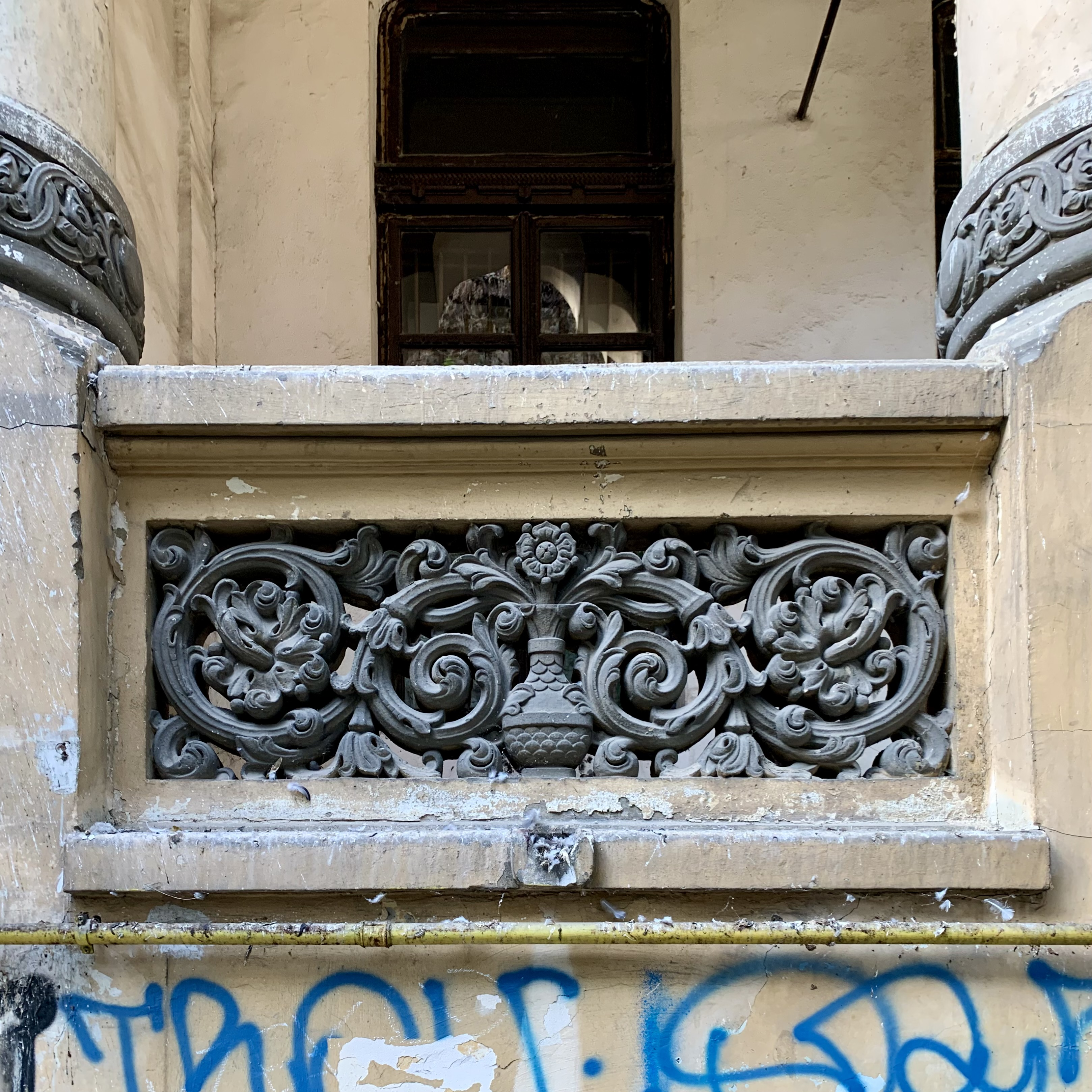
Spirale vegetale (aka rinceauri) complexe - Așezămintele Brătianu
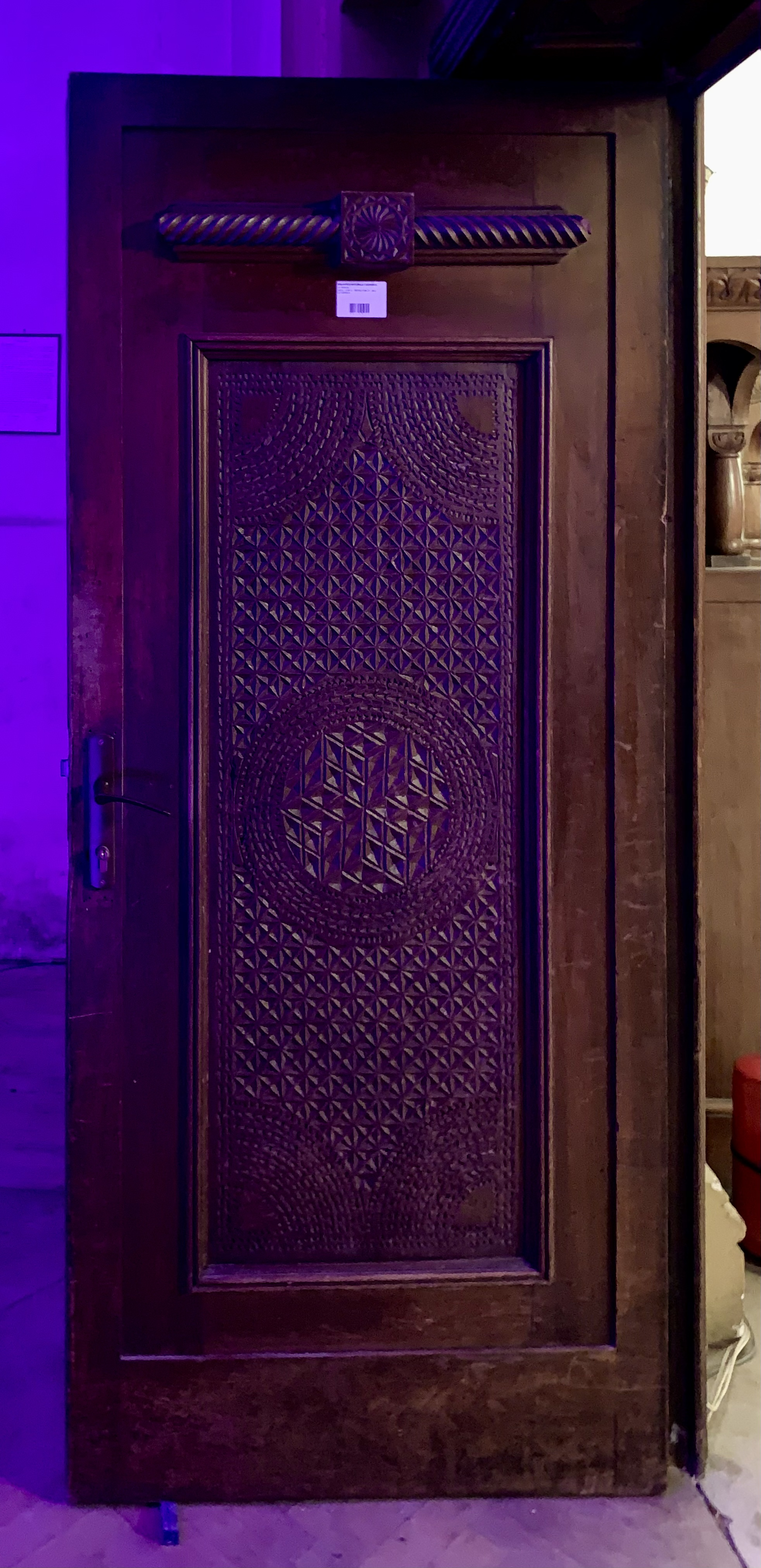
Elemente luate din arhitectura țărănească - Așezămintele Brătianu
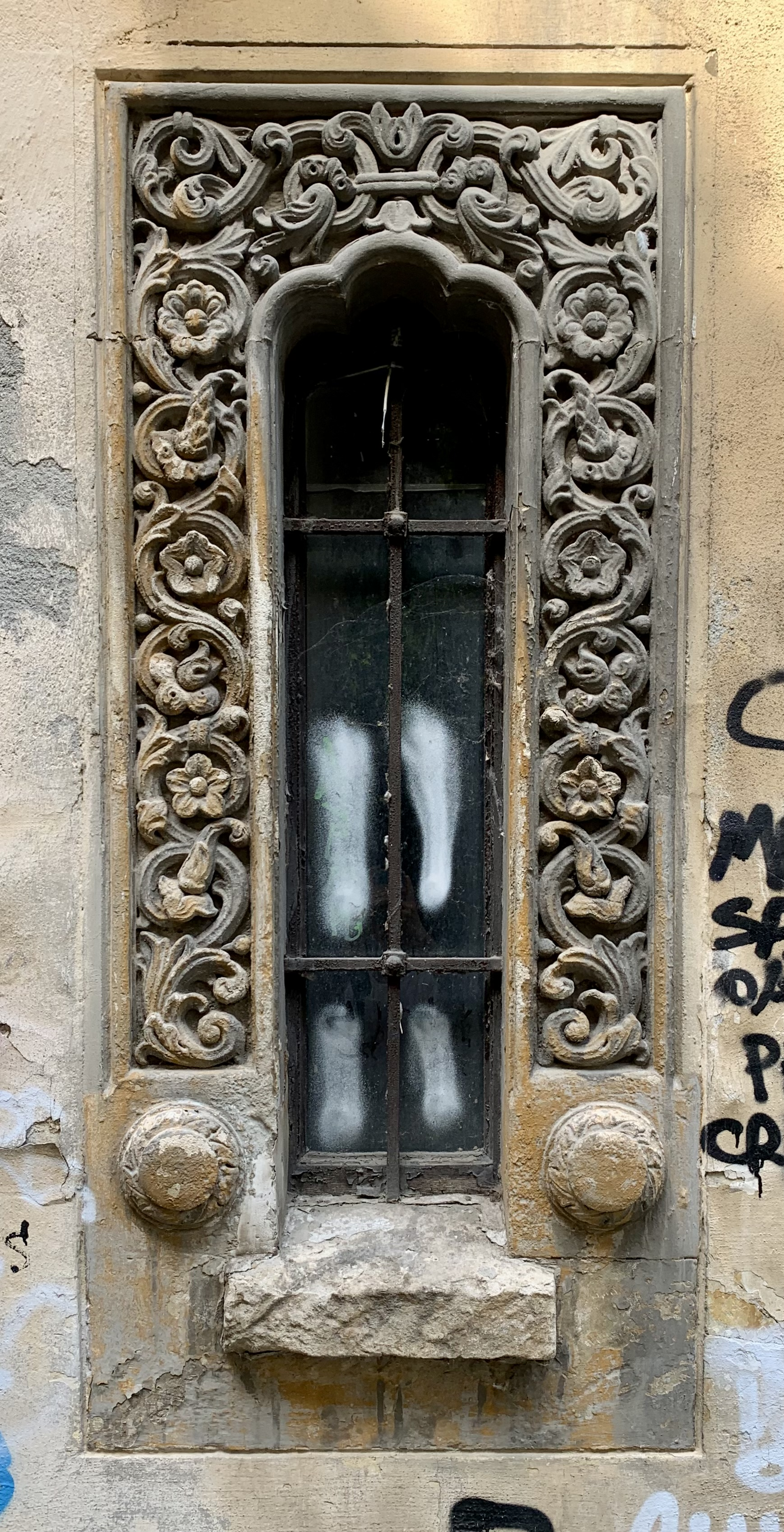
Elemente luate din arhitectura religioasă - Așezămintele Brătianu
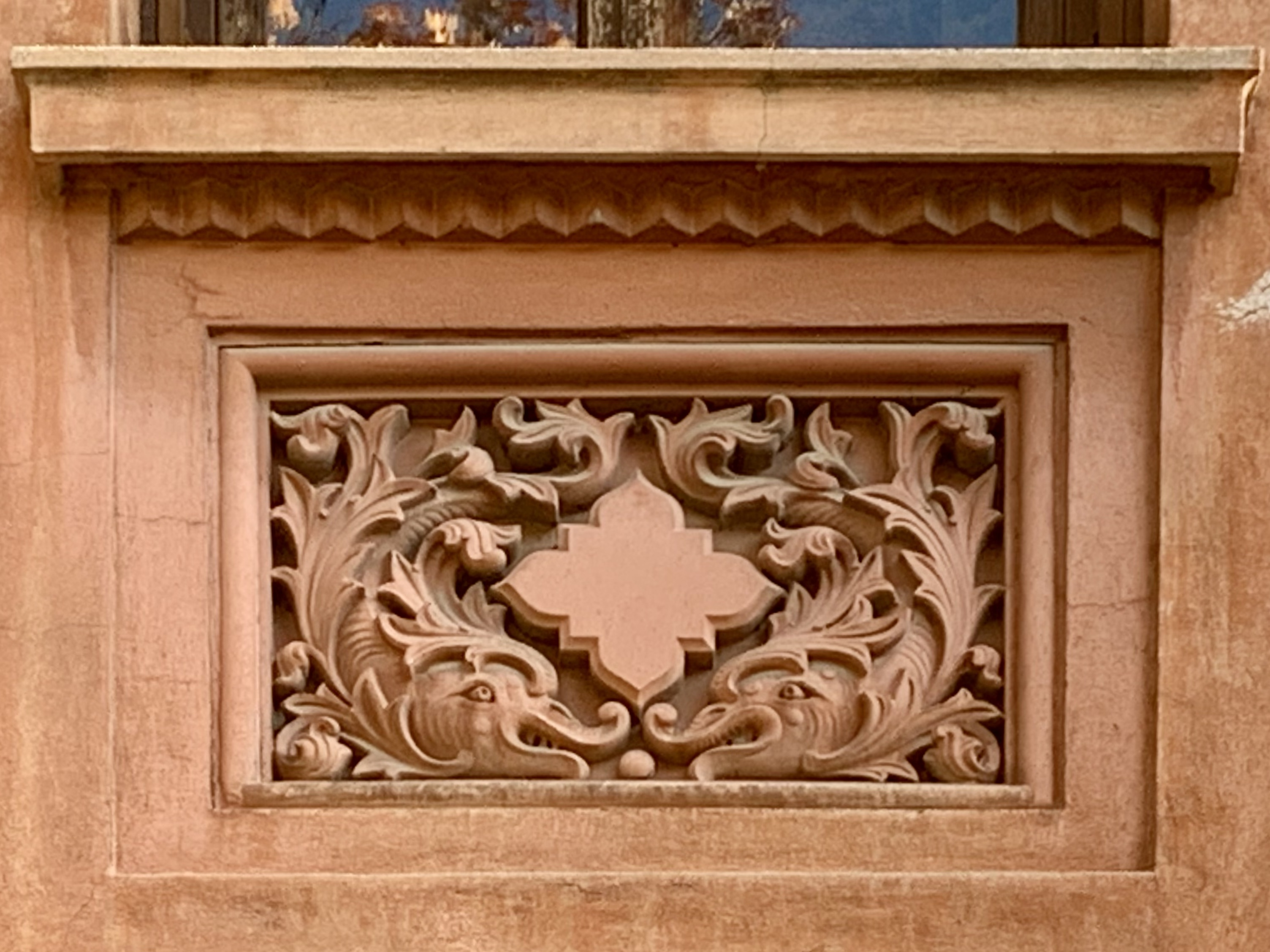
Elemente luate din arhitectura bizantină (în cazul de aici peștele, un vechi simbol creștin) - Strada Louis Pasteur nr. 24, București
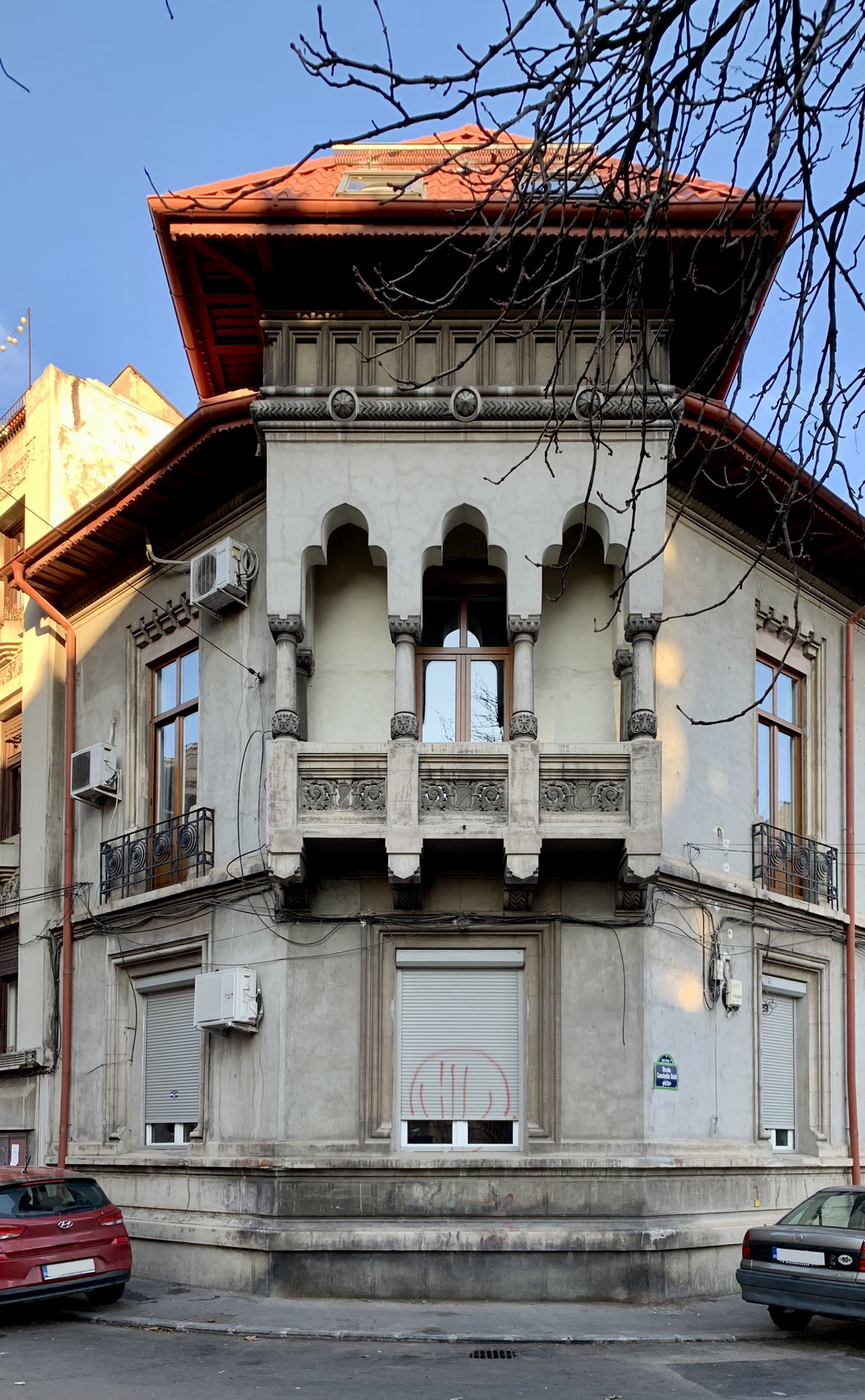
Elemente grupate câte trei (în cazul de aici trei arcade) - Strada Pictor Constantin Stahi nr. 14, București
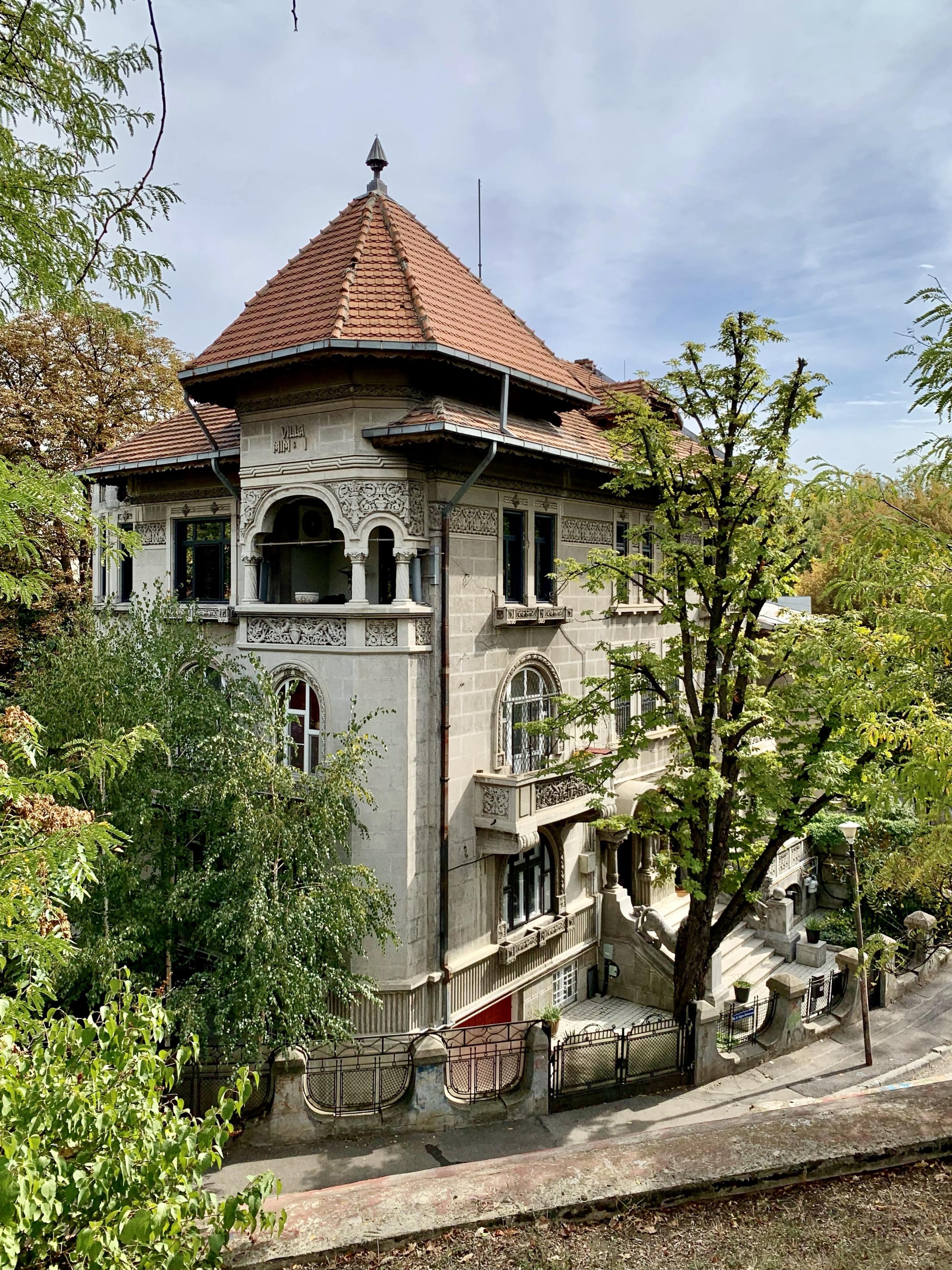
Structurarea clădirii divizată pe diferite înălțimi, inspirată de cule - Strada Grigore Romniceanu nr. 54, București
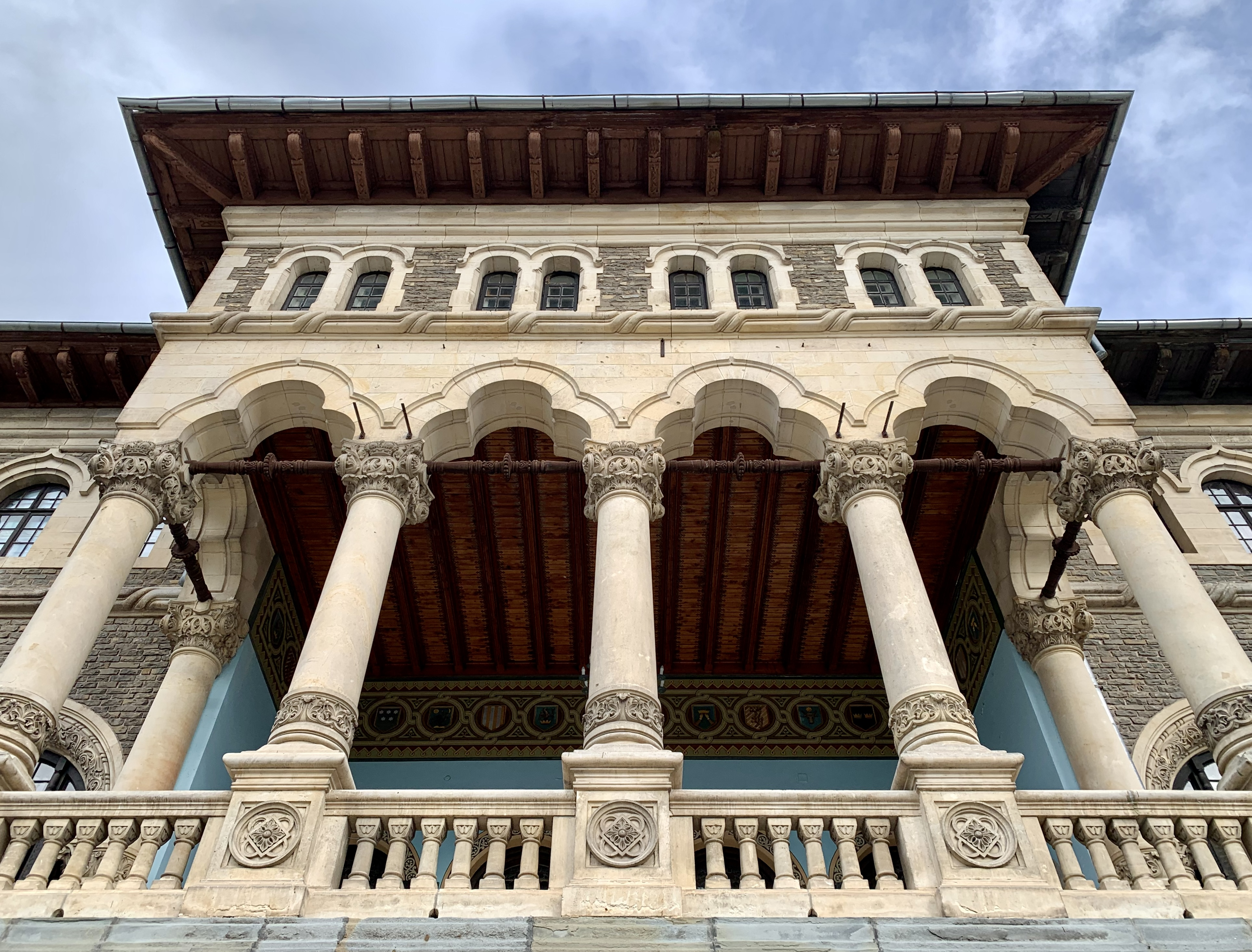
Arcada trilobată - Castelul Cantacuzino, Bușteni

Influențele caselor țărănești s-au manifestat prin ornamente și elemente folosite sub diverse interpretări, dar care își păstrează originea. Printre elemente se numără logia, arcul trilobat, stâlpi de lemn, o tratare a cornișei ca o streașină obișnuită a unei case țărănești, includerea acoperișului în imaginea fațadei ca element de ornament, marchize sculptate din lemn, și țigla ceramică (inclusiv olane). Ornamente des folosite sunt nodurile și frânghiile (aka antrelacuri), păunii care sorb simetric dintr-o cupă, și spiralele vegetale (aka rinceauri) complexe. O parte a ornamentelor ale unor clădiri neoromânești din Belle Époque sunt făcute din ceramică smălțuită policromă, așa cum e cazul Școlii Centrale din București. Având în vedere faptul că majoritatea românilor au fost și sunt ortodocși, arhitecții uneori adăugau elemente de inspirație bizantină (ca cei doi păunii care sorb dintr-o cupă) sau cu semnificație creștină. O caracteristică a stilului este și folosirea de elemente grupate în trei (de exemplu un șir de trei ferestre), lucru care are face referire la un concept creștin, reprezentând Sfânta Treime (Tatăl, Fiul și Sfântul Duh). 
Clădirile au adesea un aspect de castel sau de fortăreață medievală, cu turnuri și părți ale structurii pe diferite nivele. Lucrul ăsta e inspirat de la cule, un tip de construcție semifortificată, specifică secolului 18, răspândită în întregul spațiu balcanic, inclusiv în România, cu precădere în Serbia și în Albania. În esență, culele erau locuințele boierilor, construite pentru apărarea propietarului și a membrilor familiilor lor împotriva invaziilor.

## Reprezentanți importanți
Prima generație de arhitecți români creatori și propagatori ai stilului neoromânesc e compusă din Ion Mincu (1852-1912), Ion N. Socolescu (1856-1924) și Grigore Cerchez (1850-1927).

### Ion Mincu

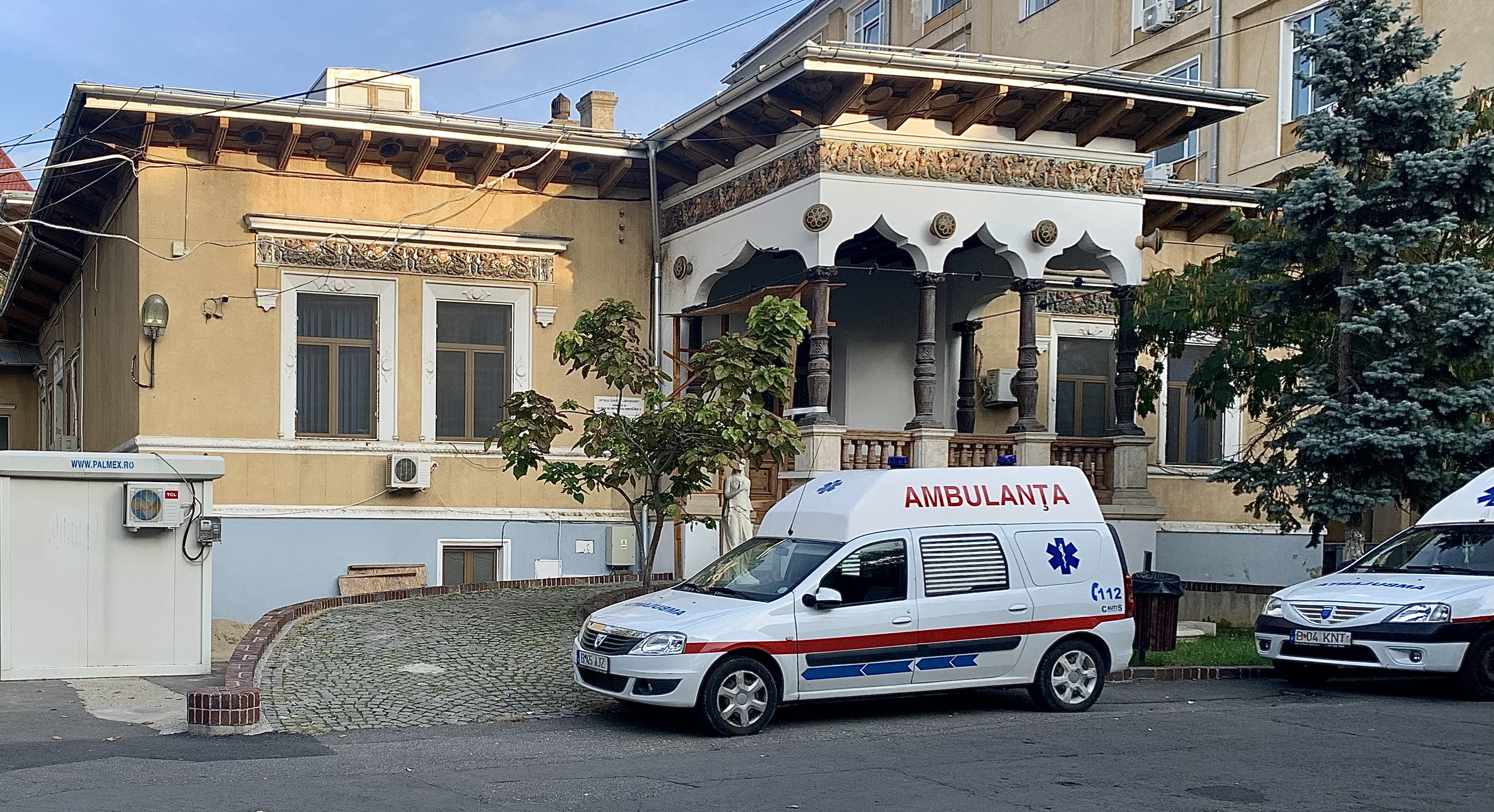
Casa Lahovari, acum în curtea Spitalului Cantacuzino din București (1885-1886), Strada Ion Movilă 5
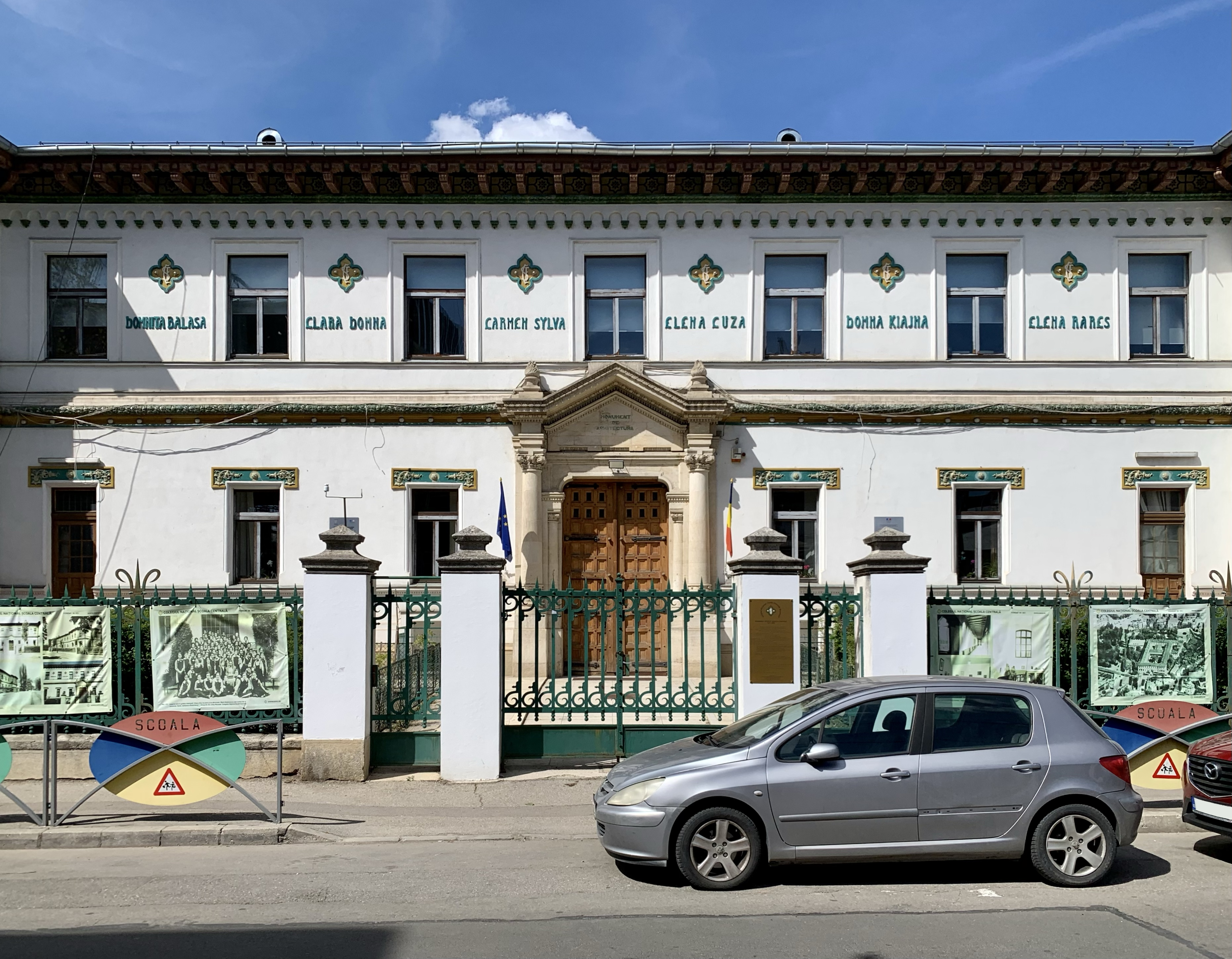
Școala Centrală din București (1890), Strada Icoanei 3-5
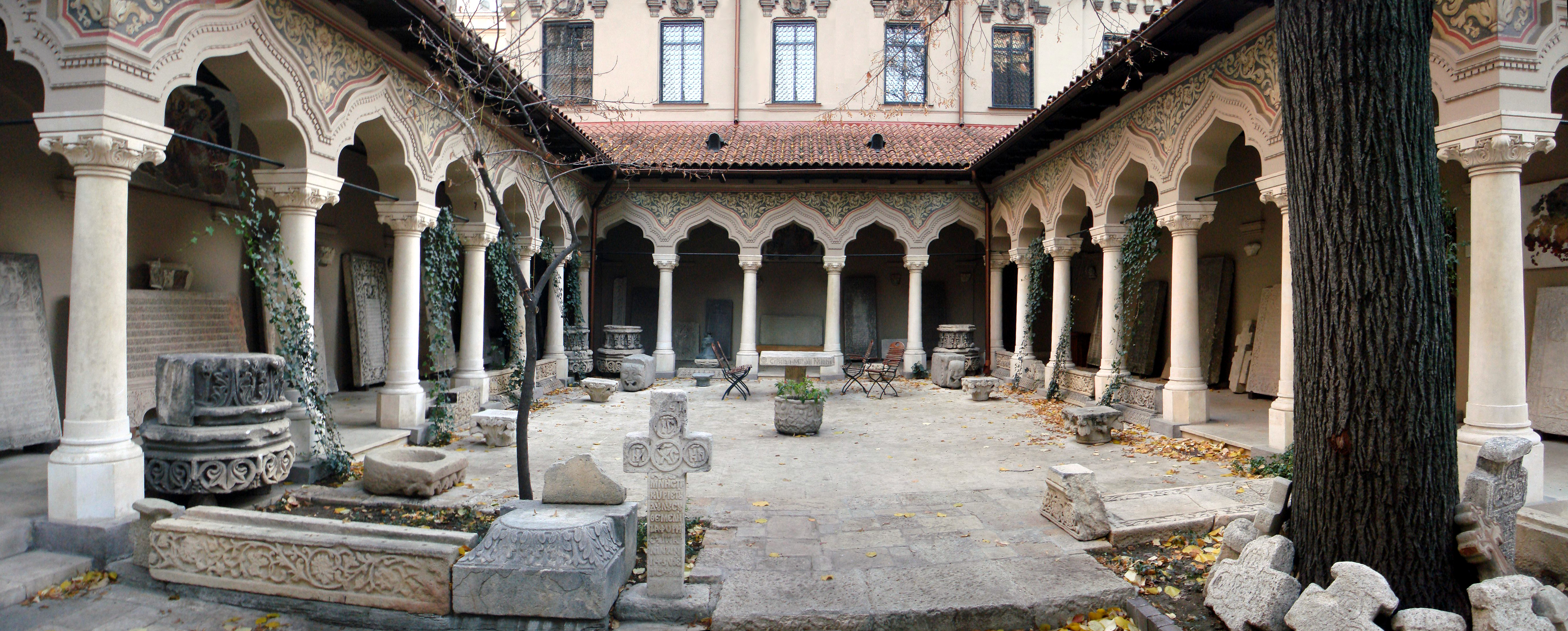
Casa parohială și lapidariumul Bisericii Stavropoleos din București (c.1899-1910), Strada Poștei 6
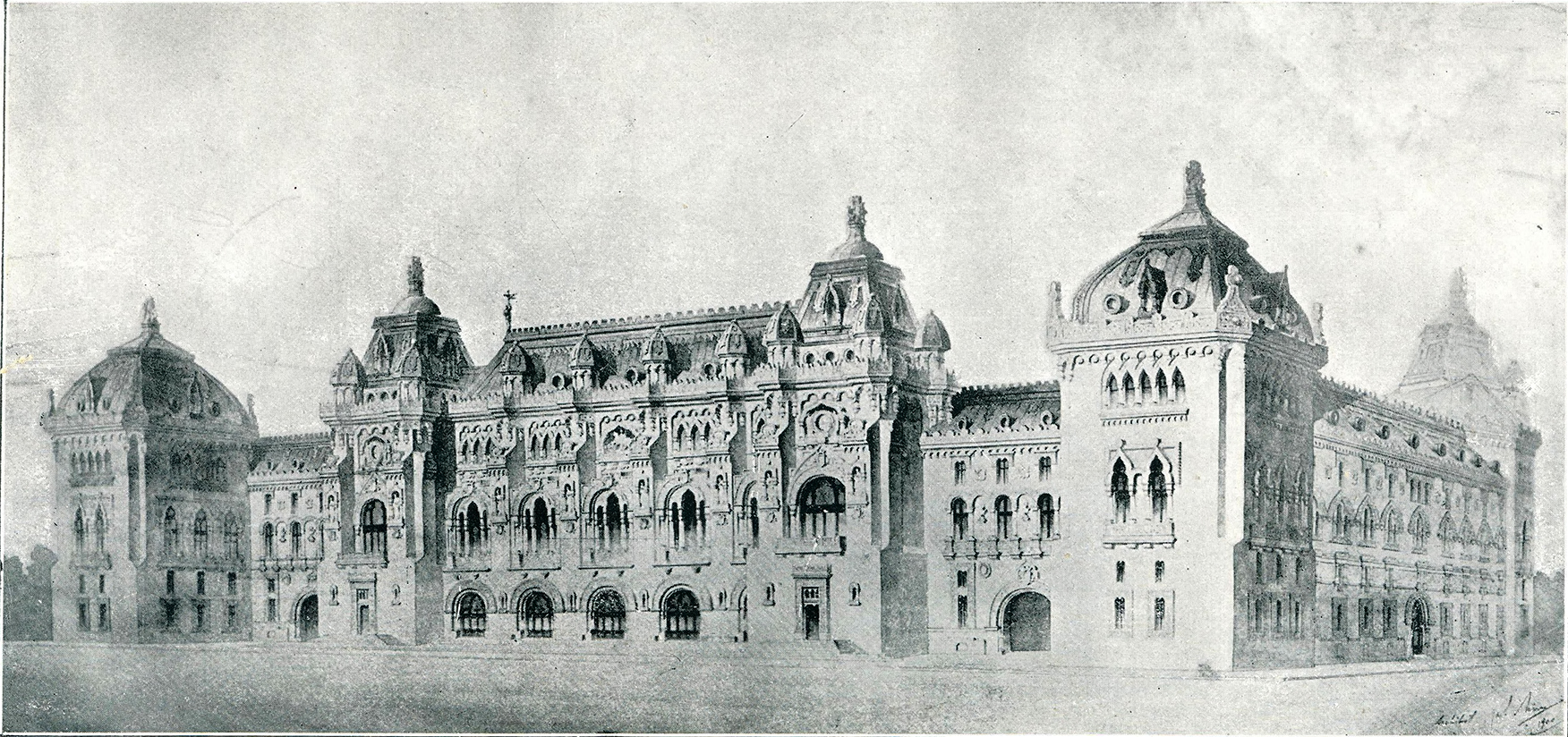
Design pentru primăria Bucureștiului (1900)
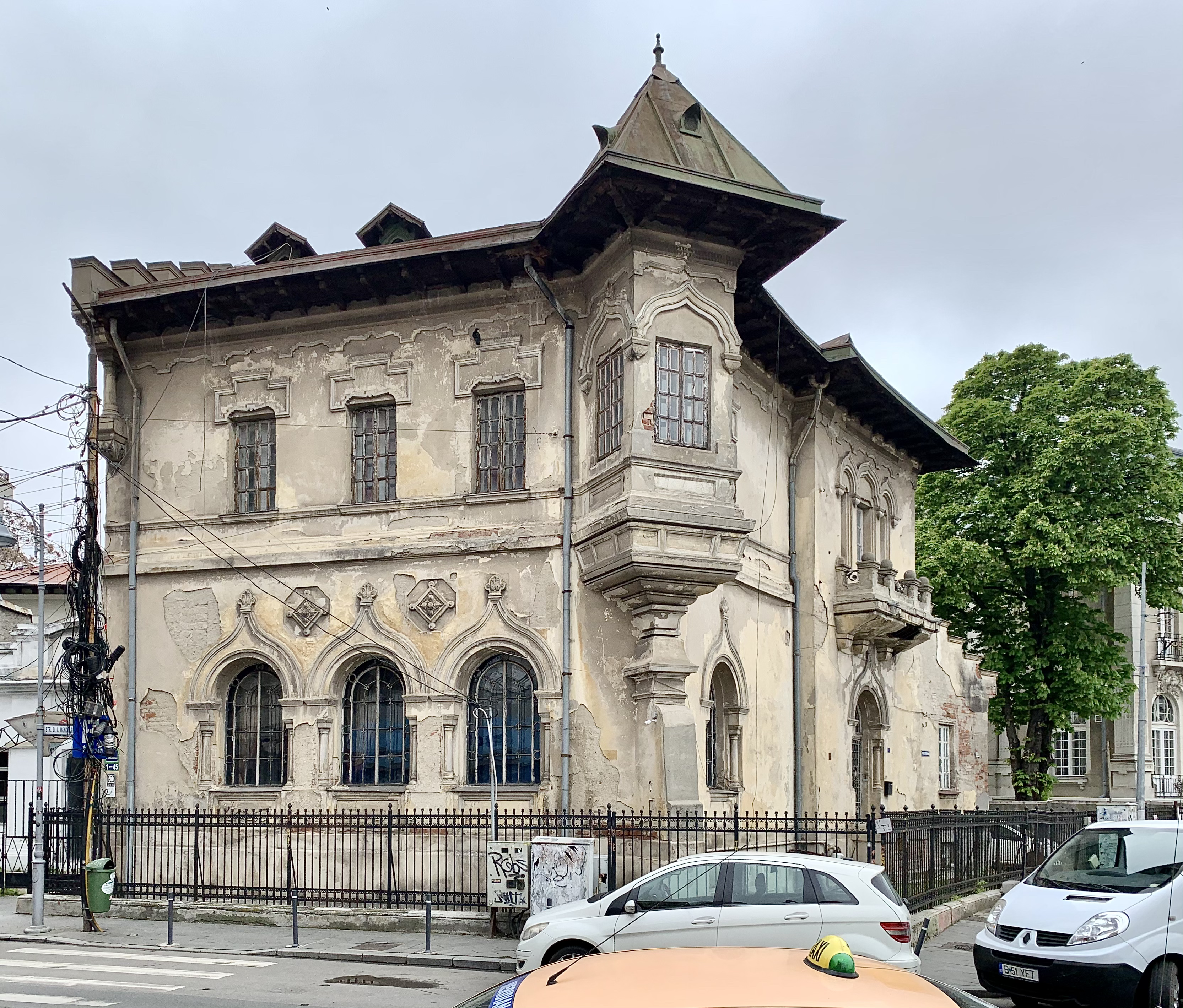
Casa Nicolae Petrașcu (1900-1904), Piața Romană 1
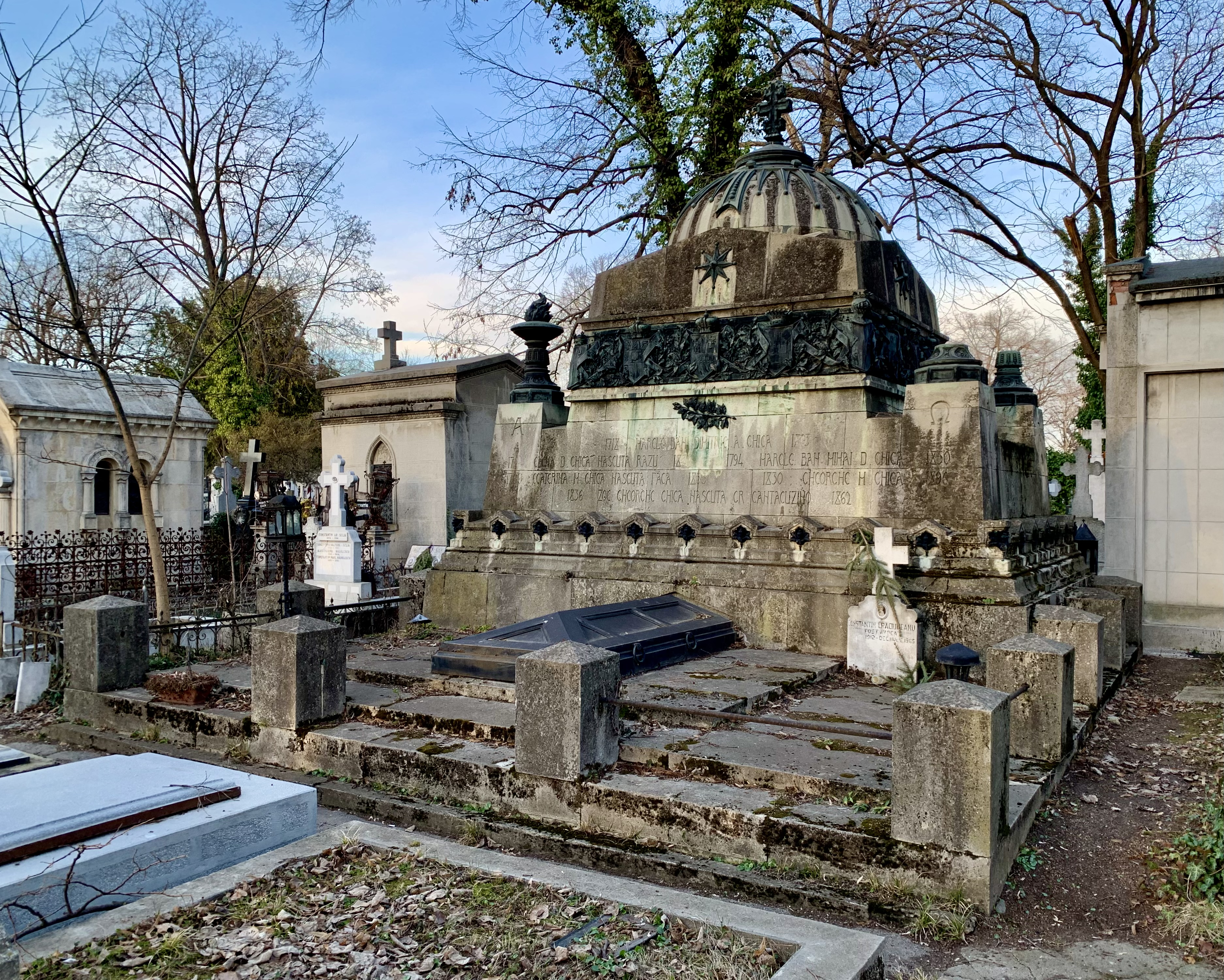
Cavoul Familiei Ghica din Cimitirul Bellu din București (dată necunoscută)
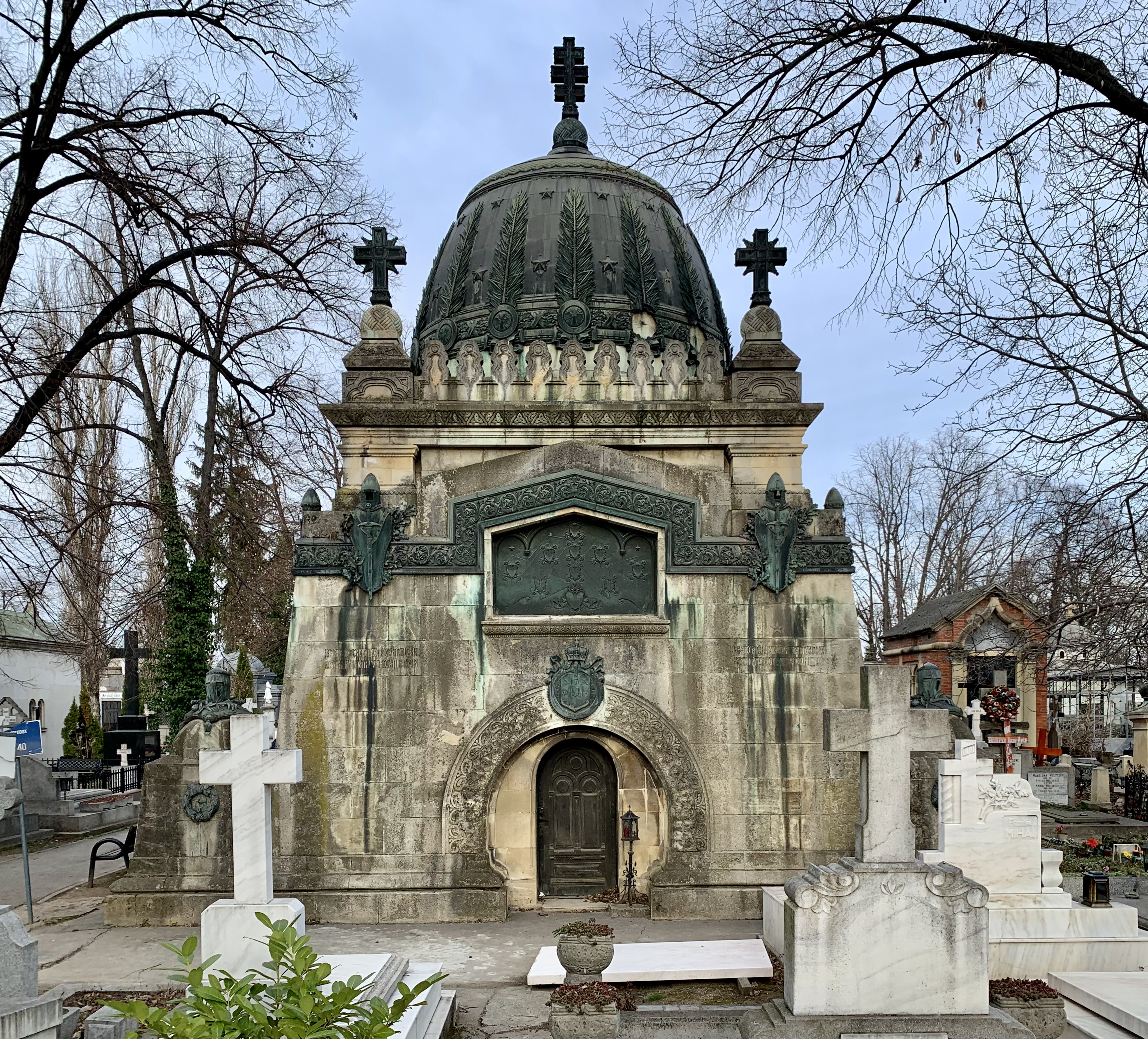
Cavoul Cantacuzino din Cimitirul Bellu (dată necunoscută)
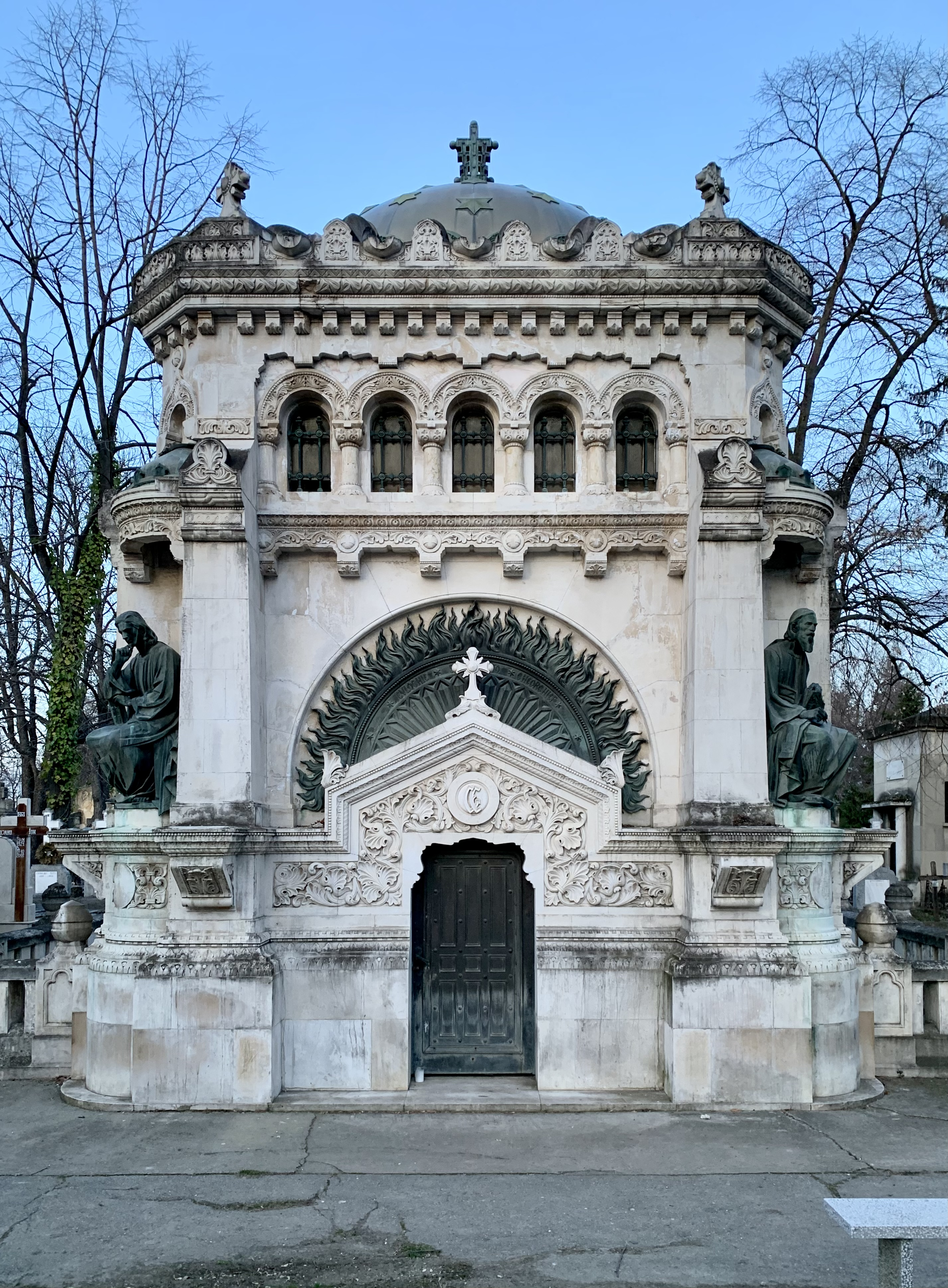
Cavoul Fraților Gheorghieff din Cimitirul Bellu (dată necunoscută)
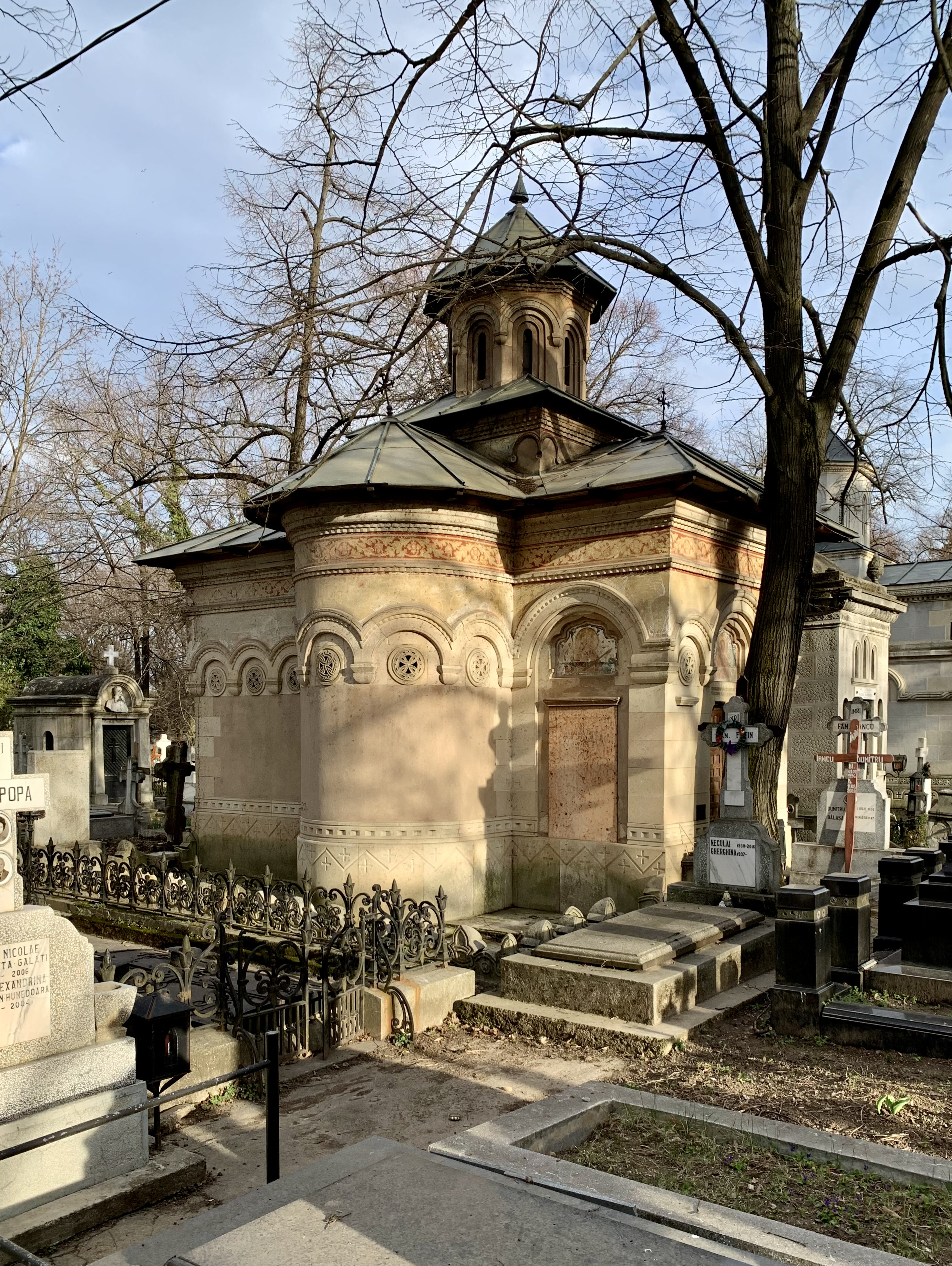
Cavoul lui Iacob Lahovary din Cimitirul Bellu (dată necunoscută)

Primele sale încercări, din București, după întoarcerea sa de la studii din Paris, sunt Casa Lahovari (1884-1886), Bufetul din Șoseaua Kiseleff (1889-1892) și Școala Centrală (1890-1894). Ele au marcat efectiv nașterea arhitecturii neoromânești cu toată persistența tendințelor eclectice sau, în general, istoriciste. Din punctul acesta de vedere foarte caracteristic e Bufetul, fiind una dintre cele mai de succes construcții (proiectat inițial ca pavilion românesc la Expoziția Universală de la Paris din 1889), ce se înscrie, în ansamblu, pe linia echilibrului arhitecturii brâncovenești. Cel mai expresiv element al său rămâne foișorul: opt stâlpi de lemn, legați cu longeroane de lemn, susțin o mare suprastructură de zidărie (arcade trilobate în formă de acoladă/cocoșnic și un antablament complet). Impresia mai e accentuată de și ornamentația în relief puternic, din ceramică smălțuită policromă. Peste cornișa mult ieșită a antablamentului de ceramică apar din nou piese de lemn: capetele grinzilor transversale și consolele ce țin streașina foarte lată a acoperișului. Și cum între grinzi și console rămân vizibile spații importante, acoperișul - mare, înalt și învelit cu țigle - pare suspendat. În ornamentația de ceramică apar elemente eclectice: motive geometrice clasicizante sau motive florale renascentiste (dar interpretate ondulat, în spiritul Art Nouveau), care acoperă toată suprafața zidăriei foișorului, iar tehnica în sine, de altorelief sau relief înalt, colorat în alb, albastru și ocru, de tipul Luca della Robbia, contrastează cu relativa sobrietate a vechii arhitecturi românești  de la care, evident, s-a pornit. Astfel, Bufetul are un aer fericit, vioi și, mai ales, românesc.

### Petre Antonescu

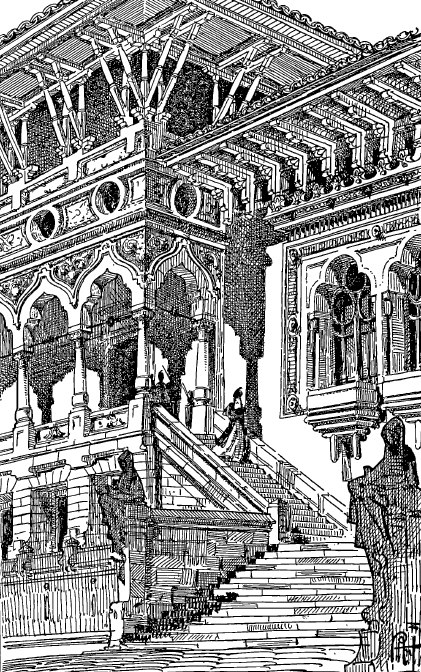
Studiu pentru Expoziția Tinerimii artistice din 1904
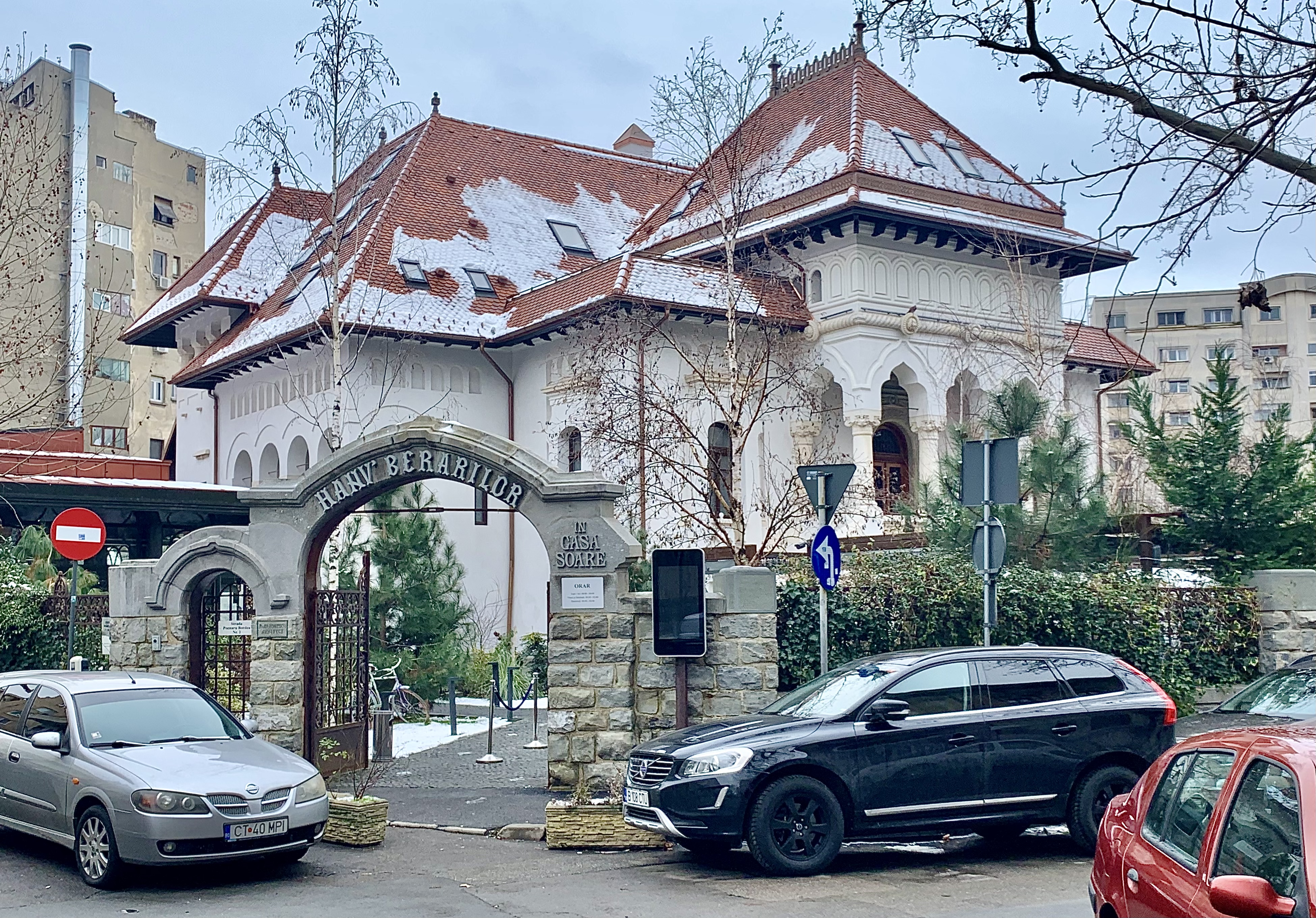
Casa Oprea Soare din București (1914), Strada Poenaru Bordea 2
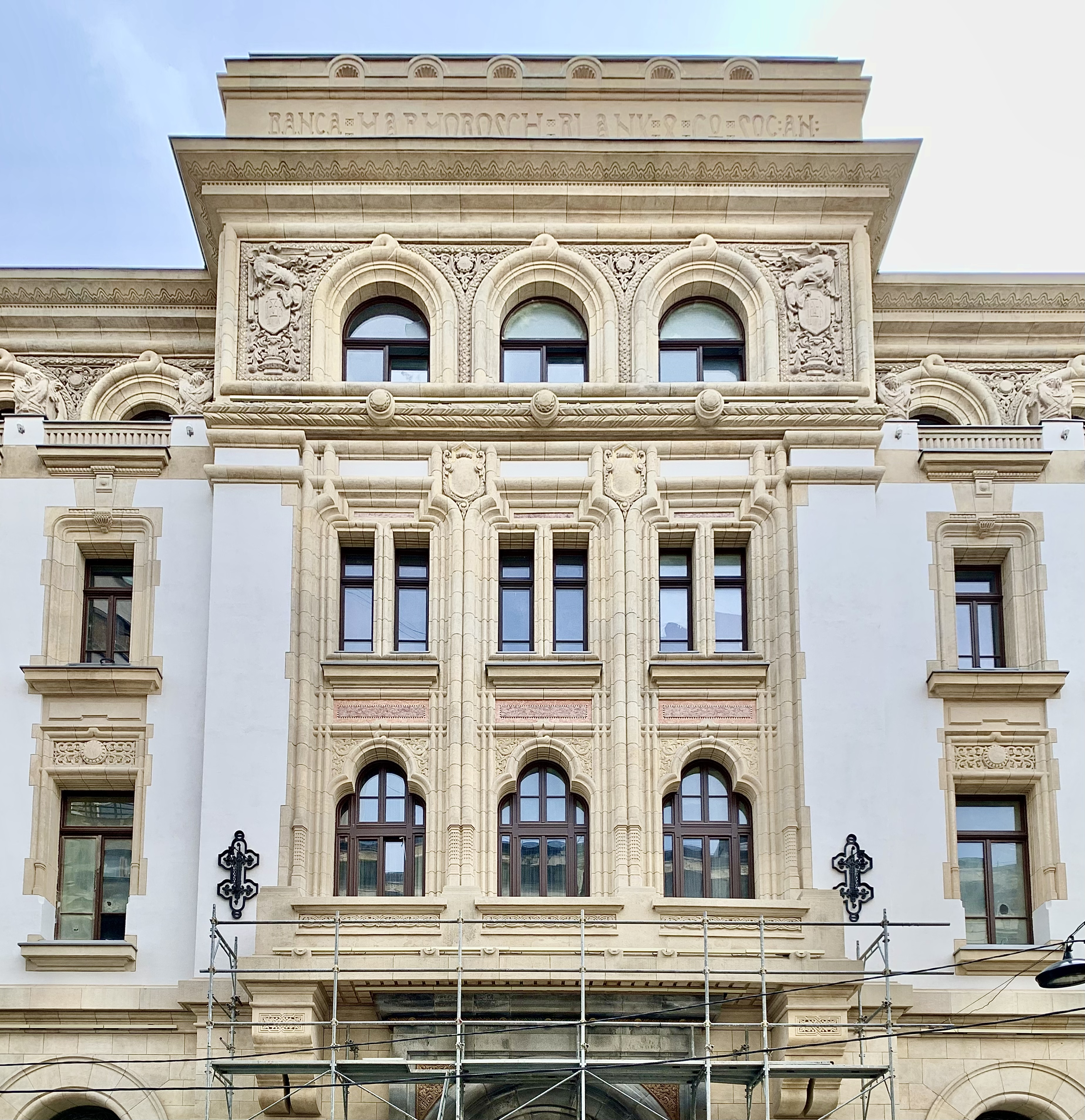
Parte a fațadei Palatului Băncii Marmorosch Blank din București (1915-1923), Strada Doamnei 2-6
Catedrala arhiepiscopală din Galați (1906-1917), cu influențe neobizantine

Unul dintre cei mai viguroși și mai tipici reprezentanți ai arhitecturii neoromânești a fost Petre Antonescu. Antonescu a studiat (1893-1898), la Școala de Arte Frumoase din Paris, devenind apoi profesor, și mai târziu, rector al Academiei de Arhitectură din București. Printre operele sale se numără locuințe, cum sunt Casa Vintilă Brătianu (Strada Aurel Vlaicu 19) sau Casa Oprea Soare (Strada Poenaru Bordea col. 2), toate construite în București înaintea Pimului Război Mondial; și programe mai ample ca vechiul Minister al Construcțiilor (actualul Palat al Ministerului Lucrărilor Publice, Bulevardul Regina Elisabeta 47) sau Palatul Băncii Marmorosch Blank (Strada Doamnei 2, 4, 6).
Specific stilului său, Petre Antonescu combină o serie de elemente care aparțin fie repertoriului internațional, fie celui autohton: socluri monumentale cu bosaje mari, piese masive (coloane și console, chei și ancadramente, supradimensionate) de multe ori cu o funcție doar decorativă, sugerând clădirile arhaice sau cele rustice; modenatură și reliefuri se asemenea fiarte ieșite în afară în care se amestecă izvoare naționale (brâie în torsadă, butoni și chenare moldovenești, capiteluri și balustrade de inspirație brâncovenească, etc), cu cele ale repertoriului simbolic heraldic european (scuturi, dragoni, vulturi, grifoni, cochilii, etc); precum și forme tradiționale de goluri, trilobate sau în acoladă/cocoșnic, amestecate cu altele, semicirculare, portale în retragere, de proporții și profil romanic sau renascentist, etc. Procedeul ăsta nu ferește total opera de eclectism, dar ansamblul înclină totuși balanța spre o fizionomie națională.

## În alte forme de artă

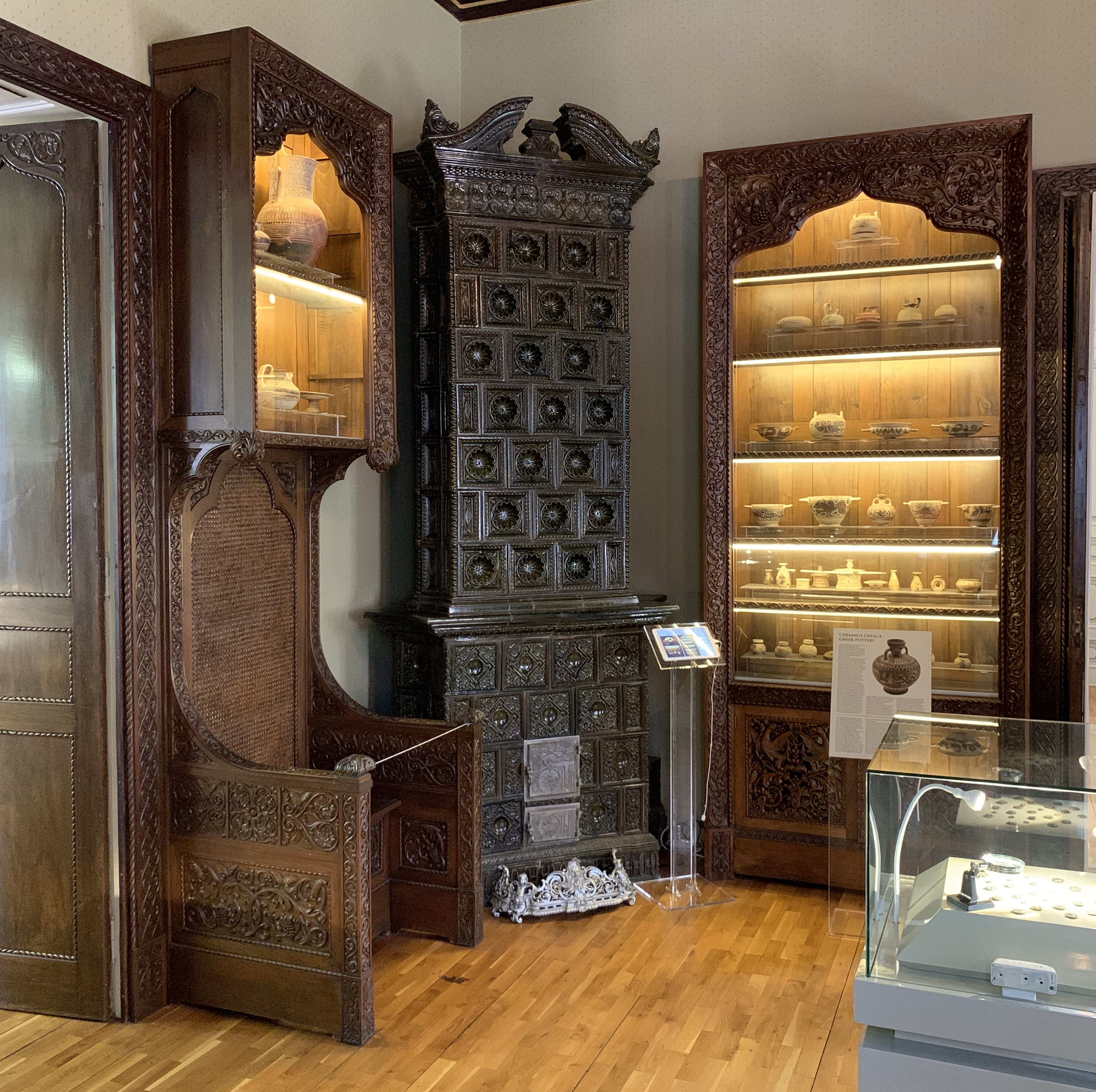
Vitrine neoromânești din Muzeul George Severeanu, București, în care e expusă ceramică antică
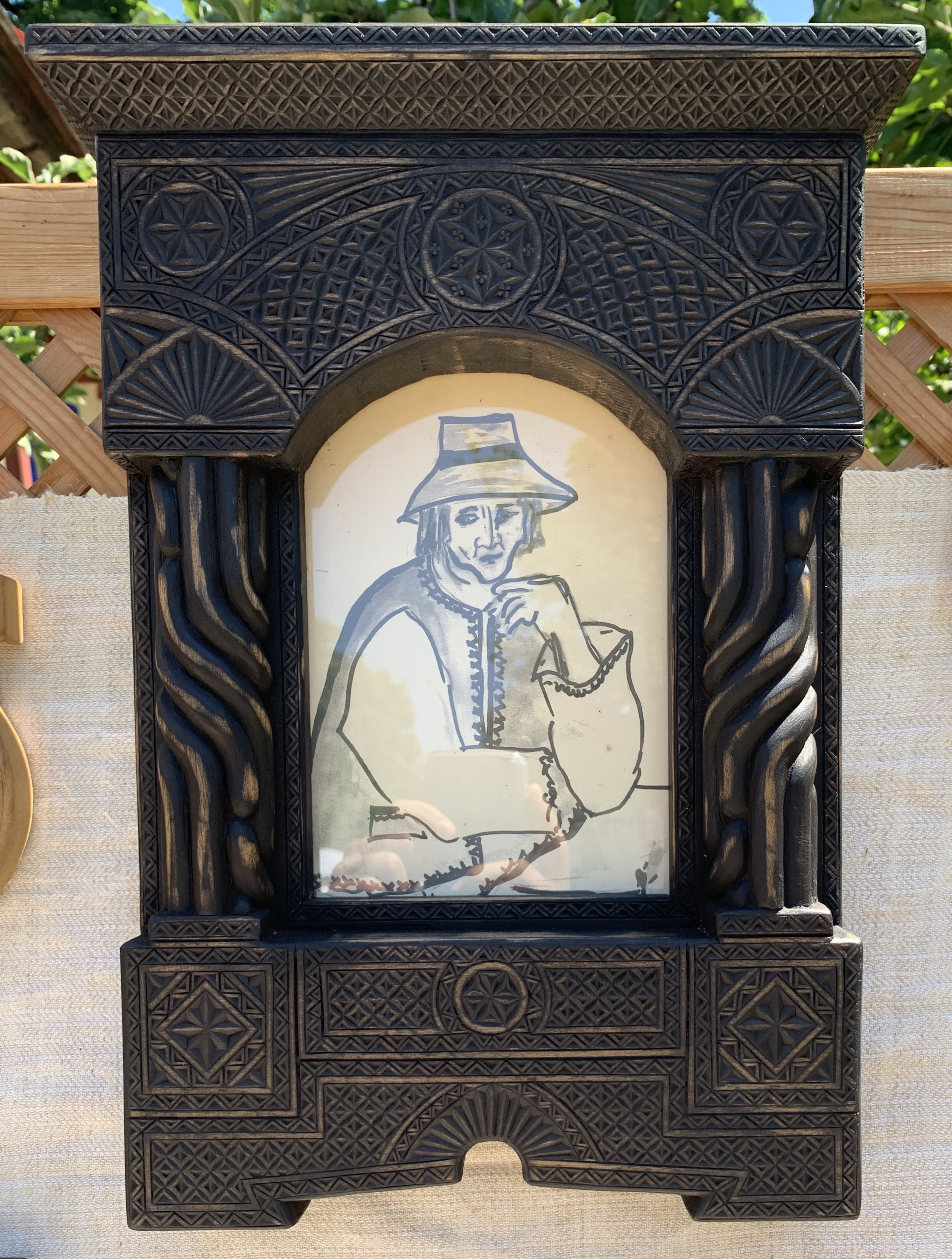
Ramă vândută într-un târg din Muzeul Satului, București, designer necunoscut, dată necunoscută, lemn
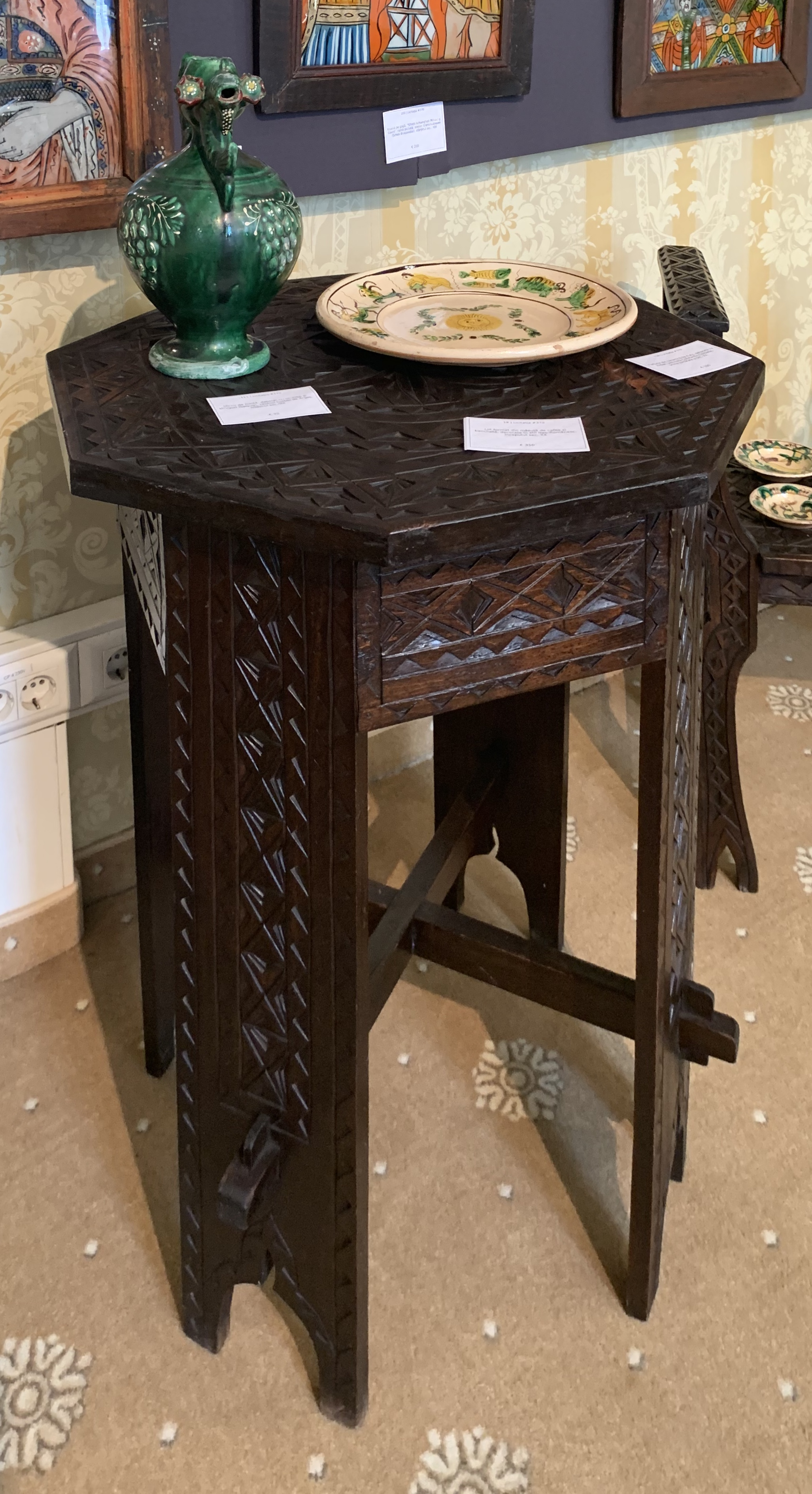
Măsuță de cafea, designer necunoscut, începutul secolului XX, lemn
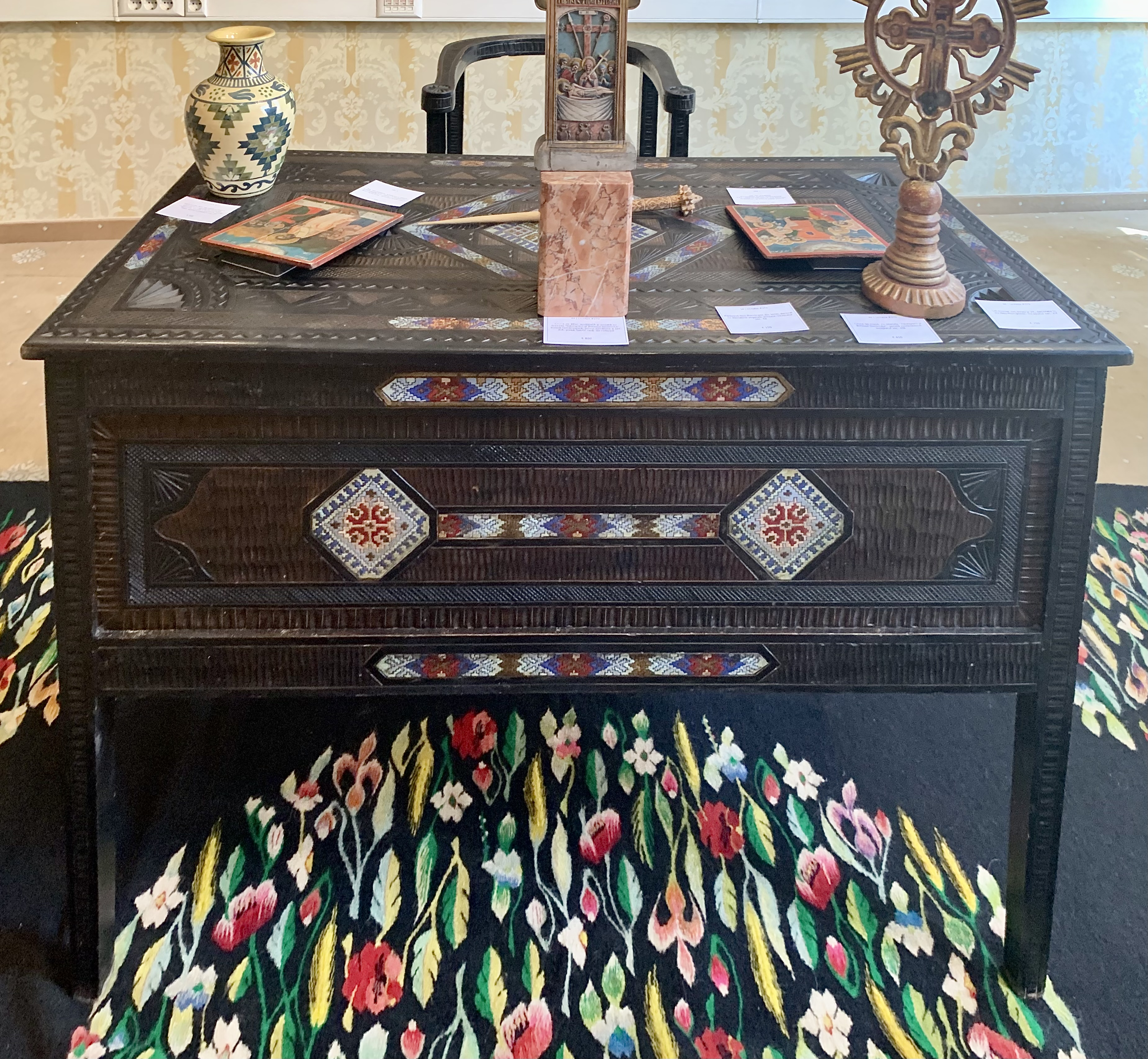
Birou, designer necunoscut, începutul secolului XX, lemn
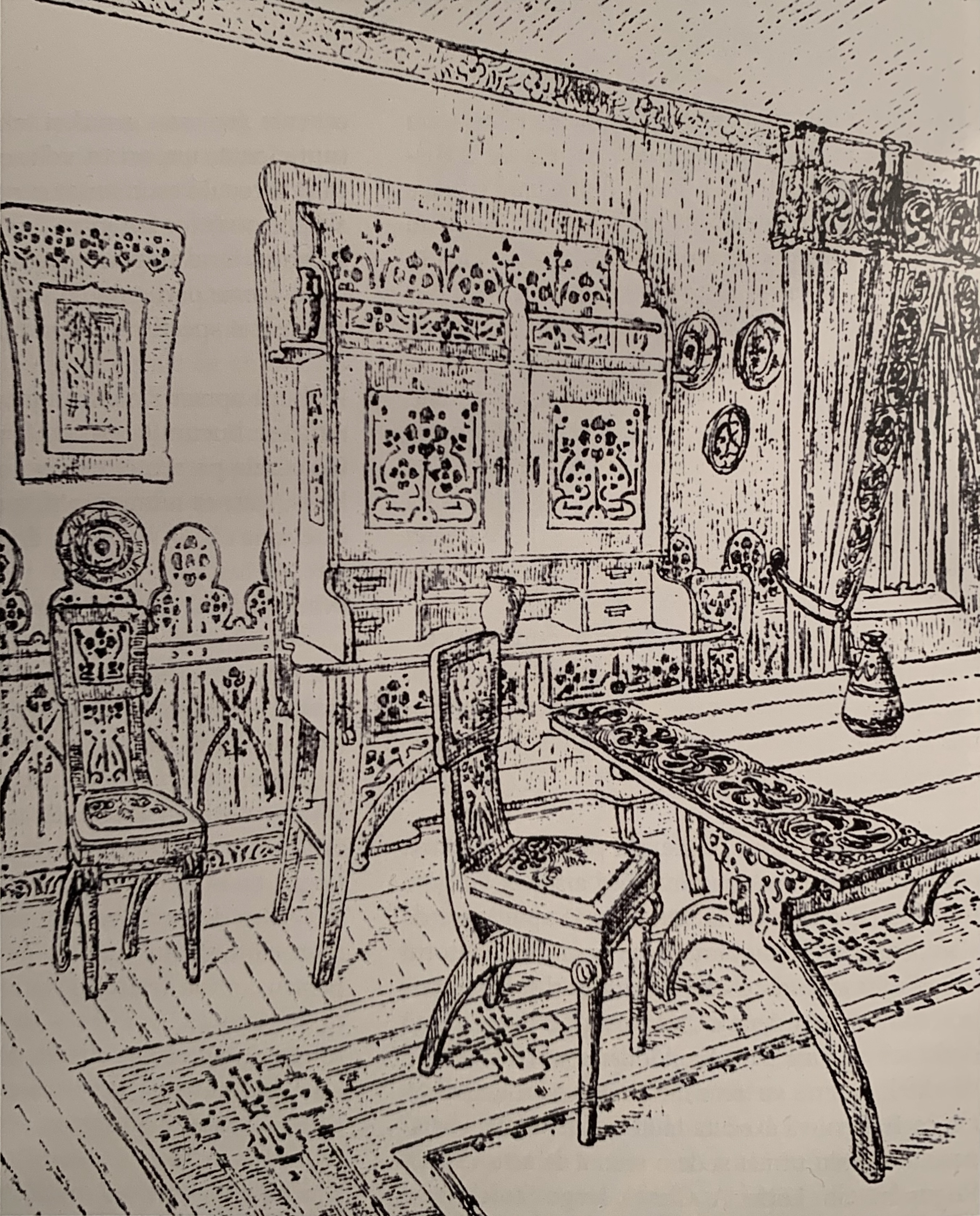
Design de mobilă pentru o sufragerie, de Nicolae Ghica-Budești, 1906, cerneală pe hârtie
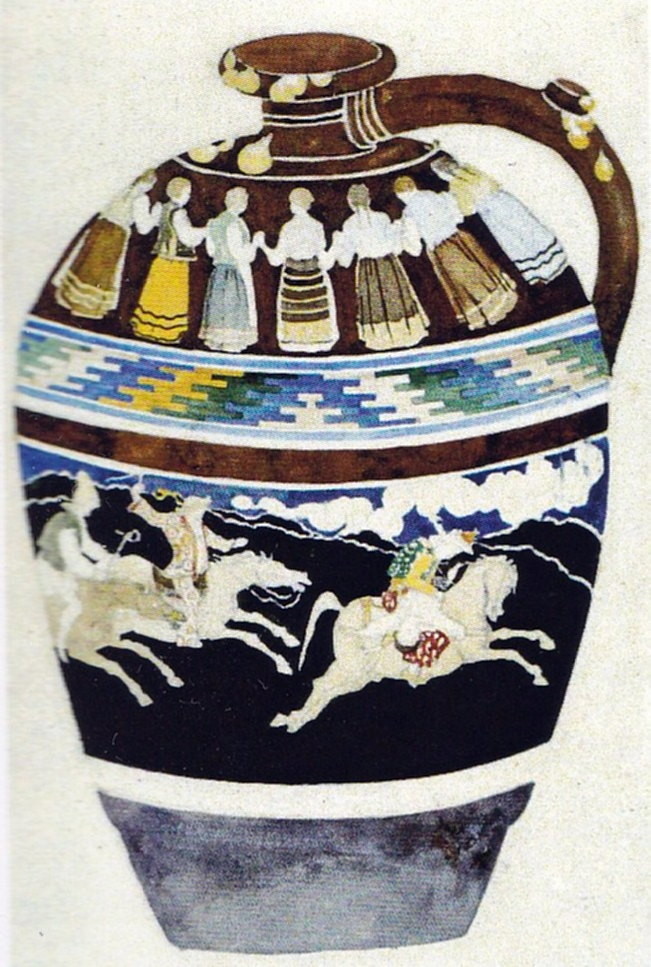
Design de vas, de Apcar Baltazar, dată necunoscută, acuarelă
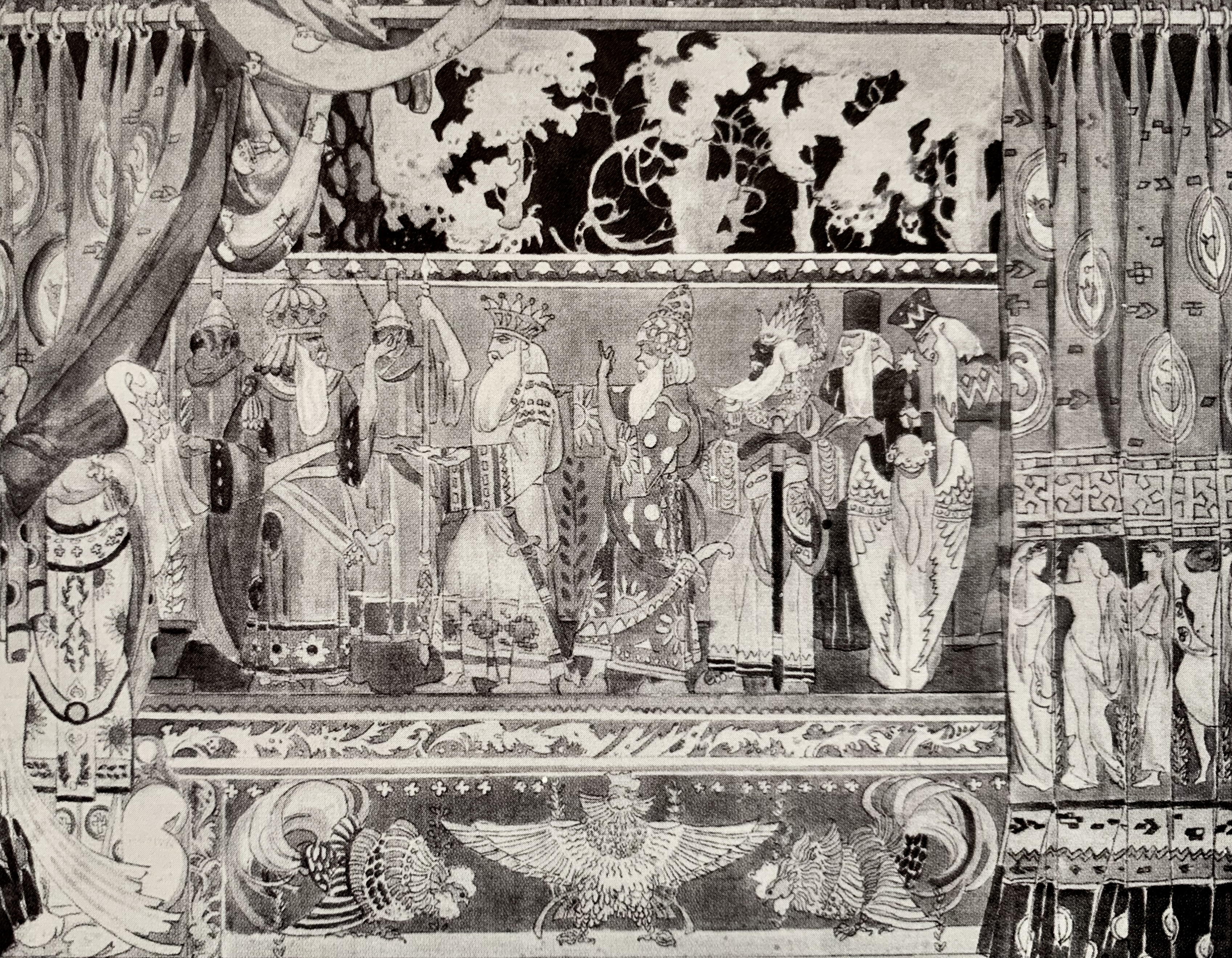
Design de cortină, de Ion Theodorescu-Sion, dată necunoscută, acuarelă
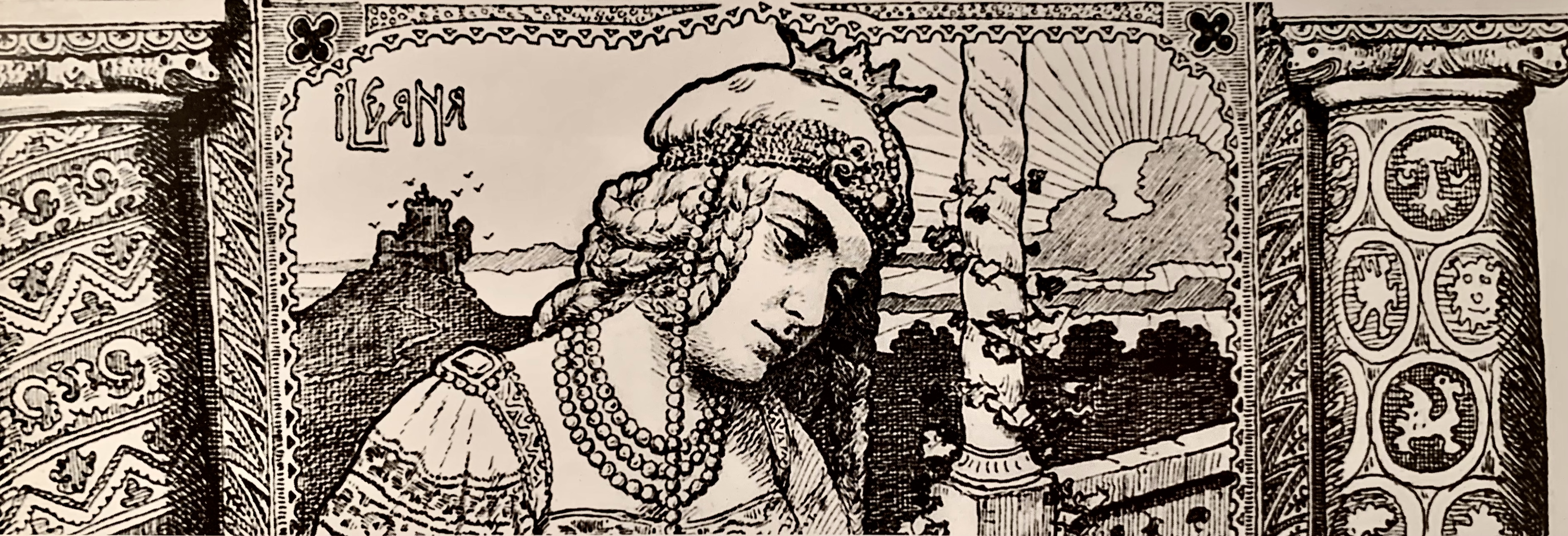
Ilustrație pentru revista Ileana, de Ludovic Basarab, dată necunoscută, cerneală pe hârtie
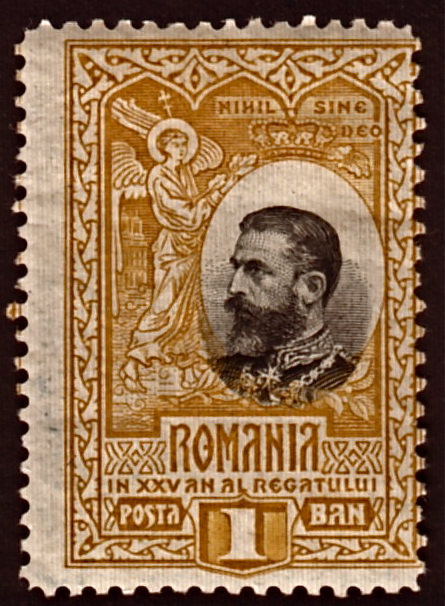
Timbru cu regele Carol I, ilustrator necunoscut, 1906, cerneală pe hârtie
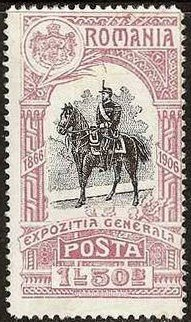
Timbru cu regele Carol I, ilustrator necunoscut, 1906, cerneală pe hârtie
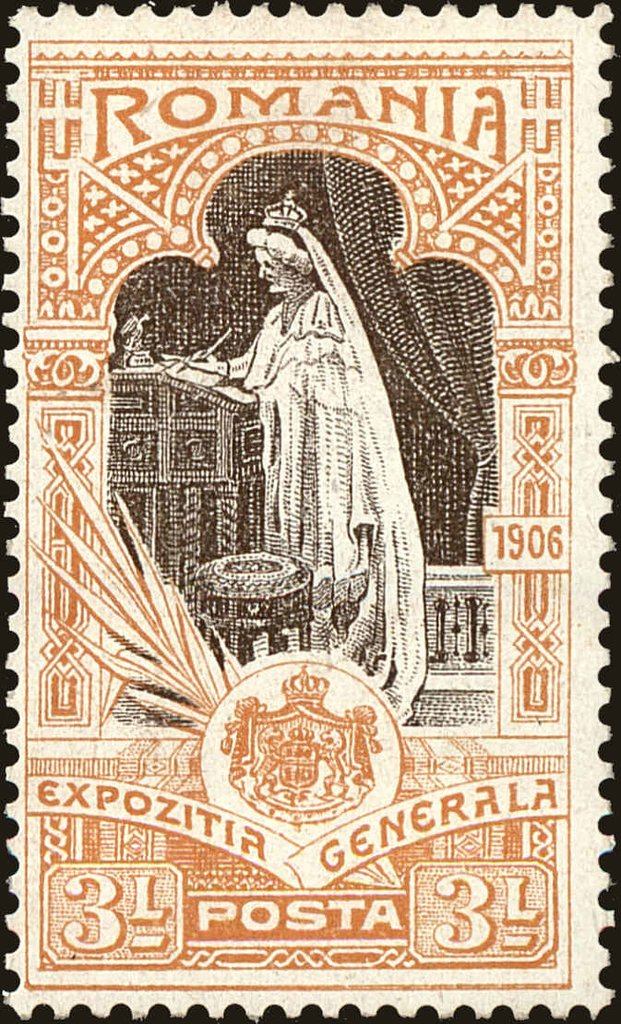
Timbru cu regina Elisabeta, de C. Stengel, 1906, cerneală pe hârtie
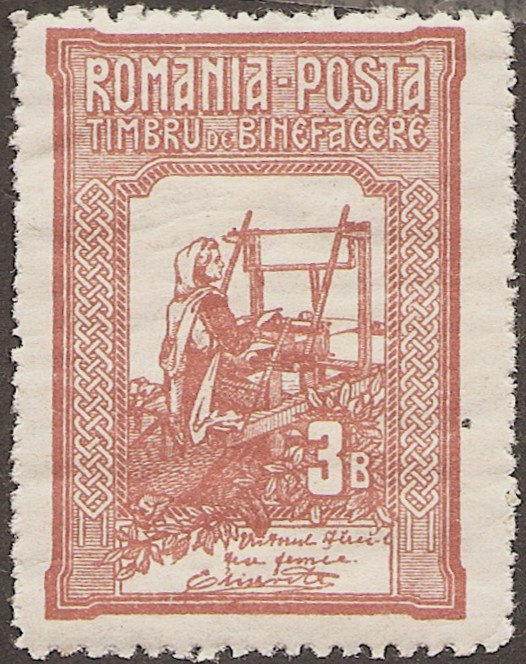
Timbru cu regina Elisabeta țesând, de C. Stengel, 1906, cerneală pe hârtie
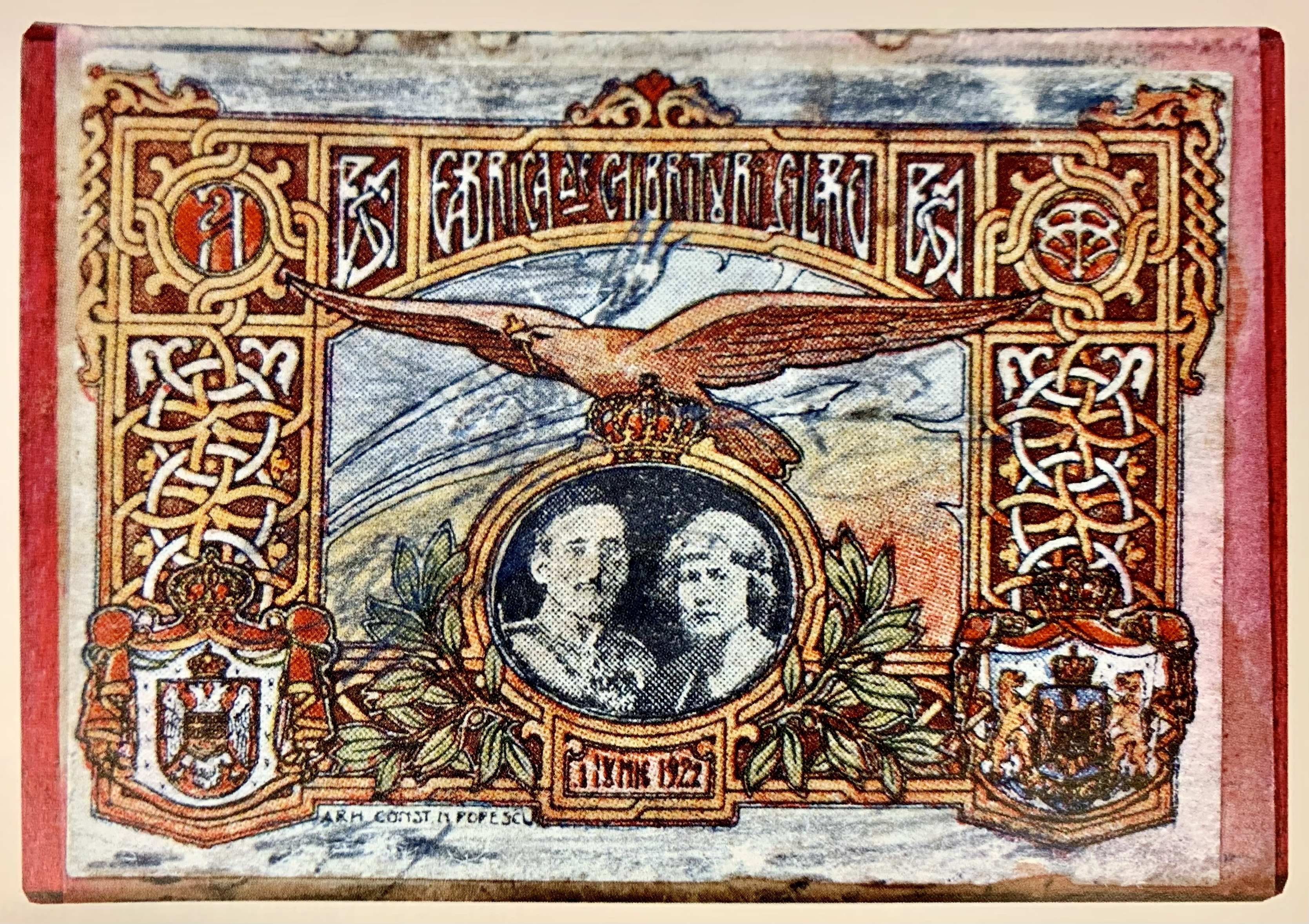
Capac de cutie de chibrituri produs cu ocazia încoronării din 1922 de la Alba Iulia, ilustrator necunoscut, 1922, cerneală pe hârtie
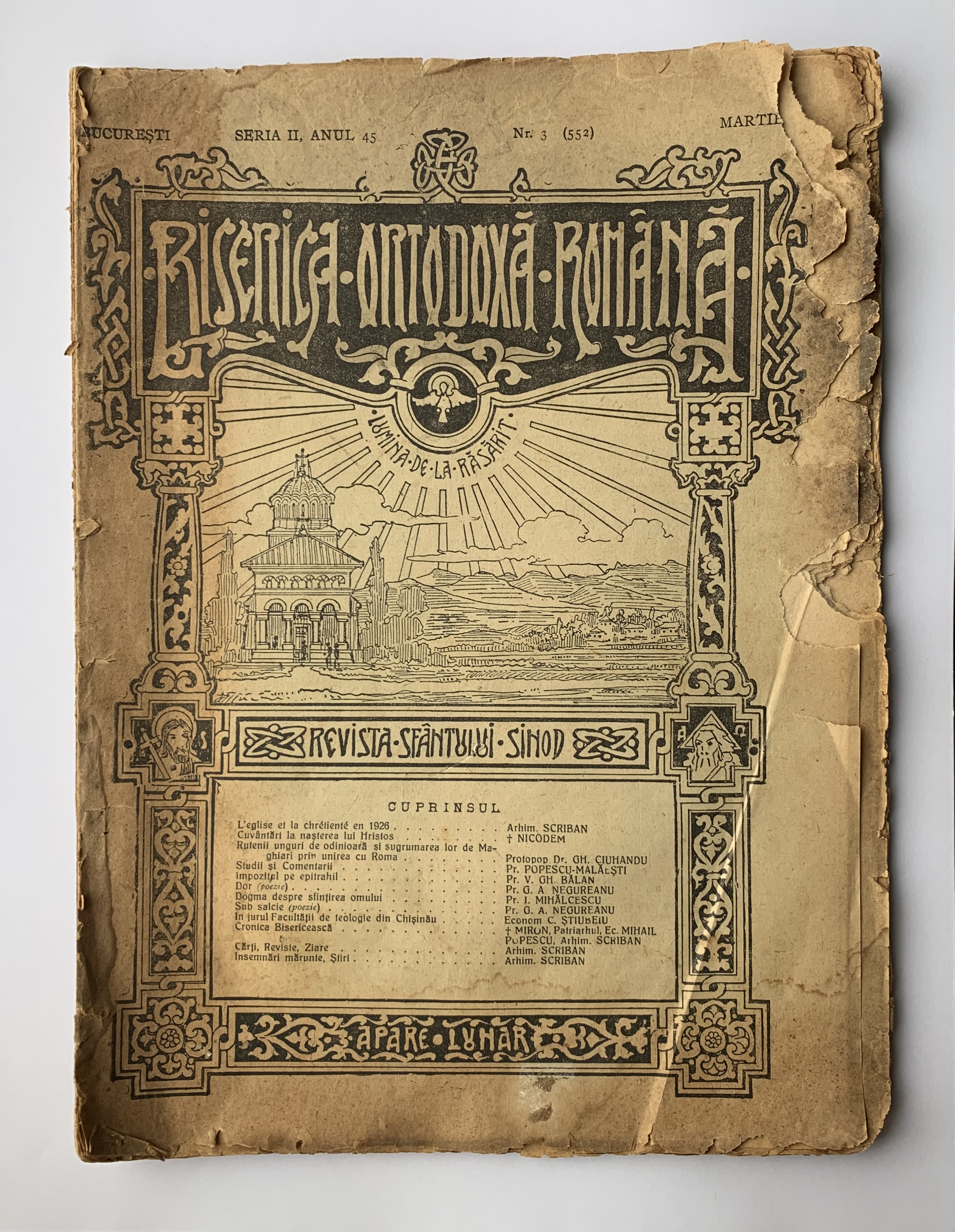
Revista Sfântului Sinod din martie 1927, ilustrator necunoscut, cerneală pe hârtie

Pe lângă arhitectură, stilul neoromânesc s-a manifestat și în alte forme de artă, inclusiv în designul grafic, ceramică și mobilă. Într-una dintre camerele Muzeului George Severeanu există mobilă neoromânească, în mare parte vitrine, unde sunt expuse vase grecești antice și etrusce.
Pe lângă clădiri, arhitectul Nicolae Ghica-Budești a mai realizat și mobilier neoromânesc. Exemplul lui e urmat de artiști ca O. Roguschi, Gh.  Lupu, A. Clevel și Hugo Storck, care au făcut mobilă în același stil. În anii 1900, Apcar Baltazar este preocupat de crearea unui stil românesc in artele decorative. În noiembrie 1908, în revista Viața Românească apare un eseu intitulat „Spre un stil românesc”. Folosind exemple din istoria artei mondiale, el încearcă să găsească idei pentru creația lui și legate de cum ar trebui să arate un stil autentic românesc. Ca o trăsătură cheie a stilului, el recomandă elemente luate din arta bizantină, prezente în arhitectura medievală românească. A fost un susținător pentru introducerea lor într-un mod armonios, nu copierea directă. Baltazar a fost și un admirator atât al artei țărănești, cât și al artei religioase. Un motiv pe care l-a folosit în mai multe designuri e cocoșul stilizat. Al. Tzigara-Samurcaș a fost militant pentru conservarea artei tradiționale țărănești. El a fost și o influență pentru Apcar Baltazar.
Pe lângă artele vizuale stilul neoromânesc s-a manifestat și în muzică. Subcarpați este cea mai cunoscută formație care combină hip hop-ul cu elemente folclorice.

## Perioade
În general, stilurile arhitecturale populare într-o perioadă tind să se influențeze reciproc, lucru care duce uneori la amestecuri. Neoromânescul nu face excepție. Din cauza asta, anul în care au fost ridicate multe clădiri poate să fie aproximat relativ ușor.

### Cea timpurie (înainte de 1906)

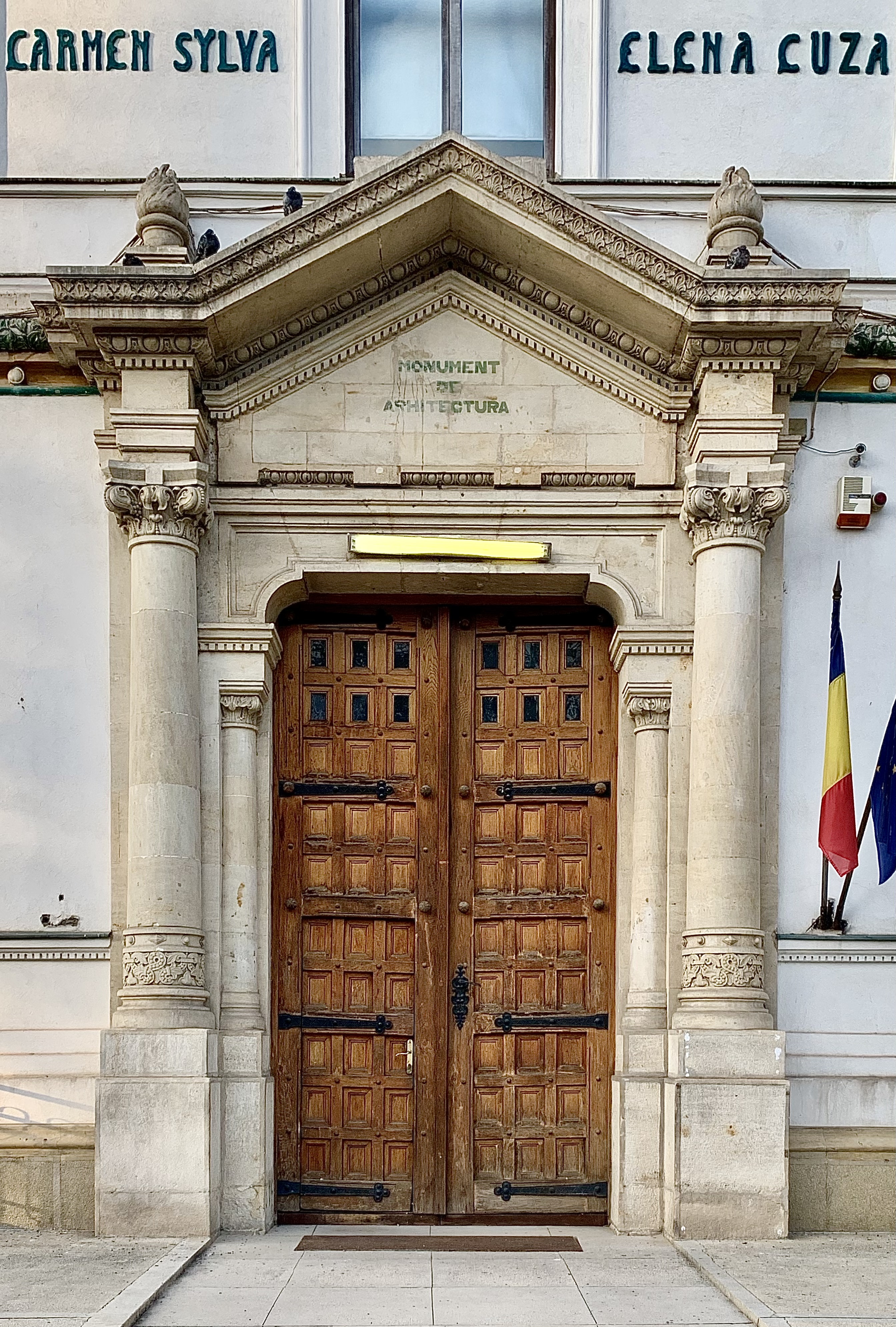
Intrarea Școlii Centrale, București, de Ion Mincu, 1890.[10] De remarcat e frontonul de deasupra ușii, care face intrarea de aici să arate ca una de la o clădire neoclasică
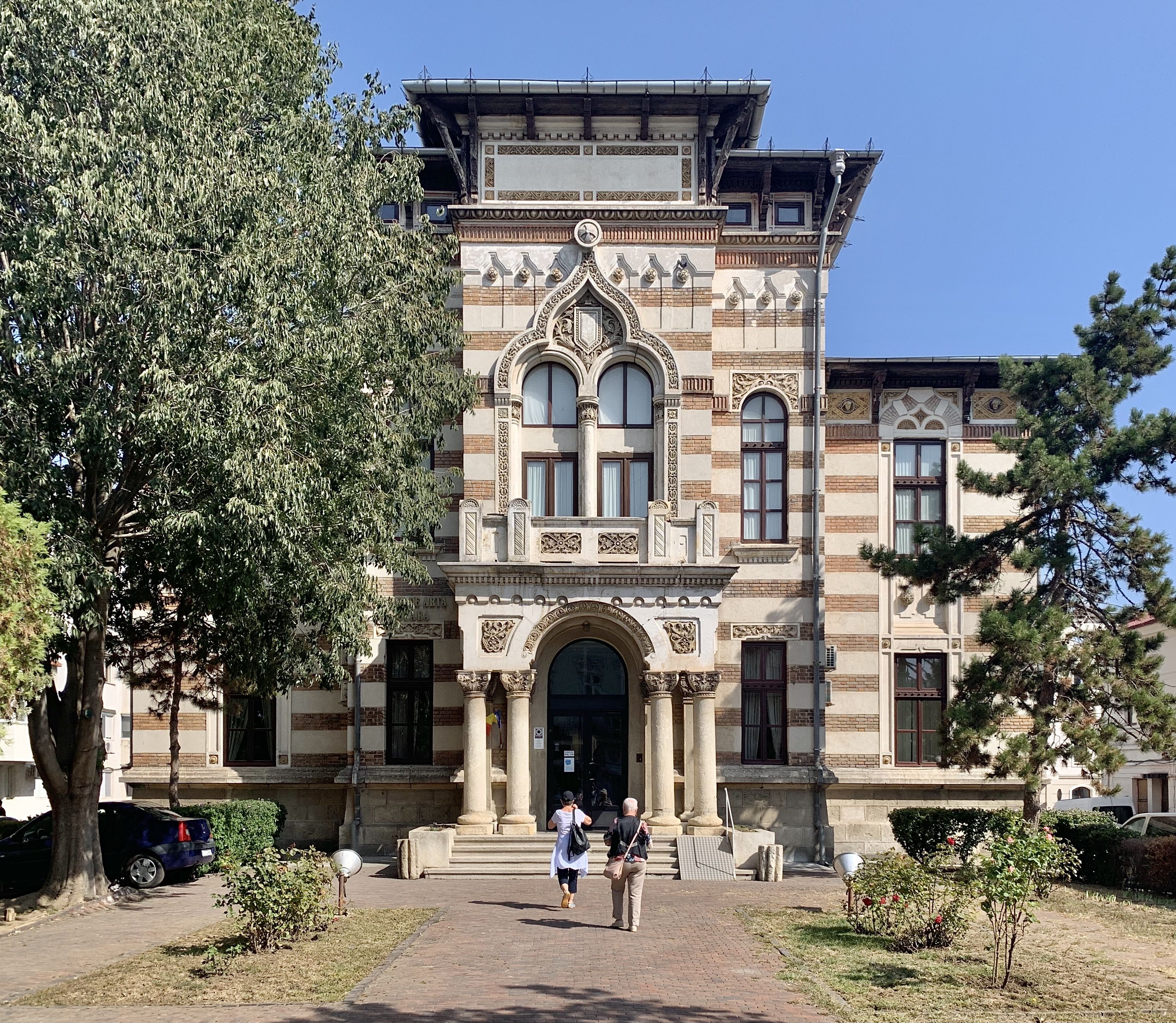
Muzeul de Artă Populară, Constanța, 1893, arhitect necunoscut. Spiralele vegetale complexe (aka rinceauxuri) ar putea să fie inspirate de arhitectura islamică
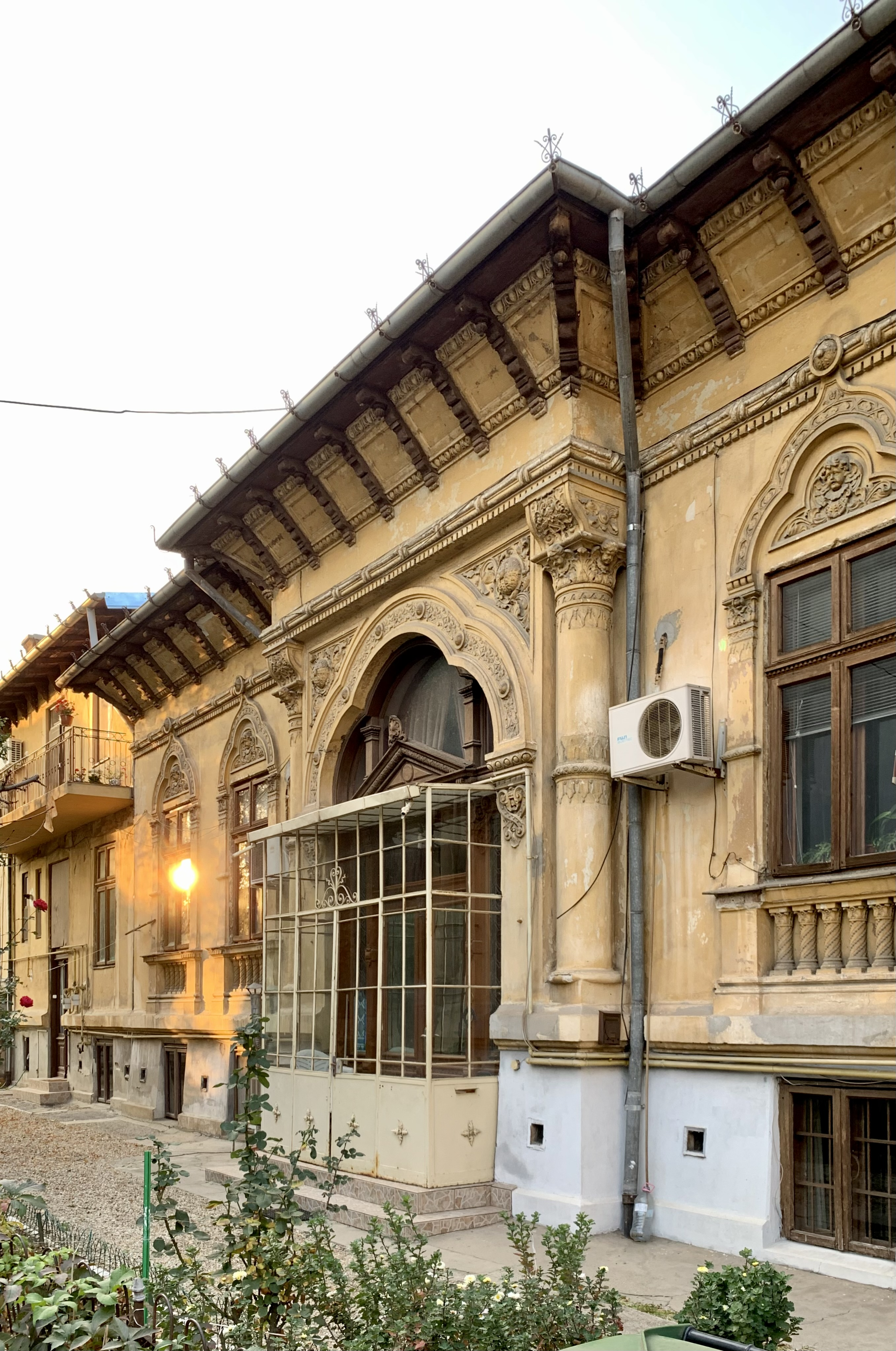
Strada Polonă nr. 13, București, c.1900, arhitect necunoscut. E de remarcat cât de ornamentată e casa. De asemenea, frontonul mic, maro și de lemn de deasupra ușii e complet neoclasic
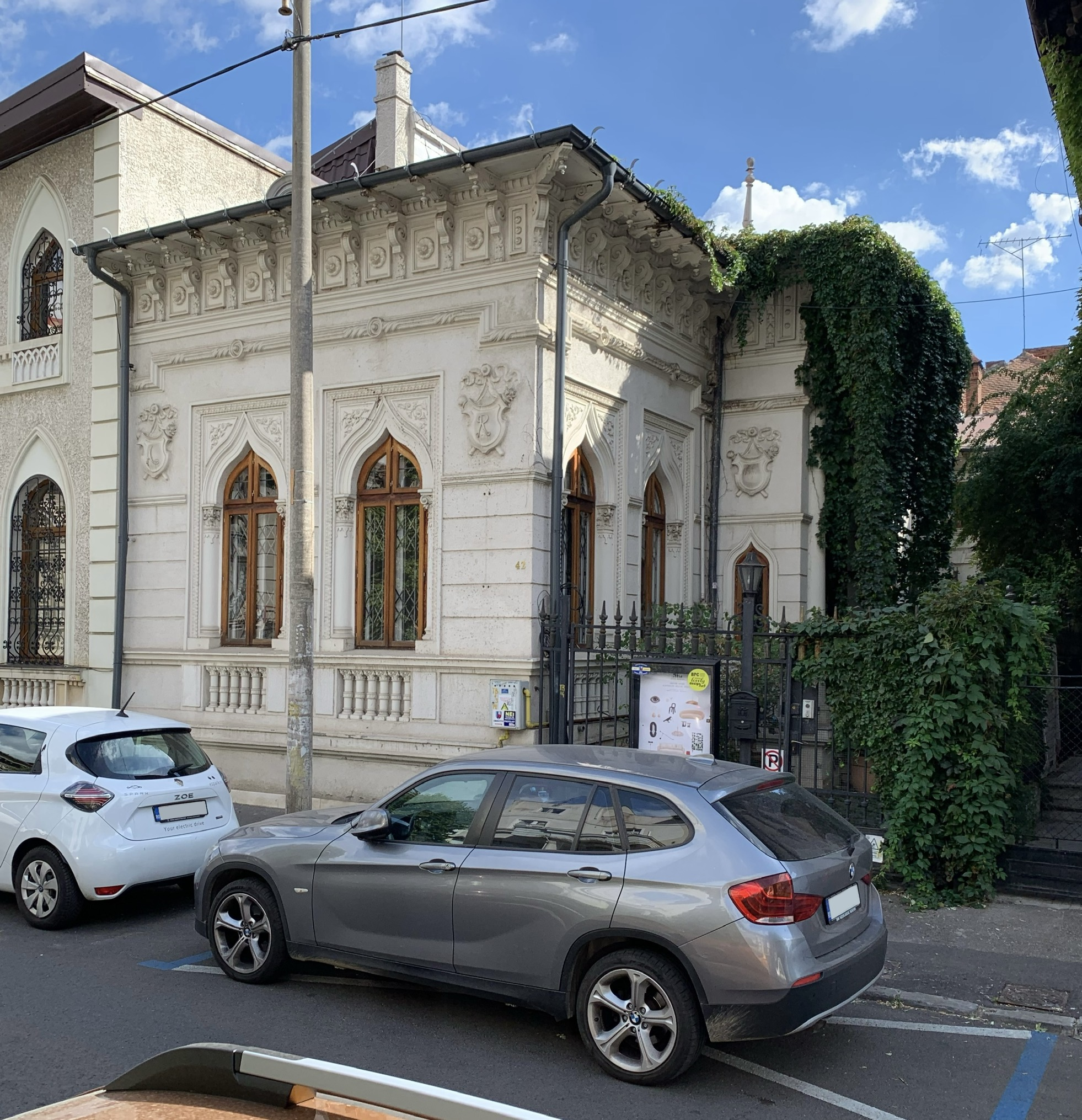
Strada Grigore Alexandrescu nr. 42, București, c.1900, arhitect necunoscut. Casa de aici e un mix de neoromânesc și de arhitectură Beaux-Arts. Forma ferestrelor s-ar putea să fie inspirată de arhitectura islamică
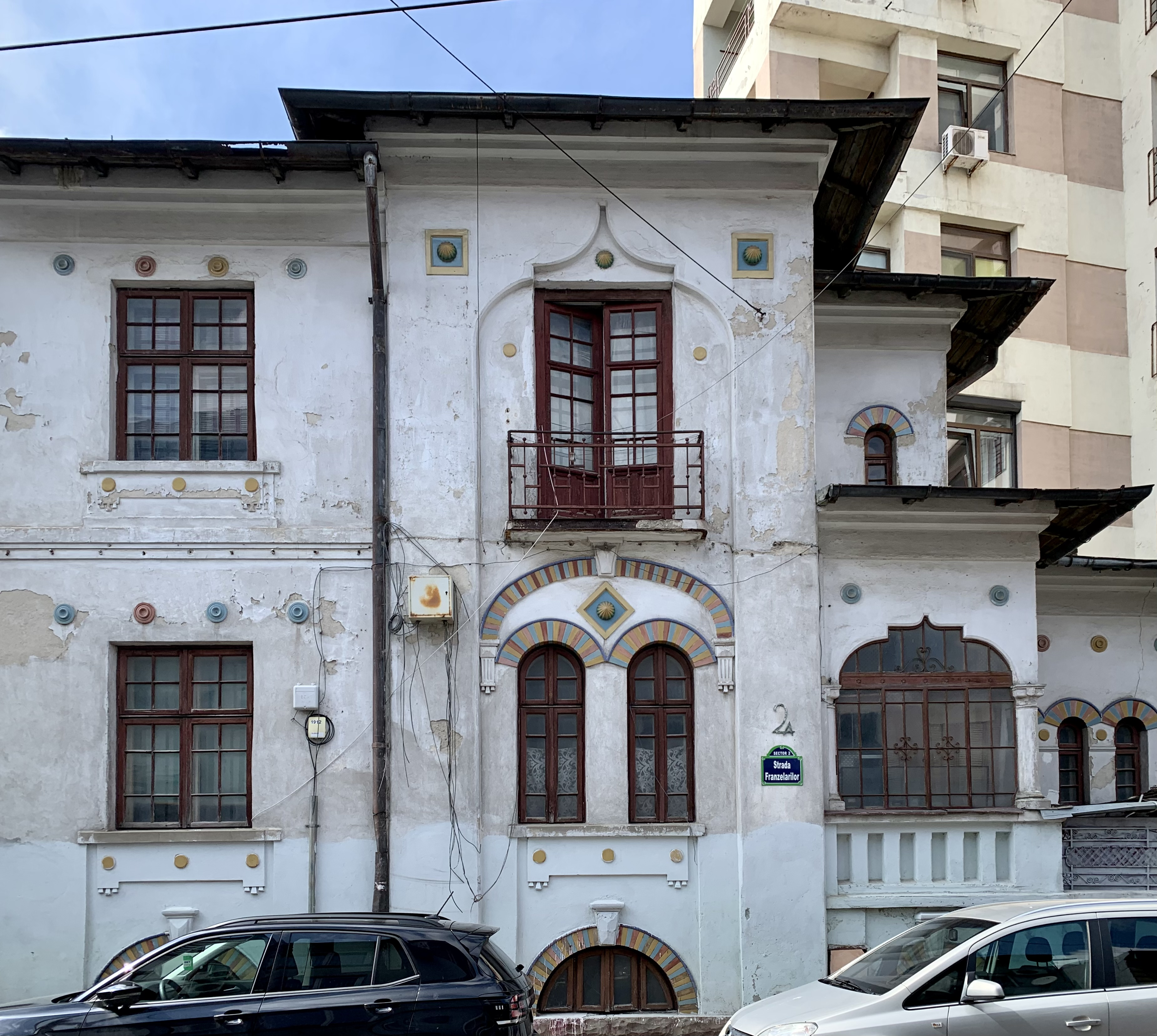
Strada Franzelarilor nr. 2A, București, c.1900, arhitect necunoscut. Casa iese în evidență prin ornamentele policrome de ceramică glazurată, asemănătoare cu cele ale unor biserici din Moldova, ca Biserica Sfântul Nicolae Domnesc din Iași
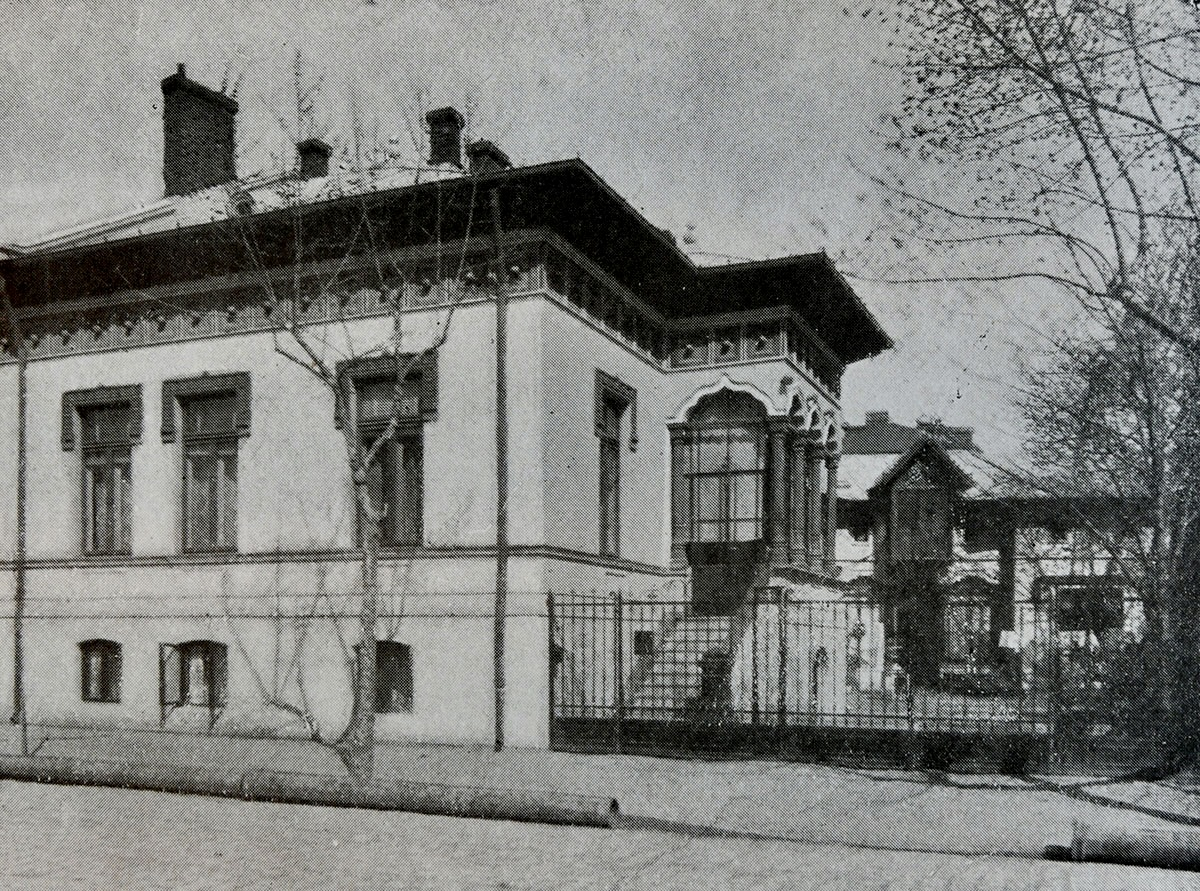
Casa Diamandi, București, arhitect necunoscut, c.1900, arhitect necunoscut. În timp ce toate ornamentele sunt neoromânești, structura casei e tipică Belle Époque: o casă cu trei sau două ferestre la stradă, grădină, intrarea din grădină, și o înălțime de doar un etaj
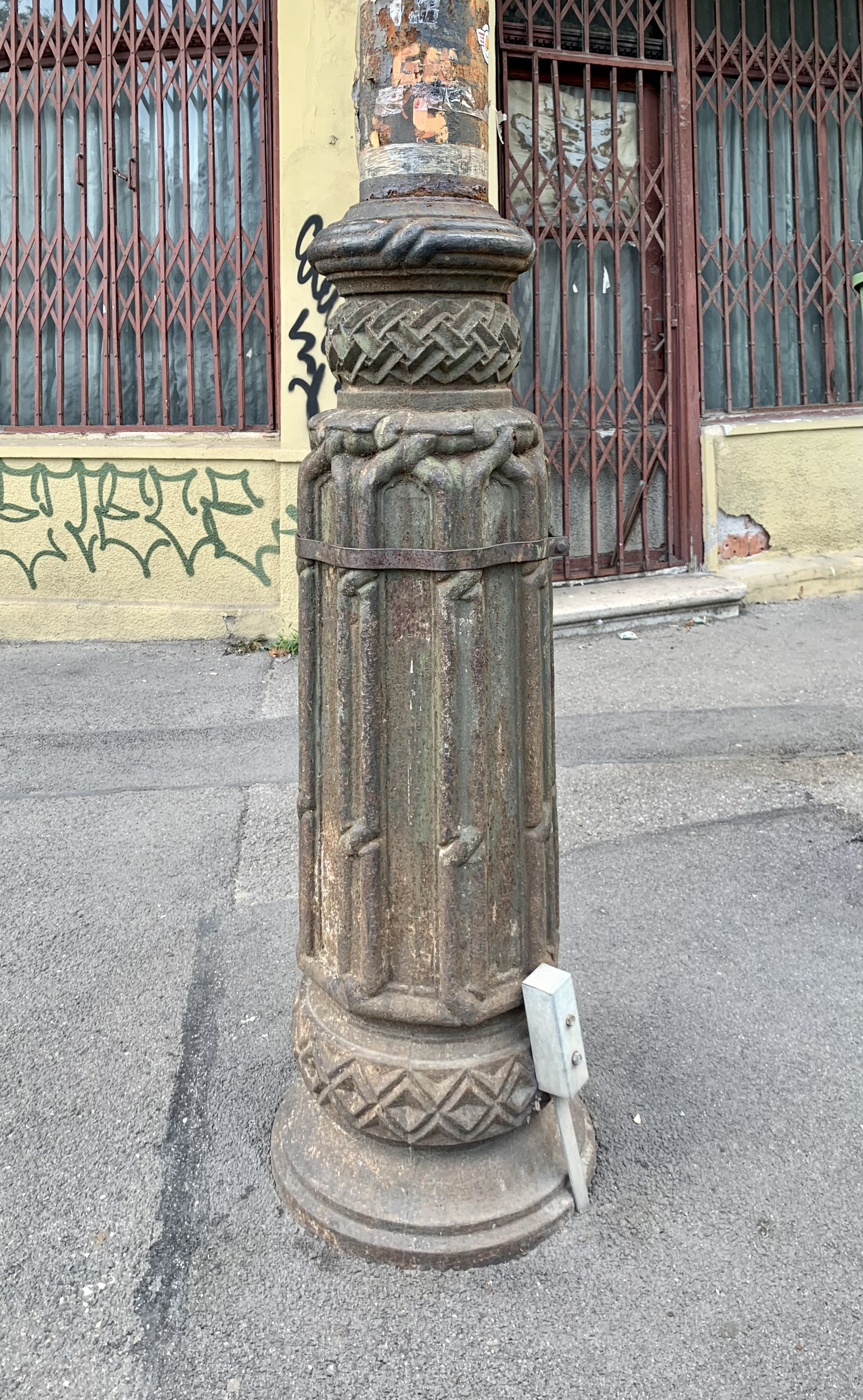
Baza unui stâlp de iluminat neoromânesc de la intersecția străzilor Popa Tatu și Mircea Vulcănescu, București, arhitect necunoscut, c.1900

Belle Epoque e perioada în care stilul a fost creat. Pentru că nu era complet definit până la Expoziția Generală Română din 1906 din Parcul Carol, clădirile neoromânești dinainte de 1906 pot să arate destul de diferit unele față de altele, în special cele din anii 1890. Arhitecții au căutat inspirație în mai multe surse. Unii au fost inspirați de lumea islamică, mai precis de influențele otomane asupra arhitecturii tradiționale românești. Alții au fost influențați mai mult de stilul brâncovenesc, popular în Țara Românească la începutul secolului XVIII. În creațiile lui, Ion Mincu a amestecat intenționat sau nu elemente neoclasice, Beaux-Arts și neogotice. De exemplu, Școala Centrală are o intrare cu un fronton deasupra, la fel cum ai găsi la o clădire neoclasică. Neoromânescul din Belle Époque e de asemenea mai decorat în comparație cu fazele de mai târziu ale stilului.

### Cea matură (1906-începutul anilor 1930)

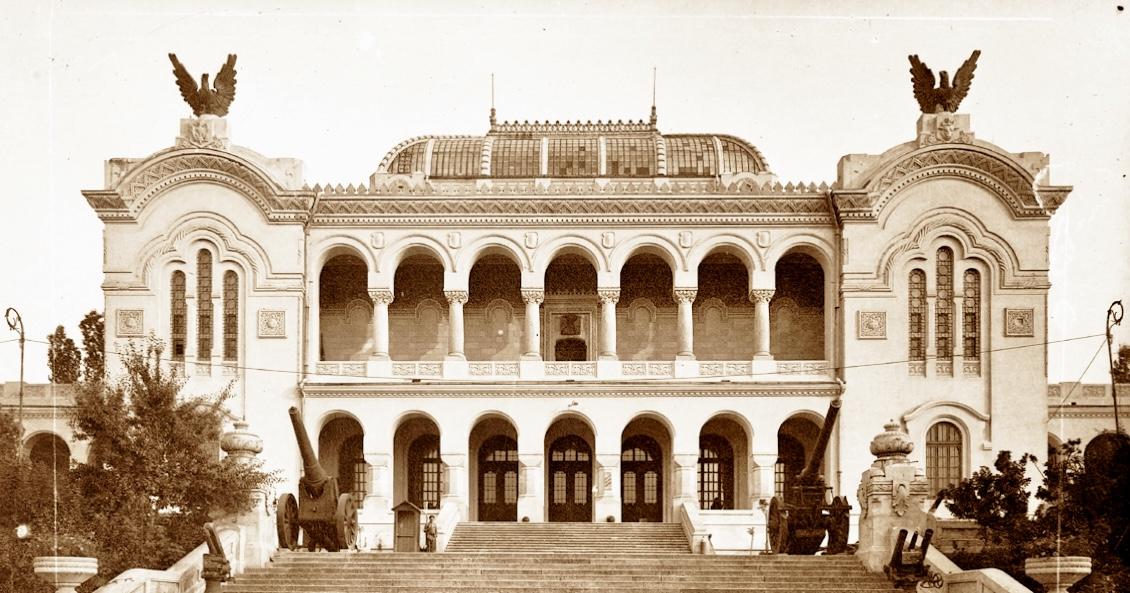
Palatul Artelor, parte a Expoziției Generale Române din 1906 din Parcul Carol, București, de Victor Ștefănescu și Ștefan Burcuș, 1905-1906
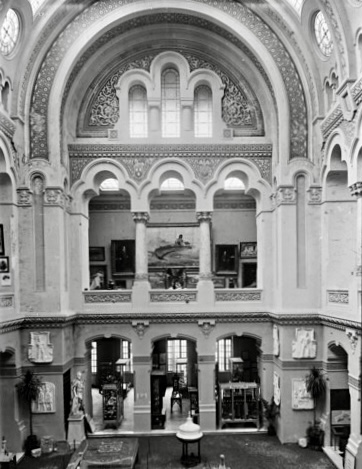
Interiorul Palatului Artelor, de Victor Ștefănescu și Ștefan Burcuș, 1905-1906
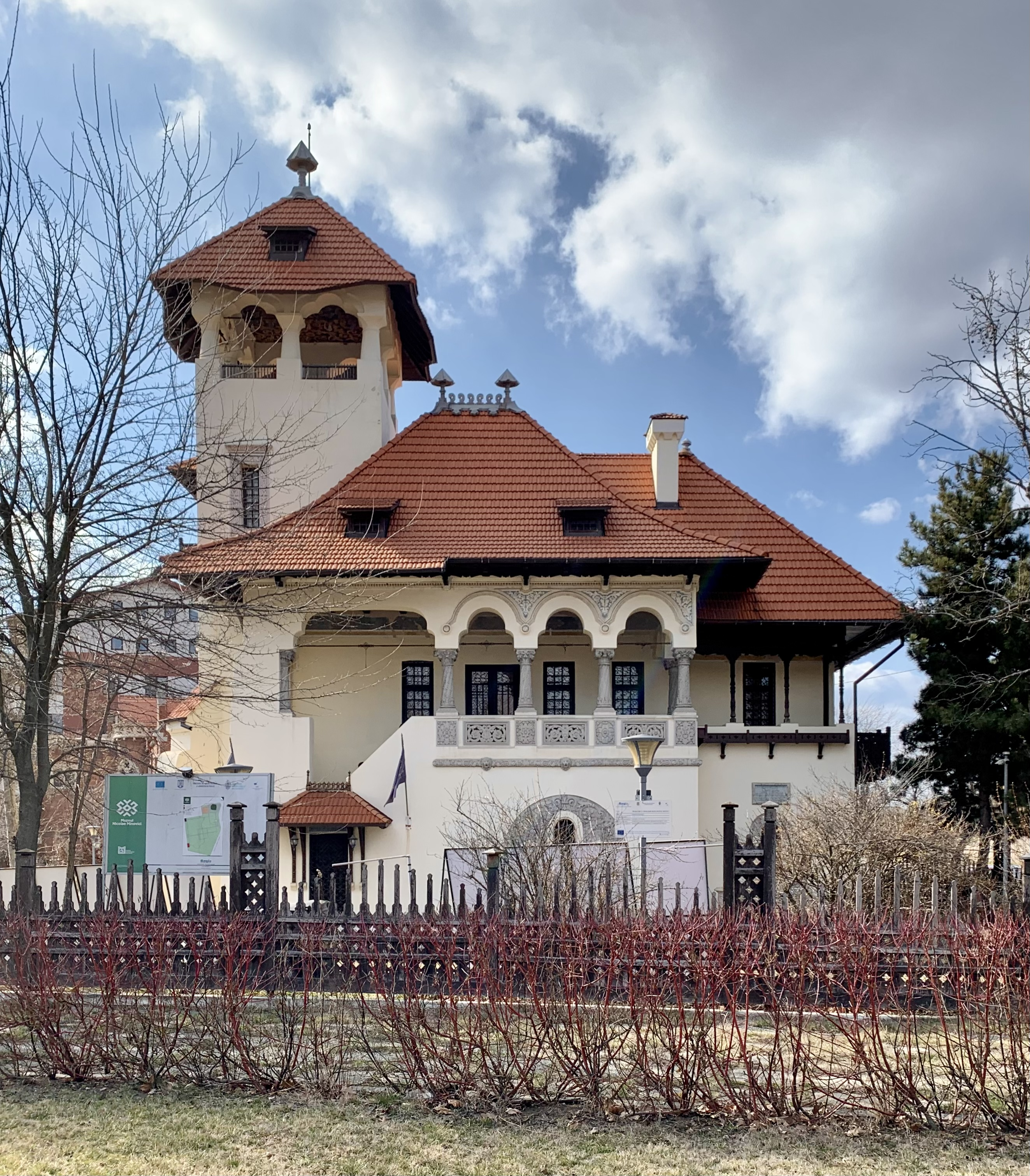
Casa Nicolae Minovici, azi Muzeul de Artă Populară Nicolae Minovici, București, de Cristofi Cerchez, 1906-1907
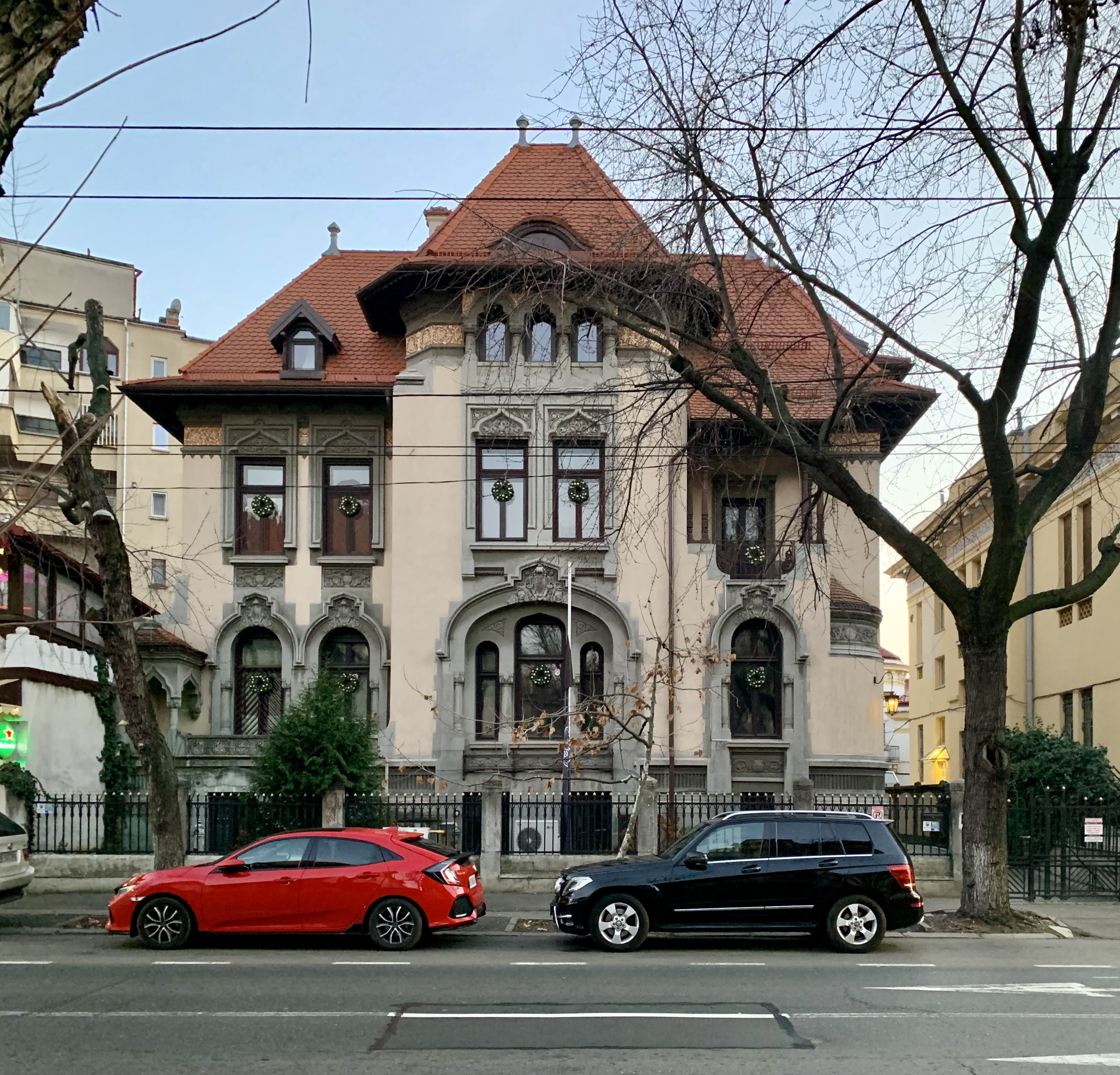
Casa A. Mincu, București, de Arghir Culina, 1910
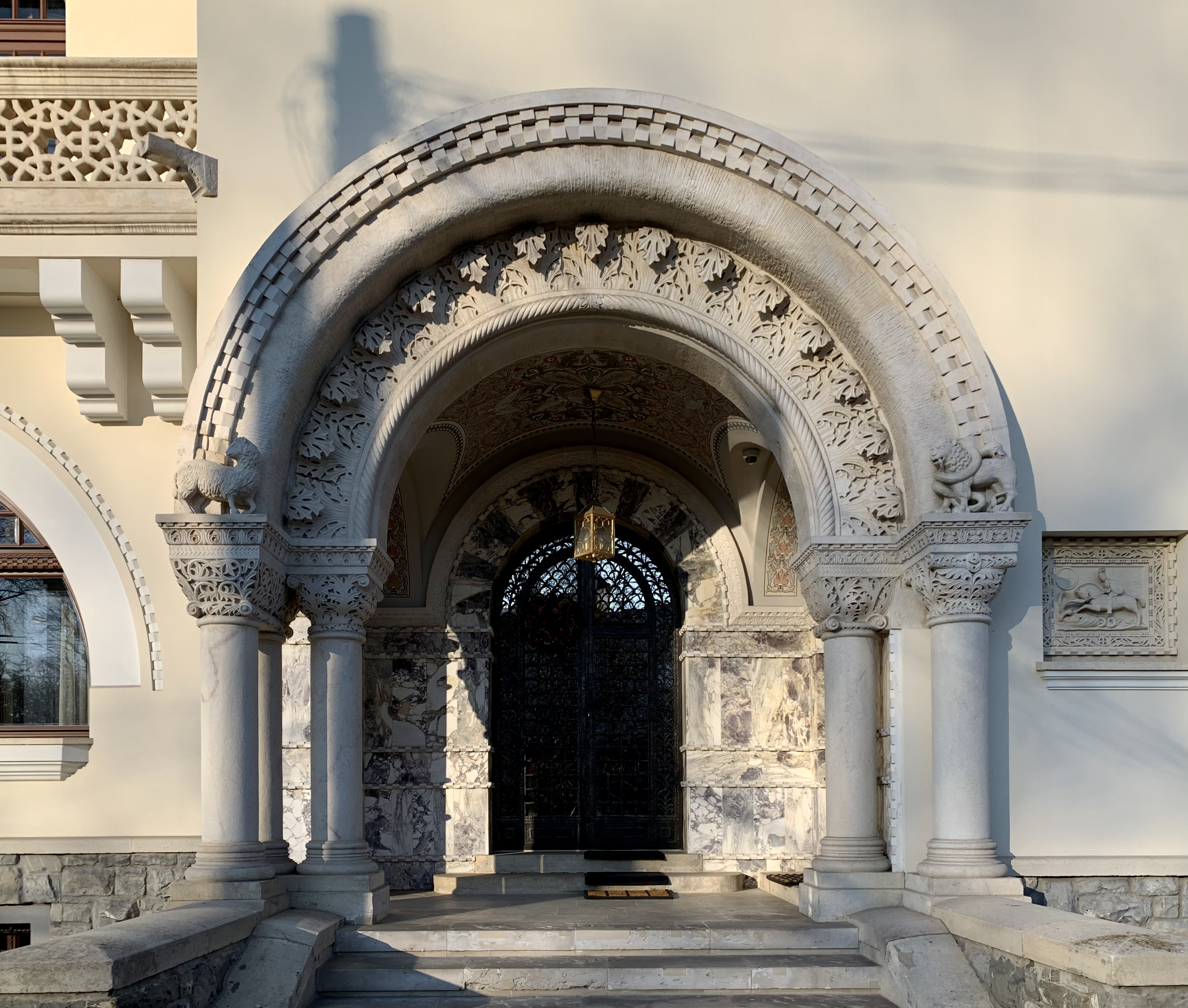
Ușa Casei Laurențiu and Louise Steinebach, București, de Alfred Popper, 1915-1916
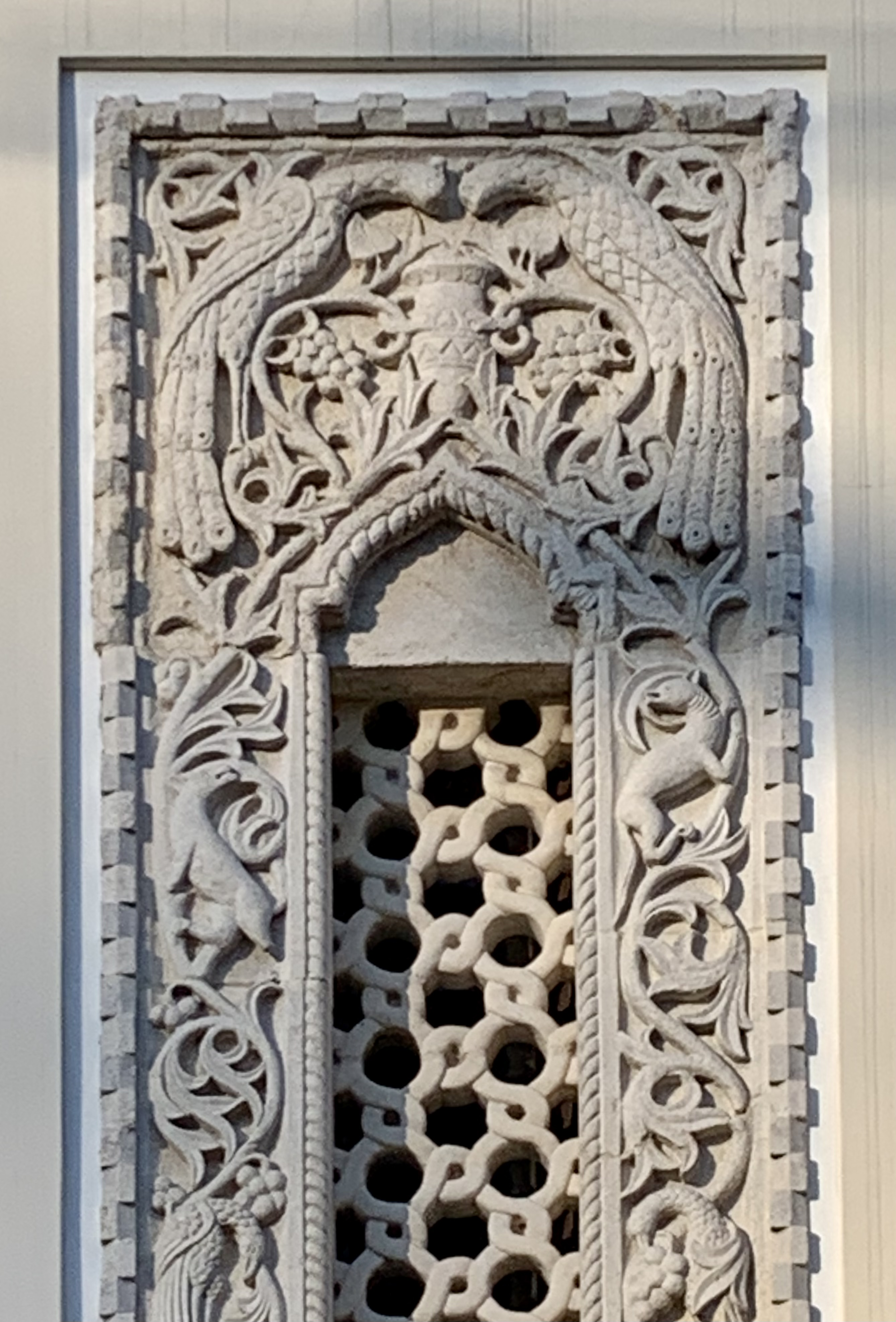
Detaliu neobizantin cu păuni care sorb dintr-o cupă, de la o fereastră a Casei Laurențiu and Louise Steinebach, de Alfred Popper, 1915-1916
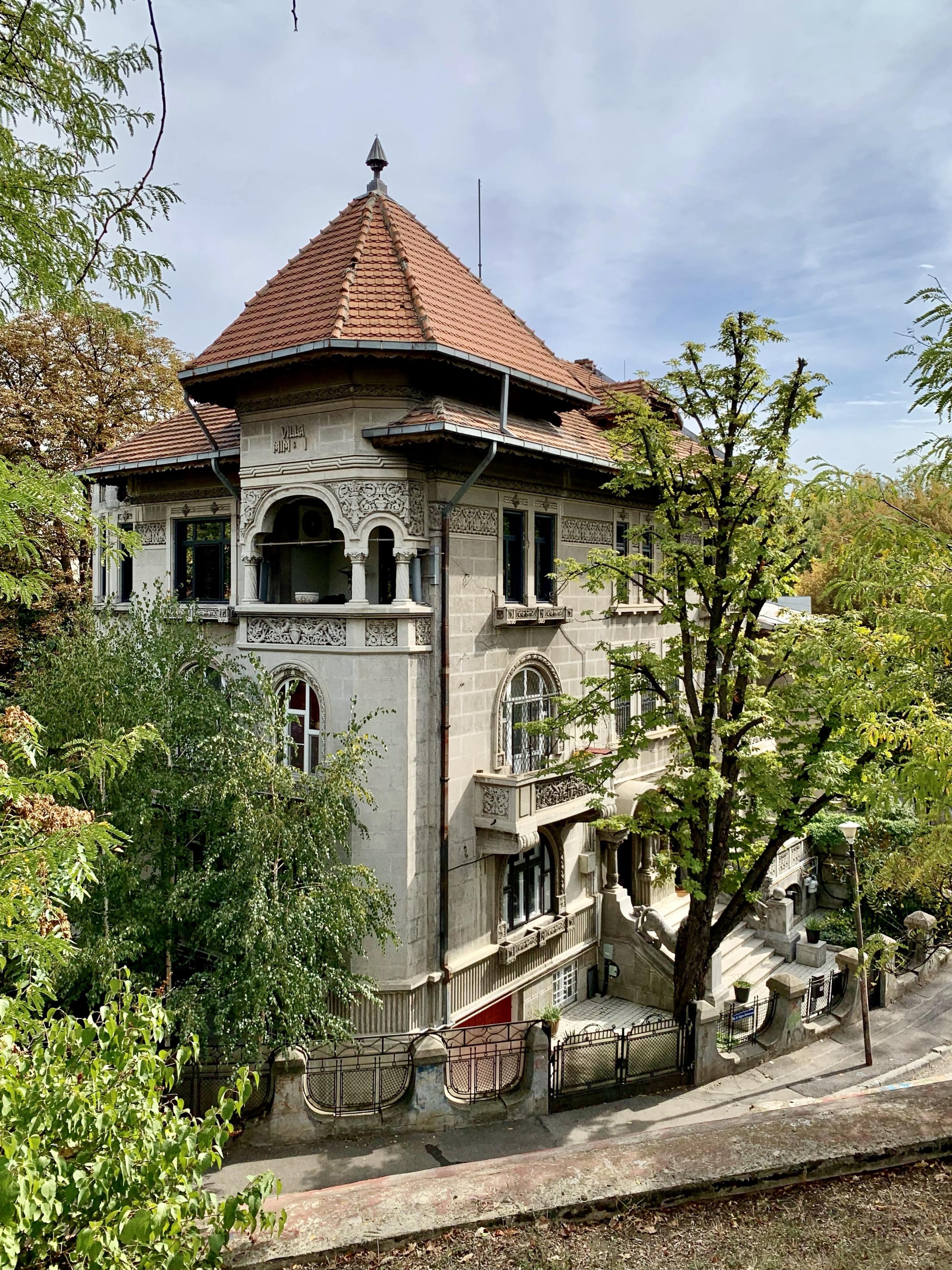
Strada Grigore Romniceanu nr. 54, București, arhitect necunoscut, c.1920
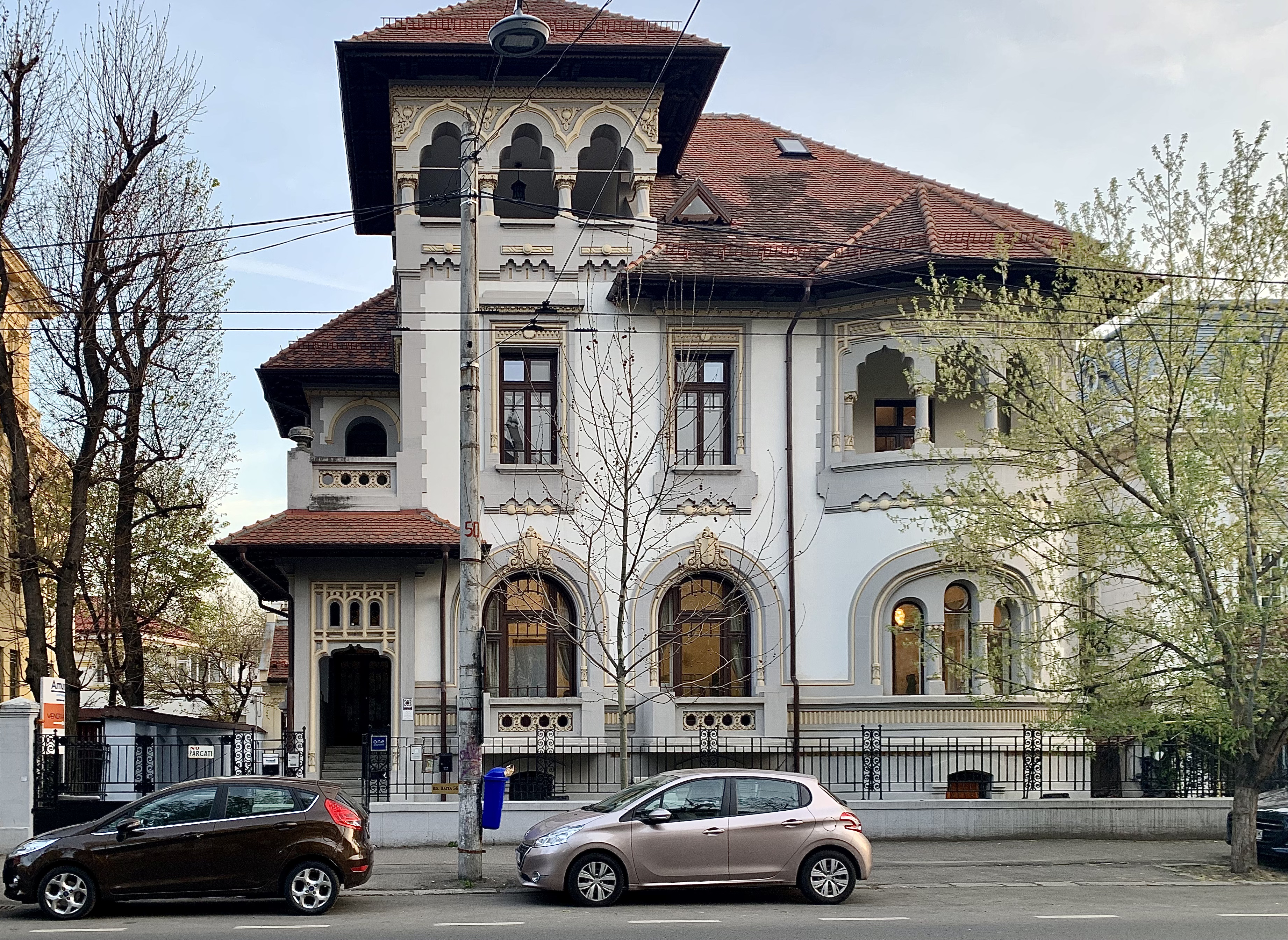
Casa C.N. Câmpeanu/Alfred E. Gheorghiu, București, de Constantin Nănescu, c.1923
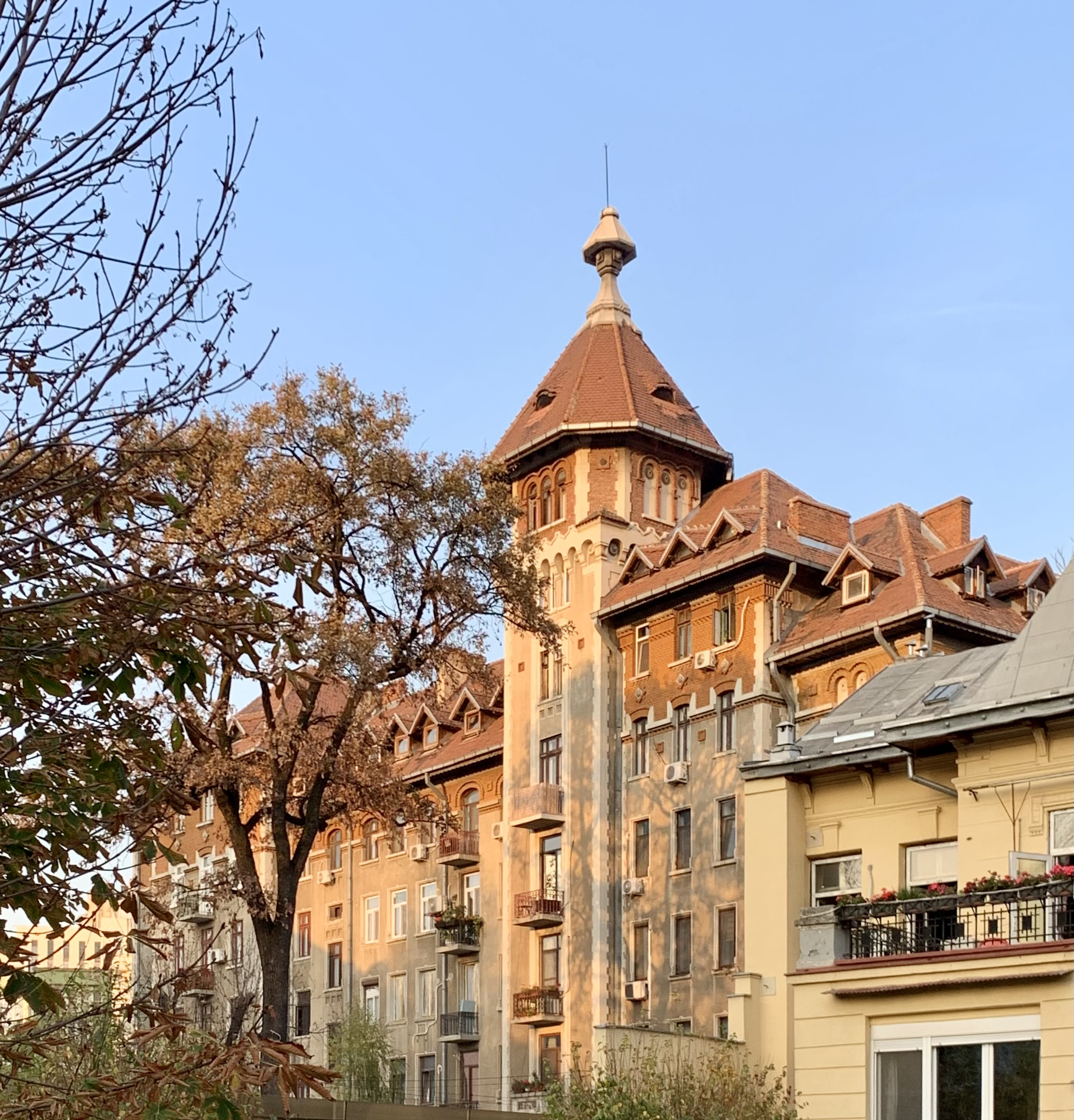
Blocul construit de Societatea Comunală pentru Locuințe Ieftine pentru Casa Autonomă a Monopolurilor în Piața Lahovary, București, de Lucian Teodosiu, 1926-1929
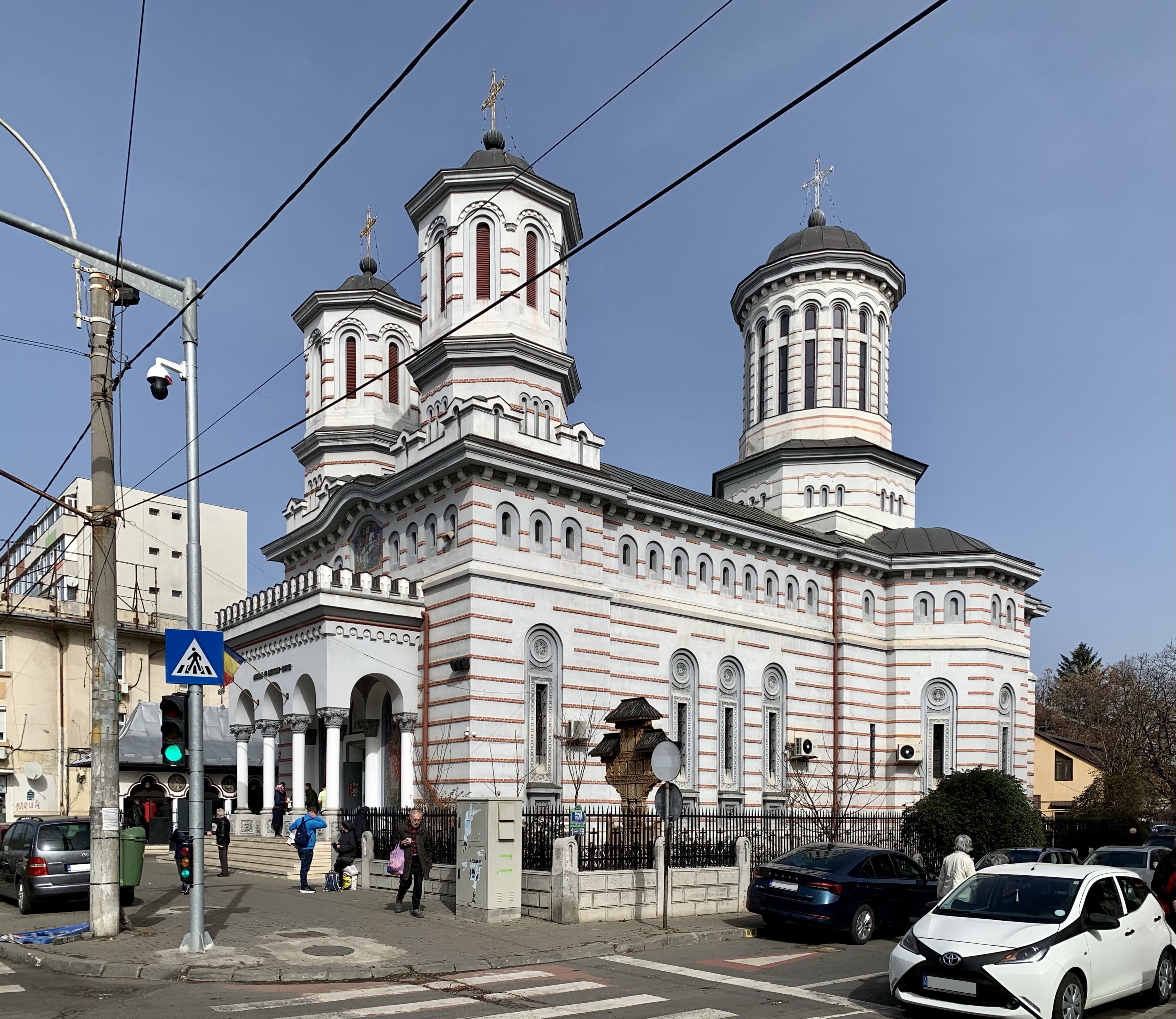
Biserica Sfântul Gheorghe Grivița (Calea Griviței no. 218), București, de Constantin Pomponiu, 1926-1931

Pentru a sărbători împlinirea a 25 de ani de la încoronarea regelui Carol I al României, 40 de ani de domnie a regelui, 25 de ani de la proclamarea Regatului României, și 1800 de ani de la venirea romanilor în provincia dacică, în 1906 a avut loc în Parcul Carol (Parcul Libertății) din București Expoziția Generală Română. Majoritatea pavilioanelor expoziției erau structuri temporare, iar singurele care au supraviețuit sunt Biserica Cuțitul de Argint, Arenele Romane, Uzina de Electricitate Filaret, pavilioane mici, fântâna Ministerului Minelor și turnul de apă, proiectat astfel încât să arăte ca o fortăreață medievală de pe vremea lui Vlad Țepeș. Expoziția Generală Română din 1906 e importantă pentru că e momentul în care arhitectura neoromânească a început să fie complet dezvoltată.
Clădirile din faza asta au un aspect constant. Anii 1920 a fost apogeul de popularitate al stilului, mai multe școli, case și instituții construite după Primul Război Mondial fiind neoromânești. Uneori a fost amestecat cu Art Deco-ul, un stil la fel de popular în anii 1920.

### Cea târzie (sfârșitul anilor 1930 și anii 1940)

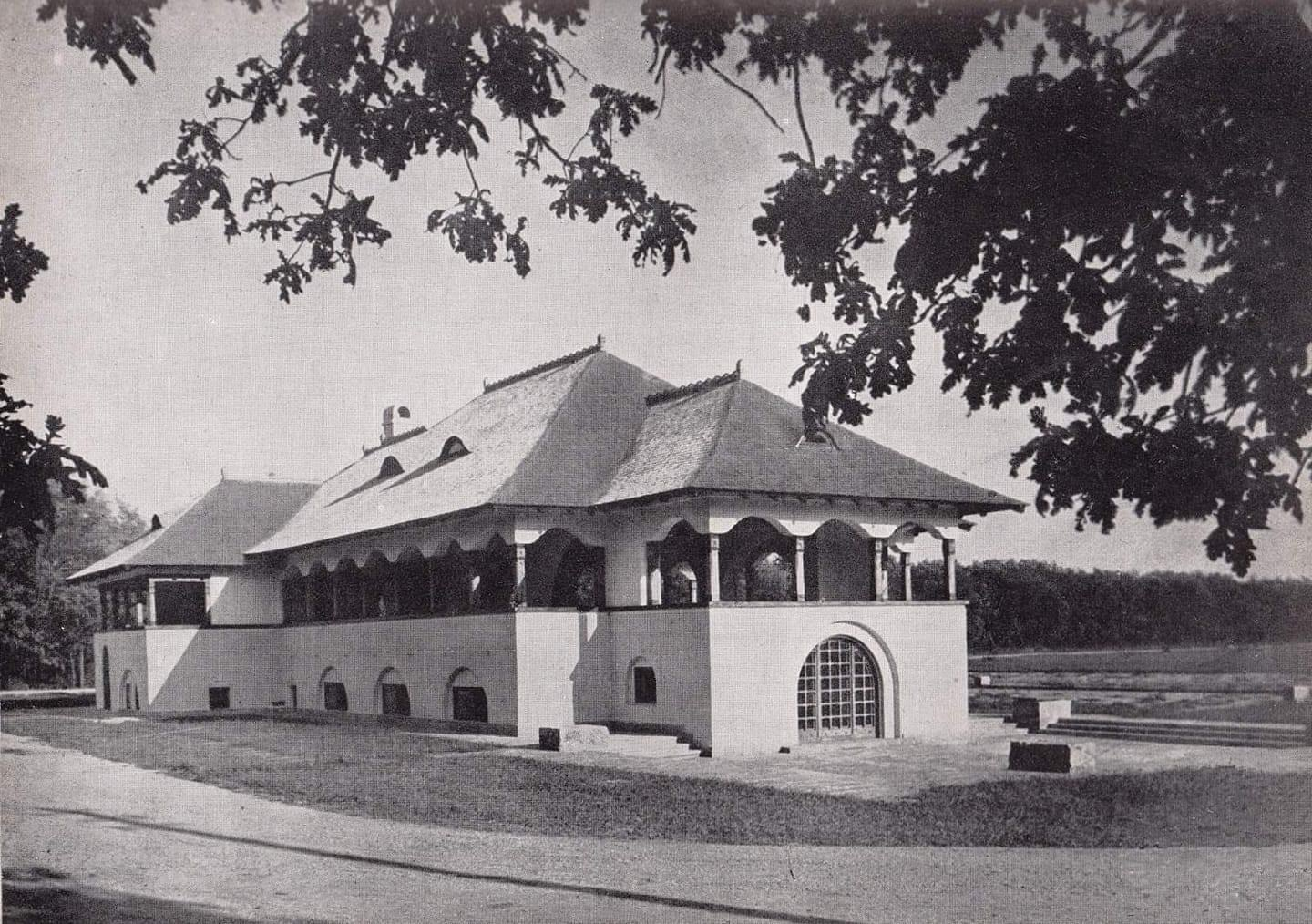
Restaurantul Casa Albă (Aleea Privighetorilor nr. 31-35), București, de Octav Doicescu, 1930
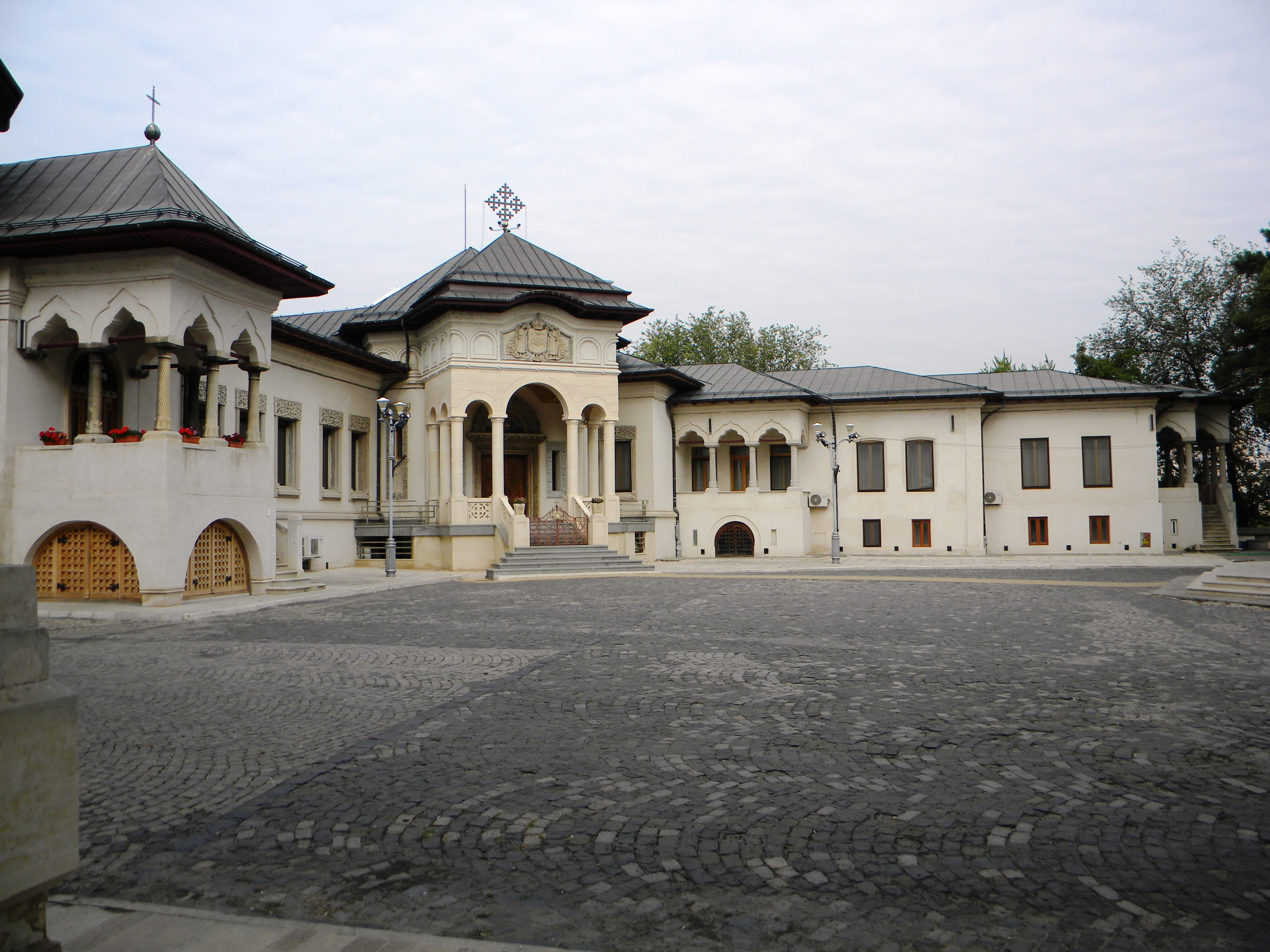
Palatul Patriarhiei, București, de George Simota, 1932-1936
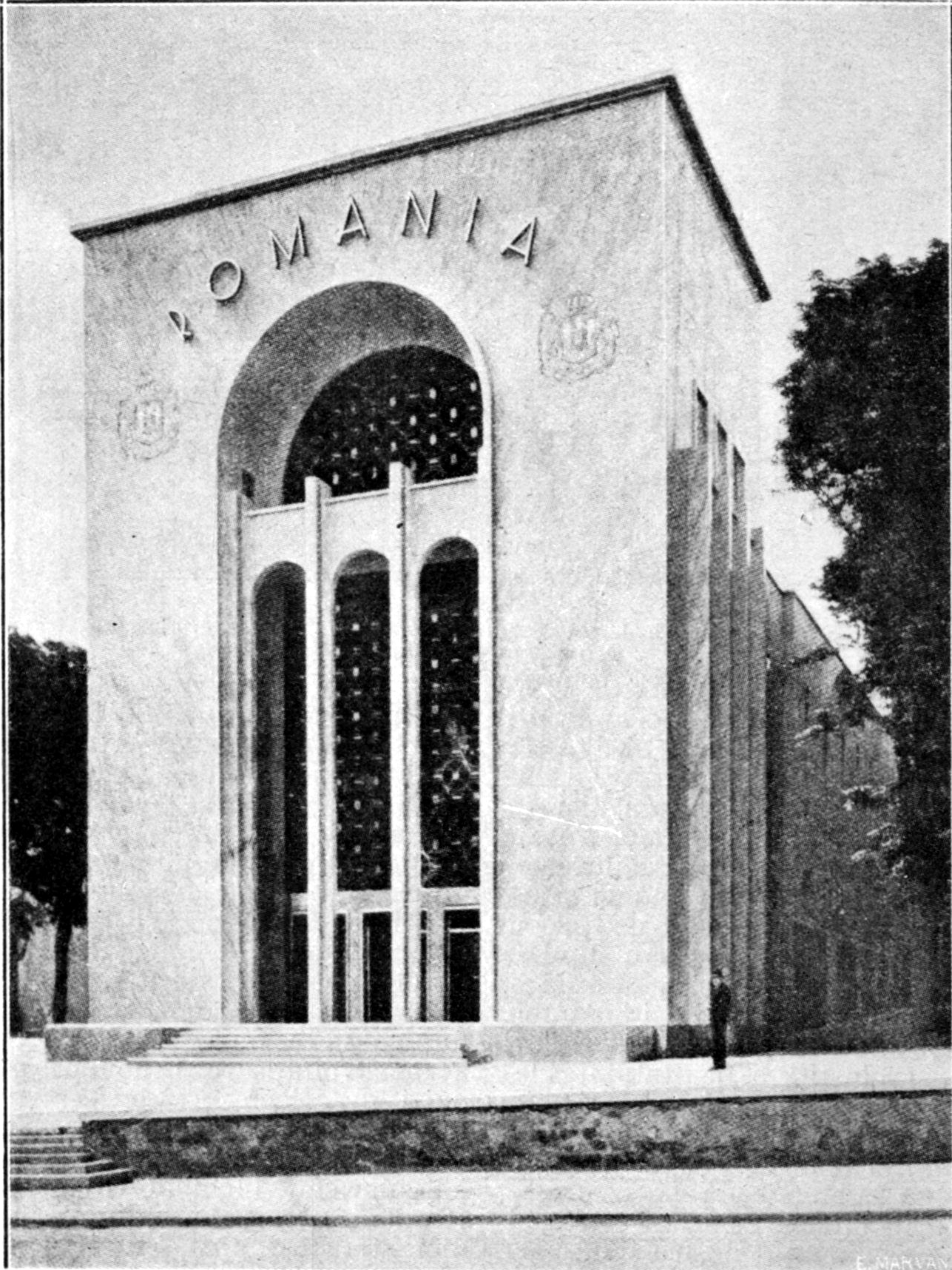
Pavilionul României de la Expoziția Universală din 1937, Paris, de Duiliu Marcu, 1937
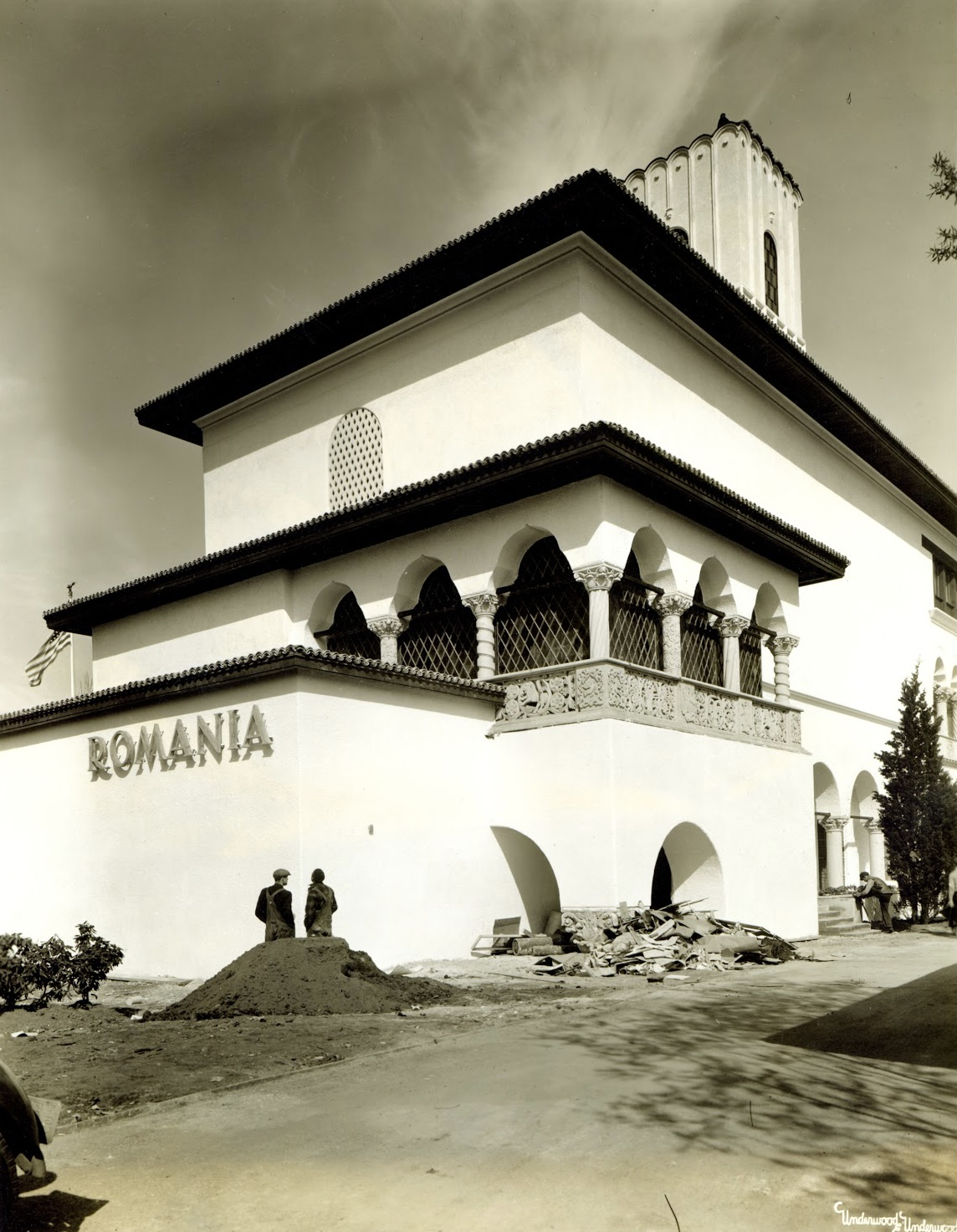
Restaurantul românesc de la Expoziția Universală din 1939, New York, de Octav Doicescu, 1939

Sub presiunile modernismului, stilul a devenit din ce în ce mai simplificat. Inițial, susținătorii stilului neoromânesc au respins arhitectura modernă. Ei vedeau clădirile moderne ca fiind creații cărora le lipsește un spirit local. Totuși, opoziția lor s-a diminuat cu timpul, ducând la amestecuri ale celor două mișcări. Mai mulți arhitecți, fără sa renunțe complet la elementele inspirate din tradiția locală, au adoptat materiale și tehnici noi. S-au păstrat proporțiile și volumele neoromânești, dar ornamentele au fost puternic simplificate sau uneori pur și simplu s-a renunțat la ele. Clădirile au fost reduse la esențe.

## Exemple notabile

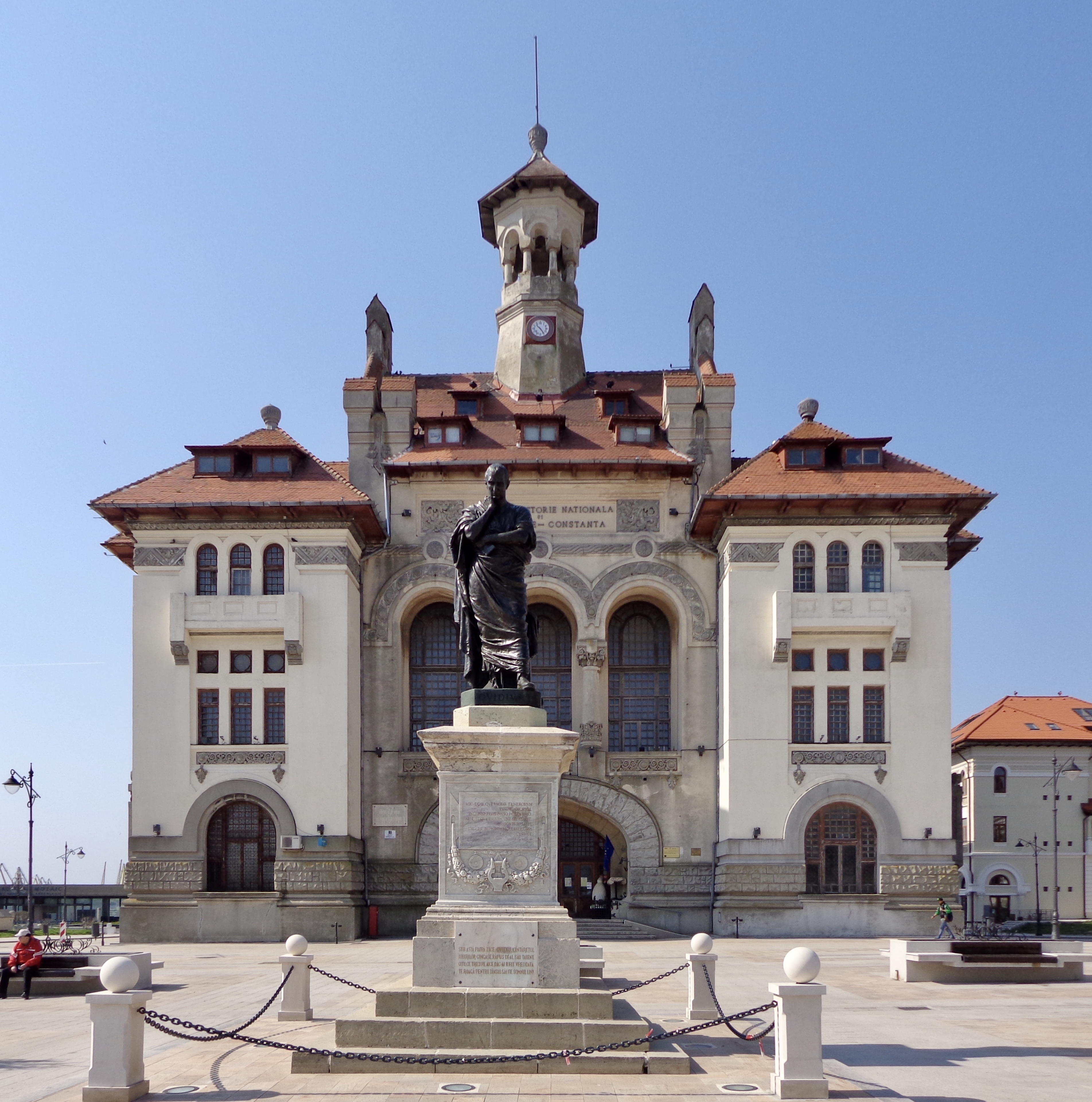
Muzeul de Arheologie, Constanța, Victor Ștefănescu, 1912-1921, cu Statuia lui Ovidiu în fața lui

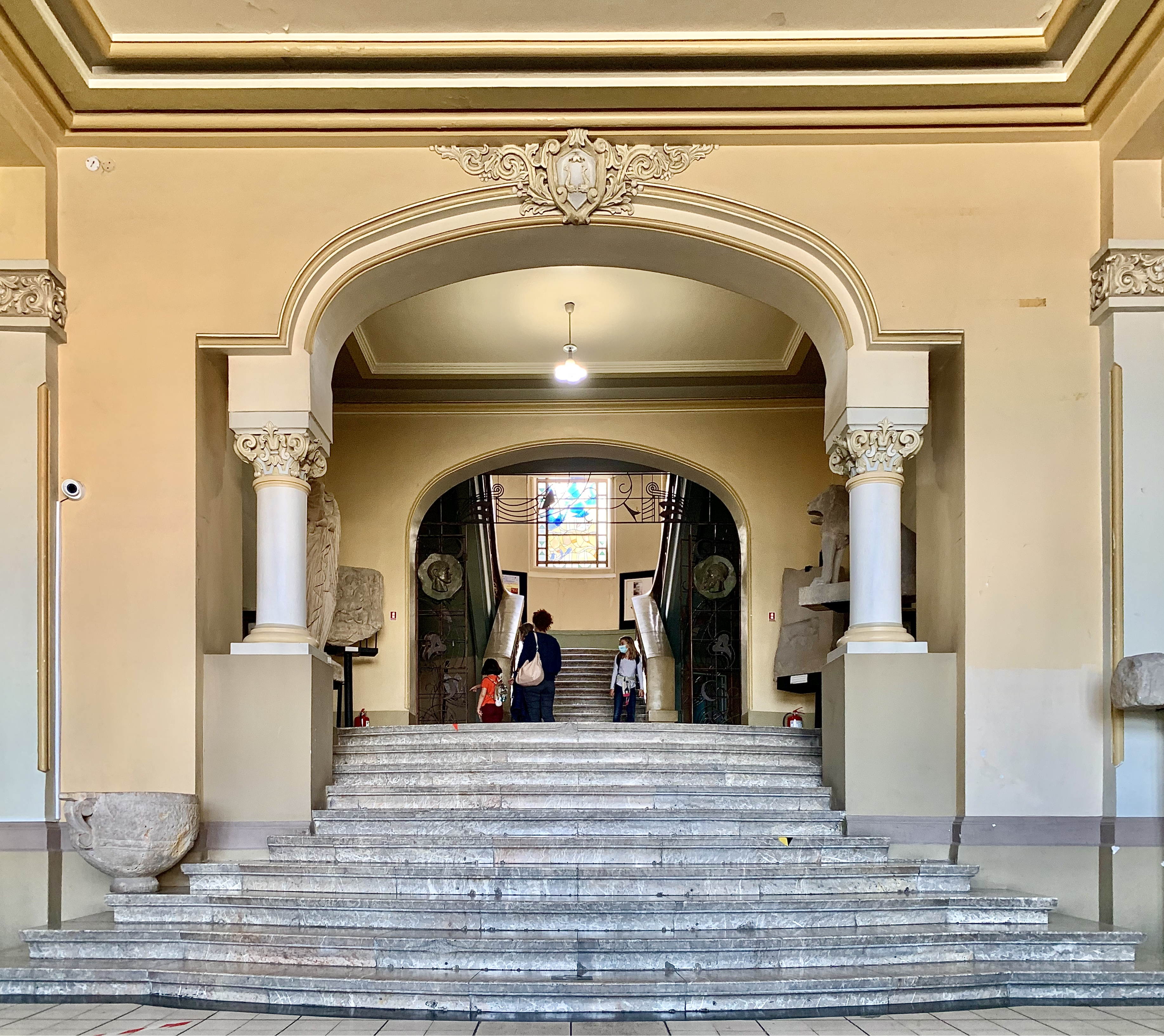
Scările centrale ale Muzeului de Arheologie din Constanța, un exemplu de interior neoromânesc

### România
- Alexandria
  - Catedrala Sfântul Alexandru (Strada Independenței 7-9)
- București
  - Vila Minovici (Strada Doctor Minovici Nicolae 1)
  - Primăria Sectorului 1 (Bulevardul Banul Manta 9)
  - Casa Gheorghe Tătărescu (Strada Polonă 19)
  - Casa Hagi-Theodoraky (Șoseaua Kiseleff 57)
  - Muzeul Național al Țăranului Român (Șoseaua Kisseleff 3)
  - Casa Dissescu (Calea Victoriei 196)
  - Biserica Amzei (Strada Biserica Amzei 12)
  - Casa Lahovari (Strada Ion Movilă 5)
  - Casa Oprea Soare (Strada Poenaru Bordea col. 2)
  - Palatul Kiseleff (Strada Barbu Ștefănescu Delavrancea 6A)
  - Casa Gheorghe Petrașcu (Piața Romană 5)
  - Interiorul Casei lui Ion Mincu, exteriorul fiind doar eclectic (Strada Arthur Verona 19)
  - Școala Centrală (Strada Icoanei 3-5)
  - Casa Elie Radu (Strada Alexandru Donici 40)
  - Palatul Ministerului Lucrărilor Publice (Bulevardul Regina Elisabeta 47)
- Brașov
  - Biblioteca Județeană „George Barițiu” (Bd. Eroilor nr. 35)
  - Cercul Militar (Casa Armatei) (Str. Lungă 1A)
  - Opera din Brașov (Strada Bisericii Române 51)
- Brăila
  - Palatul Agriculturii (Calea Călărașilor 52)
- Bușteni
  - Castelul Cantacuzino (Strada Zamora 1)
- Buzău
  - Primăria (Piața Daciei 1)
- Constanța
  - Muzeul de Istorie Națională și Arheologie din Constanța (Piața Ovidiu 12)
  - Muzeul de Artă Populară din Constanța (Bulevardul Tomis 32)
- Craiova
  - Fostul Hotel Pallace (Strada Cuza Alexandru Ioan 1)
  - Muzeul Olteniei (Strada Popa Șapcă 8 - Științele Naturii, Strada Madona Dudu 14 - Arheologie, Strada Matei Basarab 16 - Etnografie)
- Galați
  - Palatul Navigației (Strada Portului 34)
- Iași
  - Vila „Sonet” (Strada Rece 5)
- Oradea
  - Liceul Greco-Catolic Iuliu Maniu (Strada Iuliu Maniu 5)
- Ploiești
  - Colegiul Național Ion Luca Caragiale (Strada Gheorghe Doja 98)
  - Banca Națională (Strada Tache Ionescu 1)
- Sibiu
  - Clădirea Oașia (Strada Turnului 23)
  - Facultatea de Teologie Ortodoxă (Strada Mitrolopiei 20)
  - Școala Gheorghe Lazăr (Strada Turismului 15)
- Târgu Jiu
  - Colegiul Național Tudor Vladimirescu (Strada Unirii 13)
- Timișoara
  - Arcadele Operei Naționale Române (Strada Mărășești 2)

### Republica Moldova
- Bălți
  - Catedrala Sfinții Împărați Constantin și Elena
  - Reședința episcopului de Hotin (Strada Visarion Puiu 7)
- Tighina
  - Spitalul „Mulmana”

### Albania
- Sarandë
  - Casa Nicolae Iorga (Rruga Mitat Hoxha), sediul fostului  Institut Român din Albania

Pe lângă aceste exemple, există zone în care majoritatea caselor sunt neoromânești, cum sunt zonele Cotroceni, Dorobanți, cea a Pieței Domenii și cea a Pieței 1 Mai din București.

### Ucraina
- Cernăuți
  - Biserica ortodoxă Sf. Petru și Pavel din Cernăuți
  - Biserica Sfântul Nicolae din Cernăuți
  - Biserica ortodoxă Sfânta Înălțare din Cernăuți
  - Cinematograful "Scala"
  - Clădirea reședinței Mitropolitane
  - Casa ofițerilor

- Hotin
  - Teatrul din Hotin

- Ismail
  - Spitalul din Ismail